# 银魂角色列表
銀魂角色列表為日本漫畫《银魂》（日语：ぎんたま）及其延伸作品的登場人物概覽。

## 萬事屋阿銀
主角坂田銀時所經營的「萬事屋阿銀」（万事屋銀ちゃん），位於劇中歌舞伎町的登勢小酒館二樓。如名稱所述接受任何委託，但大多為小事。財務時常陷於窘境。
坂田銀時（Sakata Gintoki）
日本配音：杉田智和；矢口麻美（童年時期）；戶松遙（性轉篇）
台灣配音：林協忠；曾允凡（童年時期）；吳佳樺（性轉篇）；黃天佑（《SKET DANCE》共演篇）
香港配音：黃啟昌；劉惠雲（童年時期）；張頌欣（性轉篇）；梁偉德（《SKET DANCE》共演篇）
演員：小栗旬（台灣配音：宋克軍）
年齡：27歲→29歲（銀之魂篇起），生日：1828年10月10日（天秤座），血型：O型。
本作男主角。經營「萬事屋阿銀」的武士，是個擁有天然捲藍髮和死魚般的眼睛、上進心為零的人，衣著一般是黑色衣褲外罩套到一半的白底藍花和服。過去活躍於後期攘夷活動，以「白夜叉」之名威震敵我，可謂傳說中的人物。有陰險、腹黑的一面，說話的口癖是「你這傢伙是○○嗎」。有一流劍術，一把從電視購物買來的堅硬木刀「洞爺湖」可以粉碎大砲等硬物。和真選組的土方十四郎多有相似，但一見面就會鬥嘴，同時與過去同伴桂小太郎及坂本辰馬依然有來往。
志村新八（Shimura Shinpachi）
日本配音：阪口大助；高森奈津美（童年時期）
台灣配音：賀宇傑（第一季、劇場版1、劇場版3）→江志倫（第二季起、劇場版2）；郭馨雅（童年時期）；李世揚（《SKET DANCE》共演篇）
香港配音：曹啟謙；沈小蘭（童年時期）；周良鴻（《SKET DANCE》共演篇）
演員：菅田將暉（台灣配音：魏德）
年齡：16歲，生日: 1839年8月12日（獅子座），血型：B型。
本作第二男主角。劍道道場「恆道館」的少年館長，以劍術為志向，為復興道場兼學習武士道，因受到銀時幫忙而成為萬事屋成員。個性相當溫柔，是個有禮貌的少年；但在追星時會變成一個熱血男子漢。瘋狂的迷戀歌手寺門通，為寺門通親衛隊隊長。平時存在感為零，為主吐槽角色，曾被取笑是本體為只會吐槽的眼鏡。
神樂（Kagura）
日本配音：釘宮理惠；石井康嗣（性轉篇）
台灣配音：林凱羚／丘梅君（代配，第57～62集）；雷碧文（《SKET DANCE》共演篇）
香港配音：何璐怡／何寶珊（代配，第284～291集）；陳永信（性轉篇）；林元春（《SKET DANCE》共演篇）
演員：橋本環奈（台灣配音：傅其慧）
年齡：14歲，生日: 1841年11月3日（天蠍座），血型：B型。
本作女主角。出身自宇宙最強戰鬥種族「夜兔」天人。外貌為藍眼橘紅髮，頭髮兩端綁著球狀髮髻。星海坊主的長女，神威的妹妹，但因兩人想法不同而感情不佳。由於血統關係，食慾異常旺盛，且重視量多於質，對米飯十分執著，尤愛生蛋拌飯。平時零食則喜愛吃醃昆布。平時在對話中非常毒舌，和真選組的沖田總悟相見就會鬥嘴，甚至大打出手。
定春（Sadaharu）
日本配音：高橋美佳子
台灣配音：郭馨雅→蔣慶妍（劇場版3）
香港配音：梁少霞→陸惠玲
生日：2月25日，170公分（座高），300公斤
宇宙生物「狛神」，體型卻比一般狛神還要巨大，犬類生物，雄性，上代狛神的兒子，司掌「攻」，擁有強大的破壞力。是萬事屋的吉祥物角色，喜歡咬人的頭（尤其是銀時），食量極大，每天要消耗狗食9袋，平時大多數時間在睡覺。被經濟困難的巫女百音和阿音遺棄在萬事屋門前，後被神樂收養，定春的名字亦是神樂所命名。經常作為神樂的坐騎，在正篇裡常揹受傷的同伴離開戰場。
食用草莓牛奶（作用相當於使狛神覺醒的山羊血與紅色果實）會讓力量逐漸覺醒而巨大化。萬事屋曾誤令之喝下之後，定春在發怒下完全覺醒。最後在百音、阿音和萬事屋眾人合力下才將力量封印。愛慕鼠溝組黑駒勝男的愛犬梅兒（メル）。
另外，因為吃的太多，常會吞下其他難以想像的東西，例如在《噬星者篇》中吃下了橡膠吹氣人型公仔，甚至一次過吃下三部手提電話等等，不勝枚舉。
《金魂篇》裡和小玉一同找到因為自己主角被搶而流落街頭的銀時，並與之組成新的萬事屋，對抗金時。在最後之戰裡駄著假人作為疑兵，引走一大堆嘍囉。
《兩年後篇》被疣寄生，變成疣大叔，職業是快遞員。《性轉換篇》變成與原本設定不同的三國系列的赤兔馬。
《銀之魂篇》裡為了穩住地球上的亞爾塔納而跳入龍脈之中，削弱了虛的力量，雖然成功拯救地球但自身亦被封印。事件兩年之後，才在能量塔裡重生，並「制作」出銀時，把虛和松陽一次過解決。事件過後，回到萬事屋跟眾人一起生活。
名字源自於日本棒球選手王貞治。

## 歌舞伎町
歌舞伎町內有四個勢力彼此制衡，這四個勢力的領導者被合稱為「歌舞伎町四天王」。最初歌舞伎町只有次郎長一個勢力，但因為另外三頭勢力崛起，才形成四天王的局面。在歌舞伎町之戰過後，坂田銀時、東美、黑駒勝男三人分別暫時代理登勢、西鄉特盛、泥水次郎長三人的地位，唯有阿妙一人在登勢與西鄉的支持下頂替華佗成為新四天王之一。
| 原歌舞伎町四天王     |                  |                      |                    |
| 登勢                 | 西鄉特盛         | 泥水次郎長           | 華陀               |
| -------------------- | ---------------- | -------------------- | ------------------ |
| 参见： 登勢          | 参见： 西鄉特盛  | 参见： 泥水次郎長    | 参见： 華陀        |
| 新歌舞伎町四天王     |                  |                      |                    |
| 坂田銀時（暫代登勢） | 東美（暫代西鄉） | 黑駒勝男（暫代泥水） | 志村妙（頂替華佗） |
| 参见： 坂田銀時      | 参见： 東美      | 参见： 黑駒勝男      | 参见： 志村妙      |

### 恆道館
志村妙（Shimura Tae）
配音：雪野五月（日本）；曾允凡（台灣）；梁少霞、鄭麗麗〈代配〉（香港）
演員：長澤雅美（台灣配音：魏晶琦）
18歲，1837年10月31日出生天蠍座。168公分，49公斤、血型：AB型、
志村新八的姐姐，通稱「阿妙」。自稱「歌舞伎町女王」。最有大姊頭的風範，可說是本作最強的女人(限搞笑編)。為復興父親的道場而努力賺錢，現在於夜店擔任陪酒女兼圍事的工作。喜歡的武器是薙刀，但其實赤手空拳就很可怕了。在西鄉和登勢的支持下，接替華陀成為新四天王之一，而且基本上可以說是新四天王之首。
非常重視新八，尤其是當新八認識女孩子時會變得特別神經質，被銀時罵為「弟控」。與神樂有如姊妹般的關係，在作品裡神樂誰都敢說但基本不夠膽頂撞阿妙，甚至因害怕而吃下她的黑暗料理。
平胸，自稱「乳溝這東西，老娘從出生以來就沒有過」。表面上是溫和的美女，但一發怒便會凶暴化，外號：暴力母猩猩。對跟蹤狂真選組局長近藤勳最為殘暴，在真選組所有人面前完虐近藤後，迫使全組土下座式道歉；因此真選組私下認定阿妙的地位比局長近藤高。
對復興道場一事相當堅定，被高利貸捉去時也毫無怨言地說：「守護家人遺留下來的東西是不需要任何理由的。」然而一直到尾美一篇才想起這個設定，雖然自稱為為了復興道場而存錢。從小認識柳生九兵衛。一次九兵衛在趕走來討債的天人時受傷而導致左眼失明。阿妙始終內疚，並說：「我來當小九的左眼。」最喜歡吃的食物是高級冰淇淋「破亚限堕津」（系恶搞為同音的哈根達斯，台動畫譯為「破亜限堕取」）。
有頗強的正義感，很照顧身邊的人。幼年時期保護著經常受到欺負的新八、九兵衛；曾照顧受傷的銀時；《九兵衛篇》結尾知恩圖報之下解救差點和猩猩公主結婚的近藤。在《四天王篇》、《銀之魂篇》中俱率領陪酒女们前來支援萬事屋一行。
廚藝差到即使沒有任何火的情況下食材都會變成焦到不能再焦的燒焦物，曾被源外老爹稱之為連宇宙中都不存在的黑暗物質。自認為拿手菜是煎蛋，食用後輕則嚴重腹瀉（柳生敏木齋），重則立即昏倒甚至失憶（銀時、近藤及土佐衛門)。而長期食用則會導致視力受損（新八）。雖然如此，她從來都沒在讀者面前吃過自己的黑暗物質。
在長篇裡，妙佔主線的情況不算多，但在日常她的出場可謂非常頻密。
《紅櫻篇》裡銀時被新八救下之後她被請求照顧銀時，但因為她很理解銀時的心理，便故意放走他去見鐵子，回擊似藏以及鬼兵隊。
《九兵衛篇》裡因為少時的承諾跟九兵衛去到柳生家，臨別時向眾人道別充滿哀傷。新八和近藤等人對柳生家發起挑戰，在末段才察覺並見證新八擊倒敏木齋。最後跟九兵衛吐露心聲回到家中，和九兵衛依然非常親密。
《鬼旅館篇》跟萬事屋三人一起前往仙夢鄉旅館，雖然被其他Stand上身，但自己作為Stand也是能力超群，協助銀時打贏敵人。
於《人氣投票篇》和九兵衛，猿飛及月詠成立偶像組合「Diamond Perfume」並為其領導人。此組合於《HDZ48篇》再度登場幫助寺門通。
《兩年後篇》被疣寄生，嫁給疣近藤，與近藤十分親密，但後來說其實愛的人是疣土方，且懷有土方的孩子。
《金時篇》被金時定義為銀魂最初的四人組裡其中一人，率先找到新八和神樂二人回去幫助銀時。
《尾美一篇》裡揭露視尾美一為初戀對象，但得知其現身份時向銀時下跪希望可以放他一馬，但因銀時覺察到尾美一對新八有殺意而告吹。在篇章結局主持了新八對尾美一的對決，並於尾美一消亡後跟新八買了一大堆夏威夷果巧克力回來，繼續為振興道場而努力。
《性轉換篇》由於是在案發後才進到現場，所以未受影響。遇到男兒身的九兵衛後產生出另一種不尋常的感情，而看到性轉後胸前相當有料的人（銀時、沖田等）都因妒忌而狠狠的掐一把。
《靈魂轉換篇》收留了擁有銀時一半靈魂的貓咪，並取名為「土佐衛門」，不斷地餵牠吃自己做的菜，導致其一直想不起自己是誰。
《再見了真選組篇》與銀時和新八一起到黑繩島拯救被逮捕入獄的近藤，事後和近藤之間的關係緩和不少，最後近藤在恒道館跟志村姊弟道別時亦對近藤說了一句「路上小心」。
《銀之魂篇》參與對抗天人的守衛戰，並在兩年後再次跟萬事屋支援銀時對抗天導眾和虛。已經不需要再當陪酒女的她勢力深植歌舞伎町，甚至擁有自己的私兵。另外，她在道場搞減肥班，與近藤關係似乎又回到之前的日常。
志村劍（Shimura Ken）
配音：坂口候一（日本）；黃天佑（台灣）；陳曙光→陳欣→劉昭文（香港）
阿妙和新八的父親，於兩人年幼時去世。非常重視道義和人情，是一個經常把道德原則掛嘴邊的老好人，可惜在死前反被朋友利用，因而欠下一身巨債。留下一本奧義書給兩姊弟，但內容卻是夏威夷巧克力果仁的製作方法。臨終前告誡兩姊弟「就算有一天真的要捨棄刀劍，藏在靈魂裡的正直之劍也不可以捨棄」。
角色源自於日本喜劇演員志村健。
尾美一（Obi Hajime）
配音：小野坂昌也（日本）；麥皓豐（香港）
在恆道館充滿生氣的時候是該道館中劍術最強的人，也是新八與阿妙的師兄，是阿妙的初恋对象，新八稱其為阿一哥。性格豪爽，認為任何時刻都應該大聲笑出來。曾教導過志村姊弟『真正堅強的人，越是想哭時，越是會露出笑容。不論是痛苦或是傷悲，全都擁抱懷中。即使如此依舊笑著，與其一同邁步向前。現在，想哭的時候就哭吧。不過總有一天，你們兩人也要成為那般堅強的武士。』。可以說阿妙堅毅不拔的性格是被他影響的。小時因其劍術高強而被選為劍術留學生前往宇宙，並在宇宙中獲得「銀河劍聖」稱號，喜歡稱自己為「歐比One」（惡搞星際大戰的歐比旺）。善使光束劍，得知恆道館在他不在期間變的沒落時，而決定以復興恆道館為志向。
實際上，在星際旅行出發時發生意外而身受重傷，被毗夷夢星人改造成生化人，並在他的體内裝有星際波動光束砲，是毗夷夢星人的戰爭兵器。跟新八決鬥前恢復意識，最後跟啟動星際波動光束砲的毗夷夢星人同歸於盡。尾美一死後其遺留的保險金表面上被阿妙與新八購買一堆夏威夷果巧克力，實際上並沒有使用。死後成为恒道館永久名誉教头。
角色源自於《星球大戰》的年輕版欧比旺·肯诺比。

### 登勢酒吧
登勢（Otose）
配音：鯨／榎本溫子〈年輕時期〉（日本）；黃芳儀〈第一季其之壹〉→郭怡心〈第一季其之貳起、劇場版2～3〉／郭馨雅→郭怡心〈年輕時期〉（台灣）；袁淑珍／陳琴雲〈年輕時期〉／朱子聰〈性別轉換篇〉（香港）
演員：木村綠子（台灣配音：魏晶琦）
7月7日出生，身高166cm，体重48kg。
歌舞伎町四天王之一，通稱「女帝」，為萬事屋的房東，萬事屋樓下酒吧的老闆娘，表面上看起來很冷酷，但其實十分有人情味。雖為四天王之一，但本身並沒有任何勢力。主要原因為在歌舞伎町有廣泛的人脈，且有銀時維護，使地位不可忽視。本名為寺田綾乃（Terada Ayano），「登勢」為源氏名（花名），年輕時十分漂亮，且充滿愛心，现在非常喜欢抽烟。
為亡夫寺田辰五郎掃墓時，遇到飢寒交逼而在吃登勢祭拜亡夫辰五郎用的饅頭的銀時。為此一飯之恩，銀時在辰五郎墓前發誓保護登勢，後者遂讓銀時住了下來。
收留銀時後，逐一收留了投靠銀時的神樂、小偷凱瑟琳、機械人小玉；加上不時往返於萬事屋和道場的新八，形成了一個沒有血緣但親密無間的關係。
《四天王篇》中被次郎長重創，養傷之後帶領眾人對抗華佗，並在之後卸下四天王一職，由銀時暫為代任。
《銀之魂篇》中與源外一起制訂對抗天人的前期策略，聯合所有勢力守護歌舞伎町。
角色取材自幕末伏見的寺田屋女老闆－登勢。
（Catherine）
配音：杉本優（日本）；林佑俽／郭馨雅〈僅第1集〉（台灣）；陸惠玲／謝潔貞〈代配〉／雷霆〈性別轉換篇〉（香港）
8月21日出生，身高165cm，体重55kg。
來到地球工作賺錢的天人。頭上長着貓耳，配上中年婦人的臉。戀愛時則會變成美少女，且性格一百八十度大轉變，但一發怒就會變回原形。在登勢酒吧工作，曾偷過店裡的錢，後來與登勢約定以後不再偷竊，重回店內工作，改過自新。被登势視為女兒一般，曾遭到騙婚而導致一無所有，后來又再被登勢收留。
她曾是宇宙盜竊團黨「貓拳（Cat's Punch）」成員。擅於解鎖，當年曾被譽為開鎖女凯瑟琳（鍵っ娘キャサリン），於業界中鼎鼎有名。
《四天王篇》中與眾人守護登勢的酒店，並重施故伎前往華佗的巢穴拯救輝彥。《銀之魂篇》與歌舞伎町眾人一起對抗天人大軍。
到了結局不知為何衰老得很快，外觀猶如老人，依然在登勢的店子裡工作。
小玉（又译作）
配音：南央美（日本）；郭馨雅〈電視版、劇場版2〉／郭怡心〈劇場版3〉／蔣慶妍〈劇場版3，蛋蛋子型態〉（台灣）；鄭麗麗（香港）
2月23日製造，身高166cm，体重121kg。
機器人，喜歡喝的飲料是「機油」。雖然為機械人，因長時間和人類相處，已有接近於人類的心靈，擁有人類部分的感情。比一般人單純，起初深信機械的存在只是為了服務人類，但後來理解到兩者可以成為朋友。名字為神樂所取，源自雞蛋（玉子），因為神樂最初拿她的頭當作敲蛋殼的工具。擁有和其他機械溝通的能力，更會因它們的狀況而感到傷心。清潔技能滿點，也可以從身體內制作食品並從口出嘔出來。
原本為林流山博士製造出來，用來陪伴重病女兒芙蓉的機器女傭芙蓉·壹·零號試作型（ふよう い ぜろごうしさくがた），中樞內存有芙蓉人格資料的「種子」，因此具備芙蓉的人格與記憶，後因目睹目黑博士殺害流山博士，遭到栽贓而逃亡，後來頭部被銀時撿到。在《芙蓉篇》最後，是唯一存留下來的機器人。在篇章中為救人而被重度破壞，僅剩下腦部中樞以及殘存的核心記憶。結果在眾人的幫助下成功修復，並於登勢的居酒屋工作。
一度不理解何為「休息」，在銀時的開導之下逐漸理解並融入大家。在過程中被銀時送予了一條螺絲，被珍而重之地別在髮髻裡，一直到整個故事完結還在。另外，因對山崎展現溫柔而被其愛上，但相親卻弄的一塌糊塗。
《白血球王篇》因感染病毒而像素化，萬事屋一行人為救她縮小並進入其身體內，發現其自我防禦系統的領袖居然是銀時的形象，但性格卻大相逕庭。
《四天王篇》與萬事屋等人為保護登勢的小店而努力戰鬥。
《金時篇》裡和定春因為不受金時的腦電波影響而成為眾人唯二沒有忘記銀時的角色，並為大家能記起他而作出支援，結果被金時所重創，但還是被銀時所救回。
《銀之魂篇》聯同金時合力啟動「新阿姆斯特朗旋風噴射阿姆斯特朗源外炮」，並因此耗盡所有能量，最終留下眼淚，暫時無法再次啟動。源外為此制造出機械人玉子為她儲存記憶，終於其在龍脈戰爭兩年後再度甦醒；不論漫畫或動畫，觀眾都以她的視角之下完結整個作品。
另外，在電影《永遠的萬事屋》中，雖然她並不參與戰鬥，但角色非常重要。是連結五年前與後的時光機和歷史見証者，亦是使銀時可以在每一個時空都把厭魅都殲滅，為大家對來最終美滿結局的重要人物。
寺田辰五郎（Terada Tatsugorō）
配音：平田廣明（日本）；傅品晟（台灣）；劉奕希（香港）
綾乃的丈夫，已故。幕府的捕快，抽著煙斗，手持十手，精通體術。與次郎長的實力不相上下，兩人曾大打出手，後來成為摯友，共同守護著歌舞伎町。攘夷戰爭期間，辰五郎為次郎長擋子彈而死，死前將歌舞伎町託付給次郎長。次郎長曾感嘆銀時像辰五郎一樣。其外貌頭髮像坂田銀時的捲毛，臉像土方十四郎，既像捲毛髮型的土方十四郎，也像栗色頭髮的銀時。
角色源自於新門辰五郎。

### 人妖俱樂部
西鄉特盛（Saigō Tokumori）
配音：江川央生（日本）；賀宇傑〈第一季〉→何志威〈第二季〉（台灣）；招世亮→張錦江（香港）
生日12月7日（射手座）；身高1.88（6英尺2英寸）；體重。動畫第24話初登場。
歌舞伎町四天王之一，外號。二十年前以聞名，活躍於攘夷戰爭初期的攘夷志士，武功高強，有一夫當關萬夫莫敵之勇。
現時經營著「人妖俱樂部」，因此會被店內人員稱為「媽媽」。擁有許多前攘夷志士作為人妖手下，被孔雀姬華陀認為是在打造人妖帝國，但真正原因是為了提供一個安身立命之處，給那些已經無家可歸的攘夷志士。
曾因衝突而先後強制坂田銀時和桂小太郎在店內以人妖造型（捲子和假髮子）工作。育有一子輝彥。根據本人所言，由於妻子去世，因此父代母職結果做過頭而成為了人妖。
《四天王篇》中，歌舞伎町大戰前夕，因為輝彥被華陀挾持而被迫與其聯手攻擊登勢和銀時。在決戰中，故意輸給神樂。當華陀派來的傭兵欲斬殺平子時，以肉身替其擋刀。之後向平子闡述利害，並在登勢的鼓舞下團結眾人反攻華陀。事後與登勢和次郎長一起被送進醫院，並卸任四大天王，由東美暫時代理其職。
《兩年後篇》中接收了進行僭建的九兵衛和進行了拆卸的桂進自己的俱樂部。
《銀之魂篇》中與歌舞伎町眾人守護著江戶，並使出了超強的捏蛋招式，打倒多名敵人。
角色源自於幕末維新三傑之一的西鄉隆盛。
西鄉輝彦（Saigō Teruhiko）
配音：青山桐子（日本）；沈小蘭（香港）
生日2月5日，身高147cm，体重40kg。
西鄉特盛之子。因爲父親是人妖而被常同學欺負。對於為代替去世的母親養育自己而選擇成爲人妖的父親十分尊敬並引以為傲。歌舞伎町大戰前夕被華陀挾持，后被新八、神樂和凱薩琳三人救出。
角色源自於日本藝人西鄉輝彥。
東美（又译作）
配音：酒井敬幸（日本）；黃乾師（台灣）
在西鄉的人妖俱樂部工作。因爲有大下巴而常被叫做。在《四天王篇》後代替西村，成為目前為四天王代理之一。於《銀之魂篇》裡跟隊西鄉聯同人妖大軍一起對抗天人。

### 溝鼠組
泥水次郎長（Doromizu Jirochō）
配音：宮島史年〈第55話〉→菅生隆之／志村知幸〈青年時期〉（日本）；陳幼文（台灣）；朱子聰（香港）
歌舞伎町四天王之一，外號「大俠客」，溝鼠組組長。過去與西鄉特盛一樣為攘夷志士。為四天王中最早崛起的勢力，為拓展勢力不擇手段，擁有驚人的體術和劍術。
他與綾乃（即登勢）是青梅竹馬，年輕時，只要次郎長做出不對的行為，都會被綾乃指責，也因此使次郎長沒有走上歧途，成為有所名望的俠客，與捕快寺田辰五郎亦化敵為友。後來二人皆愛上綾乃，為了綾乃的幸福，次郎長自願退讓；而辰五郎與綾乃則結成夫婦。雖然傳言次郎長因懷恨在心而在戰爭中把辰五郎殺了，但實際上是辰五郎為幫次郎長擋子彈而戰死沙場，並把歌舞伎町托付給次郎長。戰後次郎長離開自己的家庭，獨自留在歌舞伎町並將勢力深植其中，藉而讓天人不得控制歌舞伎町，全是為了與辰五郎的約定。
初出場是《母親篇》，但沒有露臉，只是把八郎的現身份告訴了黑駒。
《四天王篇》裡才真正露面，並為了保護登勢遠離是非之地而將之重創。此時體力不足也不知就裡的銀時失去理智與之對決，亦被次郎長擊敗。當平子和西鄉去圍攻登勢的小酒館時，次郎長則已看穿華陀的計劃而獨自前往其根據地。正當他要和華陀的傭兵開打時銀時來到，二人合力把整隊傭兵部隊全員打倒。為了決定由誰來保護歌舞伎町，二人再次較量，這次由銀時勝出。事件之後，與女兒平子相認，離開歌舞伎町。
在《銀之魂篇》裡再度回歸在重要時刻救下登勢，與銀時等人合力迎擊攻打歌舞伎町的天人傭兵部隊，斬殺辰羅族的傭兵頭子蒼達。在和平子的相處裡已經變成女兒奴。
角色源自於幕末時代的著名俠客清水次郎長。
椿平子（Chin Pirako）
配音：野中藍（日本）；吳佳樺（台灣）；成瑤孆（香港）
原姓为泥水，是泥水次郎長的女兒，非常崇拜次郎長。一頭橙色短髮，從嬰兒開始就在左則瀏海綁了一個沖天炮，身穿短板和服與肚兜，右手臂與右肩會露在外面。有著深紫色的大眼，瞳孔十分黯淡，說話風格像個天然呆，殺起人來毫不手軟，形成相當可怕的反差。據登勢所言，當次郎長與植木蜂一家幹架時單單一人就解決了所有幫眾，有著「人斬平子」的外號。
擅自加入萬事屋當銀時的手下並在歌舞伎町引起騷動，目的是利用銀時與登勢的關係去打破同一時間四天王所定下的規則「不得在歌舞伎町內主動進行私鬥，違約者將遭其他三個勢力聯合殲滅」，使登勢遭到圍剿而消失，從而令父親身上背負的誓言結束，回復原本的面貌。
和華陀相互利用，把自己手下黑駒和被困在水泥桶裡銀時一同踢進大海，逼其父對登勢出手，但被次郎長看穿陰謀，只把登勢打傷並使之暫時脫離此地。之後綁走輝彥要脅西鄉聯手強拆登勢酒館，但被萬事屋與歌舞伎町的居民阻欄。在最終對決中，被新八所擊敗。在華陀終於露出真面目並打算過河拆橋時，差點被華陀派出的人殺掉，但被西鄉擋刀保住一命，才幡然醒悟。
當歌舞伎町的眾人殺出重圍後帶著大家前往華陀的據點，在大家全部都被送進醫院後，獨自在外與前來復仇的華陀及其傭兵戰鬥，被銀時等人阻斷。因知道自己背叛了萬事屋要求以黑道方式填命補償，銀時卻只留下一個地址，要她過來比試。應約而來的平子到達時沒看見銀時，卻看見次郎長；二人重新自我介紹並展開了新的生活，離開歌舞伎町。
銀之魂篇裡，他次郎長共同回歸，及時趕到救了阿妙一行人，繼續以萬事屋的小弟自稱。
名字源於「流氓」的日語。
黑駒勝男（Kurogoma Katsuo）
配音：石塚堅（日本）；何志威（台灣）；陳永信→潘文柏（香港）
4月10日出生，身高178cm，体重68kg。
溝鼠組的若頭，在黑板八郎事件中與萬事屋一行人稍有過節。喜歡三比七比例，口頭禪是「做人就是要借三還七！」說自己的七三頭是因為跟隨小田切让，但被銀時說是「遜禿切讓」。因被泥水平子當成引發戰爭的導火線之一而腹部遭到刀傷落海，之後被銀時救起。對自己的寵物狗梅兒（メル）護愛有加，會帶著梅兒參加狗的社交聚會。忠心追隨收留小混混的次郎長，願為次郎長貫徹仁義。目前代替次郎長管理溝鼠組事務，成为新歌舞伎町四天王之一后由于不服阿妙，被阿妙用借刀杀人的手段狠狠修理一番。
角色源自於幕末著名俠客黑駒勝藏。

### 微笑酒店
微笑酒店（スナックすまいる），位于歌舞伎町的眾酒店之一。
老闆
配音：樫井笙人→小室正幸（日本）；馮錦堂→張炳強（香港）
演員：佐藤二朗（台灣配音：曹冀魯）
微笑酒店老闆。因為妙和阿音都非常能幹而設法使二人競爭，霎時間大為提升了店子的利潤。
志村妙（Shimura Tae）
小涼（Oryō）
配音：佐藤佑子（日本）；林佑俽（台灣）；黃鳳英→鄭麗麗、楊善諭〈代配〉（香港）
生日6月7日；身高1.68（5英尺6英寸）；體重。
阿妙的同事。因為年齡相仿而與阿妙相當投緣，在同一家酒家工作。她受到坂本辰馬的糾纏而感到困擾的同時，也在店裡堅定的努力工作。在《四天王篇》和《銀之魂篇》都與妙一同支援歌舞伎町。
角色源自於坂本龍馬的妻子楢崎龍。
花子（Hanako）
配音：植田佳奈（日本）；郭馨雅（台灣）；楊善諭（香港）
生日6月21日（雙子座）；身高1.60（5英尺3英寸）；體重。
阿妙的同事。懷抱實現成為舞蹈家的夢想，從大阪來到京城的女孩。容易受騙，曾被宗教團體騙錢。名字取自于都市传说厕所里的花子。
阿音

### 高天原
高天原，歌舞伎町第一牛郎店。
本城狂死郎
配音：私市淳（日本）；賀宇傑〈第一季〉→馬國堯〈第二季〉（台灣）；梁偉德（香港）
10月3日出生，推定年齡29歳，身高177cm，体重65kg。
本名為黑板八郎（くろいた はちろう）。憑實力成為歌舞伎町No.1男公關的帥哥，從鄉下赴京，如今的容貌是經過反覆的整形手術後才形成的，所以正竭力隱藏自己的過去。興趣是砌模型。
在《母親篇》和《夜神夫人篇》被萬事屋所幫助，是以對之一直懷有恩情，在《四天王篇》和《銀之魂篇》俱以援軍身份助銀時抗敵。
推测角色可能源自於《鬼眼狂刀》中的壬生京四郎。
八郎
配音：宇垣秀成（日本）；陳幼文（台灣）；梁志達→招世亮（香港）
10月3日出生，推定年齡28歳，身高191cm，体重65kg。
本名為花子。原本為女性，之後接受變性手術成為男人，担任狂死郎的副手。
八郎的（Hachiro's mother）
配音：鈴木玲子（日本）；黃鳳英（香港）
10月28日出生，身高149cm，体重62kg。原名「八郎」的狂死郎之母親。愛囉嗦，典型的中年母親形象。曾到萬事屋委託找尋兒子「八郎」。小説版《3年Z組銀八先生》中是學校的伙食阿姨。
十郎太
配音：小田久史（日本）；黃榮璋（香港）
動畫原創角色，于第111話登場。『高天原』的新人牛郎，整過形。在顎美的下巴被拉麵燙到時用一杯水將其冷卻，顎美也因此一見鍾情並化名「顎之助」到高天原工作以接近十郎太。最後顎美雖被高天原開除，但似乎成功與十郎太交往。

配音：進藤尚美（日本）；曾佩儀（香港）
江戶有名的交際花，謎一般的貴婦人。酒量驚人，能瞬間喝下大量龍舌蘭酒。傳説中喝一杯酒也能使整條街上的勢力分部改變，業界中稱「第一次到來是帶來福運的天使，第二次則是帶來不幸的死神」。自稱從來不光顧同一條街兩次是因為不想被別人當作特別人物一樣地對待。破例再次光顧『高天原』則是因爲想再次見到狂死郎的笑容。最喜歡的龍珠人物是貝吉塔。

### 巫女和狛神
阿音（Ane）
配音：岡本麻彌（日本）；郭馨雅（台灣）；林元春（香港）
6月1日出生，身高170cm，體重55kg。
雙胞胎巫女的姊姊，定春的原飼主，原本是代代供奉狛神、守護擁有龍穴的神殿「黃龍門」的巫女。天人到來後被迫搬遷，為討生活而在夜店工作，是阿妙的同事兼死對頭，同是夜店的當紅小姐。工作方面曾被店長投訴賺錢太急進，將客人金錢駛清光就不再理會人，阿音則解釋自己不是不理會客人，而是等客人儲到足夠金錢才再理他們，稱為「循環再用」。
跟松平片栗虎交從甚密，似乎是他最寵幸的小姐之一。因照顧不了兩隻狛神，唯有把定春交託給萬事屋。曾與萬事屋一起合力把發狂的定春鎮定下來，事件完結後表示如果萬事屋不要定春，可以再次收養牠。
在《銀之魂篇》裡再次出場並聯同大小狛神一起壓抑著龍脈，但被奈落襲擊而受傷，便把能力傳給定春。在路上被和妹妹被信女救起，透過法術把眾人的生命力轉化成能量傳給定春，使其壓制住虛的能力，協助銀時等人保衛地球。
百音（Mone）
配音：城雅子（日本）；曾允凡（台灣）；曾佩儀（香港）
6月1日出生，身高169cm，體重56kg。
雙胞胎巫女的妹妹，繭居族，曾把阿音介紹給他的工作通通辭掉，運動能力極差，唸咒時會吹笛子。
因照顧不了兩隻狛神，把定春交託給萬事屋。曾與萬事屋一起合力把發狂的定春鎮定下來，事件完結後表示如果萬事屋不要定春，可以再次收養牠。
在《銀之魂篇》裡再次出場並聯同大小狛神一起壓抑著龍脈，但被奈落襲擊而受傷，便把能力傳給定春。在路上被和妹妹被信女救起，透過法術把眾人的生命力轉化成能量傳給定春，使其壓制住虛的能力，協助銀時等人保衛地球。
神子／定春
狛子
宇宙生物「狛神」，上代狛神的兒子，定春的兄弟，和定春不同的是狛子眉毛向上而且只有小型犬般的大小。司掌「守」，能形成強力的防護罩。

### 其他居民
長谷川泰三（Hasegawa Taizō）
配音：立木文彦／內藤有海〈少年時期〉（日本）；賀宇傑〈第一季、劇場版1〉→何志威〈第二季、劇場版2～3〉（台灣）；雷霆→伍博民→周良鴻→雷霆（香港）
演員：立木文彥（台灣配音：魏德）
6月13日出生／身高179cm／体重67kg。／38歲
前入國管理局局長，曾負責天人出入境相關事務的幕府重臣。因毆打央國星的哈達王子而被幕府下令切腹但畏罪潛逃，妻子也因此與他分居，從此展開不幸的生活。曾從事許多工作，但最終皆為解僱收場，可以說一切不幸都是自遇上萬事屋一行開始。從一陣子開始動畫經常出現反而被原作者抱怨不要出現太多次。由於人生非常悲慘的關係，已有數次輕生行徑，但皆因被捲入事件而未遂。
被神樂稱為簡直是沒有一點用處的大叔（まるでダメなおっさん，香港譯為非常唔掂的大叔），簡稱廢物叔（／Madao，又譯無用男，台灣東立版漫畫常誤譯為「又男」；香港譯為唔掂叔）。飼養了一隻名叫「間陀男」（發音也是） 的機器狗，性格和他一模一樣。經常戴著墨鏡，與新八類似，被戲謔稱為「墨鏡放置架」。
擁有瞬間就能使出的必殺技「長谷川爆裂」（港譯「長谷川倒吊丁字」或「長谷川倒頭樁」），但武力即使在正經篇章裡也很低。與之相比，雖然成為無業遊民之後變得頹廢貪財，卻是個很有責任感的好人，堅持自己的武士道，做人有原則有底線，亦很願意犠牲自己去幫助其他人。當中包括了見工時想改過自身而努力的混混、細心照料他的護士、街上把他撿走的大五郎及其母親、因家庭不幸而被逼成為流民的千春等等。可以說，只要有長谷川出場的正經故事，都充滿了洋葱。
與銀時關係由一開始交惡到後面變成酒肉朋友。二人因都有頹廢大叔屬性所以挺常聚在一起喝酒、看女人、賭馬、打彈珠等等，長谷川甚至不時會潛入萬事屋順走裡面的食物。另，因其曾在鐵路裡以「長谷川爆裂」救人，結果反而被告性騷擾，還是銀時及時出場以辯護官身份成功替他打贏官司。
畢竟不算很主線的角色，長谷川在比較正經的篇章裡出場機會不多，但因為甚喜劇效果很好，常見於各大搞笑篇章裡。像: 《龍宮篇》、《聖誕老人篇》、《人氣投票篇》等都有出場，而且都有出色搞笑表現。
《Monkey Hunter篇》裡被揭露在網絡遊戲魔猴獵人被稱為傳說中的獵人M，被新八諷刺網絡遊戲世界的成就往往與現實世界相反。
《兩年後篇》被疣附身時以歌曲《瓦楞紙箱之神》（日语：ダンボールの神様）成名，並於電視節目上演唱。
《靈魂轉換篇》阿銀跟土方交換靈魂之後，萬事屋被阿銀(土方)嚴加管理，自身也成為「萬事屋四番隊隊長」，而旗下成員全都是遊民。
《銀之魂篇》起初被哈塔王子以「喪家犬」的名義帶走收藏。在緊要關頭時，說服哈塔王子聽他的計劃，而自身的武士道精神亦感動解放大軍，並以入境管理局局長的身份指揮他們，協助阻止母艦墜毀地球，成為拯救地球的最大功臣之一。自此享受了兩年的英雄般的待遇，但在最終與虛的決戰後又打回原形。
名字源於作者喜歡看的電視劇《鬼平犯科帳》的主角長谷川平藏。
因長相酷似新世紀福音戰士的碇源堂，而且兩人都是立木文彥的配音角色，所以動畫中曾出現長谷川模仿碇源堂的畫面。
長谷川初（Hasegawa Hatsu）
配音：久保小百合〈第94・136話〉→宮本茉奈〈第204・289話〉（日本）；郭馨雅（台灣）；陳凱婷→魏惠娥（香港）
生日10月2日〔原作〕/5月3日〔動畫〕／身高1.64（5英尺41⁄2英寸）／體重
長谷川泰三的妻子，出身高官世家，雖然身份懸殊但很理解長谷川的各種想法，處處努力維持其官位。經過幕府事件後與長谷川分居，但私下仍然非常關心他，每聽到泰三找到新工作時就會開心，甚至會為他收拾房間。在和泰三分居期間亦不乏其他追求者，但都沒有跟之離婚再嫁。截至目前為止，故事中並無將她完整的容貌畫出來。
平賀源外（Hiraga Gengai）
配音：青野武→島田敏（日本）；黃天佑〈第一季其之壹〉→陳幼文〈第一季其之貳起、劇場版2～3〉（台灣）；陳曙光→梁志達→葉振聲（香港）
演員：室剛（台灣配音：曹冀魯）
12月18日出生，身高159cm，体重55kg。原著第二十九訓；動畫第17話初登場。是江戶的天才發明家，曾被人讚揚為「江戶第一發明家」。通常會被晚輩稱為「源外大叔」。
參加攘夷戰爭的兒子平賀三郎被幕府處死後，變得相當痛恨幕府。之後被高杉慫恿，打算以自己所製造的機械發動武裝政變，但因銀時等人的阻止而失敗。事敗後遭到幕府的通緝，隱居於城郊，並且開了一家機械工作室，有時會替銀時等人改造武器或修理機車。
《芙蓉篇》替銀時提供各種技術支援，並在事件後重新構建小玉；《白血球王篇》中把萬事屋三人縮小送進中了病毒的小玉身體裡替其軀除病毒貘。
《四天王篇》以援軍身份助銀時抗敵。《金時篇》應新八和神樂的要求製作了暫時頂替銀時的機器人金時，但卻反被其洗腦忘記了銀時的存在。
《靈魂轉換篇》發明了「全自動雞蛋蓋飯機」，意外地讓銀時和土方互換靈魂。在大家為不符合自己個性的作為感到迷惘時，用那臺機器交換了所有相關人士的靈魂。
《銀之魂篇》與金時和小玉等機械人合力，把江戶裡的電子及機械全數感染使對戰回到冷兵器時代。之後被夜兔傭兵抓走後，仍留有後手炸傷不少天人。結局之前製作了玉子替小玉儲存記憶，仍不時會去光顧登勢的酒館。
角色源自於自江戶時代的學者平賀源內。
屁怒絽（Hedoro）
配音：玄田哲章（日本）；黃天佑〈第一季其之壹〉→何志威〈第一季其之貳〉→林協忠〈第二季〉（台灣）；陳欣（香港）
9月19日出生，身高203cm，体重140kg。
天人，戰鬥傭兵民族「荼吉尼族」，彪形大漢，皮膚草綠，頭上有朵小花，在歌舞伎町萬事屋的隔壁經營花店，但因為有著被銀時形容的殺人犯外表，所以沒人敢光顧他的店，據稱從幼年時期連在故鄉的不少同胞都很怕他。面惡心善，非常熱愛生命，為了保護小生命可以將人揍飛。
已知有一年邁父母、四個兄弟和一個姪子。曾將他們帶到江戶的澡堂洗澡，因巧遇銀時等人而鬧出不少笑話。已知荼吉尼族不能泡熱水澡，而且對潤滑液有嚴重過敏反應。在《銀之魂篇》透露其實他是茶吉尼中的活傳說，被稱作「茶吉尼之神伊格魯的最高傑作」以及「神之角」，過去擊破王蓋並將其的角打斷 。不過，因為被頭上的小花所寄生，使其性情大變，變得溫厚善良。但因銀時一時不慎把頭上的小花弄斷幾乎要變回兇惡本性；經銀時改造之後變成了「HEVA」，暫時壓抑了暴戾的一面。
店名「屁怒絽之森」源自於吉卜力的動畫《龍貓》中的「龍貓之森」。
錦幾松（Nishiki Ikumatsu）
配音：淺野麻由美（日本）；郭馨雅（台灣）；沈小蘭（香港）
8月25日出生，身高165cm，体重49kg。
拉麵店『北斗心軒』的店主。與銀時是舊識。真實出身是高级和服布料店“錦屋”的大小姐。先夫“大吾”（配音：杉山大（日本））被捲入攘夷浪人的事件而死後，成為寡婦。曾經收留被真選組追殺且受傷的桂，劇中與桂關係曖昧；也是桂的幻想劇場中的女主角「松子」的原形。
角色源自於幕末維新三傑之一長州藩士桂小五郎（木戸孝允）之妻「幾松（木戶松子）」。店名「北斗心軒」取自北斗神拳。

配音：坂口候一（日本）；陳幼文（台灣）；陳永信→朱子聰、張炳強〈代配〉（香港）
6月13日出生，身高158cm，体重45kg。
歌舞伎町附近的遊民，總是戴著牛奶瓶眼鏡，但只要一拿掉會變成熱血、認真的雙眼。有時會擔任比賽解說員，有時又會出現在排隊人潮當中，有時會和山崎一起打羽毛球，是整部作品最常出現的路人。口頭禪是「能吃的時候盡量吃」。真名「錦松五郎」，是幾松的父親，為救人而失了憶。
角色源自於宮本武藏。
村田鐵子
配音：根本圭子（日本）；曾允凡（台灣）；陳凱婷→黃玉娟（香港）
演員：早見明里（台灣配音：傅其慧）
9月8日出生，身高161cm，体重50kg。
村田鐵矢的妹妹，已故江戶第一刀鍛冶村田仁鐵的女兒，紅櫻篇是首次登場。與哥哥鐵矢希望打造的「最強之劍」不同，希望打造「保護人的劍」。知道哥哥鐵矢加入鬼兵隊做壞事，為阻止哥哥而求銀時幫助，並將自己打造的劍借給銀時。之後的出場機會不多，也就在《Excalibur篇》中，支援天人草薙找回鞘子。
另外，作為歌舞伎町的成員之一，在《四天王篇》和《銀之魂篇》中，她亦作為援軍支援銀時。
村田鐵矢
配音：大西健晴（日本）；江志倫（台灣）；葉振聲（香港）
演員：安田顯（台灣配音：何志威）
4月11日出生，身高175cm，体重62kg。
村田鐵子的哥哥，村田仁鐵的兒子。目標是打造出「最強之劍」，因為無法打造出最強之劍而研究機械。以父親仁鐵打造妖刀「紅櫻」作原型，加入機械而造出新的「紅櫻」，新的「紅櫻」可以透過不斷戰鬥而強化。原計劃與鬼兵隊合作，將紅櫻量產化，但被桂一派和萬事屋等人攻入鬼兵隊的母艦而告吹。後使用「紅櫻」的似藏與銀時激戰時，失控的似藏傷害其妹鐵子，鐵矢捨身保護妹妹而死，他打造的「紅櫻」亦被鐵子打造、銀時使用的劍破壞。
角色源自於幕末薩摩藩士、村田銃開發者的村田経芳。
辰巳
配音：日比愛子（日本）；郭馨雅（台灣）；陸惠玲（香港）
5月6日出生，身高165cm，体重54kg。
消防大隊中唯一的女性，但個性相當男性化。非常熱心於幫忙消防滅火的工作，希望能藉此報答め組老大收養自己的恩情。曾經把銀時誤認為縱火犯而抓起來。
在《四天王篇》中，平子放火燒萬事屋，辰巳及時將火種撲滅，是第一個出場前來支援登勢一家的人。
角色可能源自於新門辰五郎。
組老大
配音：辻親八（日本）；陳幼文（台灣）；陳永信（香港）
5月11日出生，身高164cm，体重59kg。
因辰巳的父母死於火災而決定收養她的消防組老大，收養的初期只是希望藉此彌補自己沒能救出辰巳父母的罪惡感，但後來將辰巳視為女兒而百般阻撓她加入消防大隊，就是不希望她因此死亡或背上像自己一樣沉重的負擔。
（又译作，香港又译作）
配音：雪野五月（日本）；曾允凡（台灣）
生日6月15日（雙子座）；身高1.54（5英尺1⁄2英寸）；體重。
自封為「歌舞伎町之王」的小霸王，以仗勢欺人的態度待人。天敵是「歌舞伎町女王」神樂，最後總會被對方整得很慘。作為寵物飼養的大甲蟲「曙X」在大甲蟲相撲中輸給沖田後被對方抓走。
※香港同時又譯作「四少」﹑「洋仔」﹑「四仔」﹑「阿四」等；台湾則译作「陳榮燦」。
絢仔（Ken-chan）、小新（Shin-chan）
配音：成田紗矢香、關山美沙紀（日本）；郭馨雅（台灣）
的朋友。
芳一（Hō-ichi）
配音：秋元羊介（日本）；陳永信（香港）
歌舞伎町貓的老大，失去雙耳外耳的花貓。認識了曾變成貓的銀時和桂以及變成猩猩的近藤勳。曾經是人類，取了拯救自己的小貓的身體而成為貓。表面个性凶恶，對野貓施行高压统治，但实际上很為它们著想。在被貓化的銀時废除其貓老大地位後，被所有野貓承認為「我们共同的朋友」。向人类求食時也有卖萌的一面，和登势颇为熟稔。
角色源自於日本怪談中的無耳芳一。

## 幕府

### 將軍家
德川茂茂（Tokugawa Shigeshige）
配音：小野友樹、松井惠理子〈童年時期〉（日本）；何志威（台灣）；劉昭文→伍博民→雷霆→招世亮／陸惠玲〈童年時期〉（香港）
演員：勝地涼（台灣配音：黃天佑）
生日：6月22日（巨蟹座）　身高：1.75（5英尺9英寸）　體重：
江戶幕府第十四代征夷大將軍。通稱。13代將軍德川定定的外甥、澄夜公主的兄長。在天人介入之後，地位如同傀儡。個性單純耿直。擁有凜然的面容，優雅的舉止，小兵級的生殖器。為人光明磊落，氣質高貴，十分為人民著想，即使身為敵人的桂也對他相當敬佩。
松平片栗虎彷彿取代過世父親的地位，但事實上更像一名損友，常帶他離開城堡往各處遊玩。然而，不論他去夜總會、游泳池、理髮店還是滑雪場，只要遇到萬事屋等人，常常落的只穿三角內褲，甚至裸奔的下場。在日常篇只要有他的出場，基本都是精品中的精品。
與服部全藏、猿飛菖蒲為兒時玩伴，為了保護影丸自己也受了傷，遂留在了伊賀村養傷半年，順便習得一些手裡劍投擲之術。有一個感情很好的妹妹，在中毒後最後一刻還心繫妹妹，並作為一個普通的哥哥去見妹妹最後一面。
《傾城篇》中被銀時踢的罐子擊中昏倒，後在萬事屋殺入城堡時展現出將軍的氣魄，帶領整個警察組織討伐定定，最後因自認無法阻止定定是自己的過失而宣布退位，但因幕府高層慰留而復職。
《告解篇》中因各種神奇遭遇失憶而加入了桂一派，甚至成為一個非常優秀的攘夷志士。實際上並沒有失憶並嘗試從內裡分化桂一派但亦被桂所察覺，二人互相試探鬥智之下俱頗為欣賞對方。二人因此亦立下若果對方不在，會替對方使江戶成為更好的地方的協議。
在《將軍暗殺篇》被服部全藏斬首，後證實死者為真正的影武者影丸，實際上本人早就被帶走至伊賀村潛伏在百地亂破的忍者裡。即使如此，他還是被高杉和神威的人追殺。在眾人保護之下，他成功逃至天皇所在地，打算為日後東山再起準備時，遭其友人背叛下毒，最終在妹妹微微公主的膝枕中平靜離世。
角色源自於德川幕府的第十四代将军德川家茂。
澄夜公主（Soyo Hime）
配音：廣橋涼（日本）；郭馨雅→蔣慶妍〈劇場版3〉（台灣）；曾佩儀（香港）
生日：7月16日（巨蟹座）　身高：1.56（5英尺11⁄2英寸）　體重：
將軍的妹妹。終日生活在天守閣中，非常渴望見識外面的世界。因此從城裡跑出來，在歌舞伎町遇到神樂並且愉快地一起吃醋昆布、逛街、拍大頭貼等，遊玩了一整天，跨越懸殊的身份差距建立起了深厚的友誼。後在傍晚被尋找她的真選組找到並帶回。。有著鮮為人知的另一面—個性腹黑、有著抖S性格的人，有時候會一臉天真的說人令旁人不寒而慄的話。她與神樂、今井信女被志村新八合稱為“女版抖S三人組”。曾與總悟合謀懲處裝病的神樂。
《傾城篇》中協助坂田銀時等人進入江戶城，而她跟神樂的關係這才被銀時等人知悉，被銀時戲稱兩人關係完全像海蒂和克拉拉。當萬事屋等人被捕後以睡不著為由進入監牢，並告訴了他們六轉舞藏的故事。
《將軍暗殺篇》再登場，為茂茂泡的茶被人下毒，隨即被猿飛給打爛。與茂茂到松平家避難，之後進行逃走計畫時被神威等人追殺。在沖田總悟與神威對戰時藏到安全地方，避免自己在戰鬥過程成為累贅，後被轉移到安全地方。大戰之後和茂茂離開大家。在茂茂中毒該日為其泡茶時打碎了茶具，結果，茂茂在其腿上安詳死亡。
《銀之魂篇》裡再次出場並與幕府眾臣商討對策，曾與喜喜通訊，並與之約定在茂茂之墳前拜祭。在地球保衛戰之後，與松平片栗虎扶持信女成為警局總長。在桂自導自演被暗殺之後，接替其管理國家。
正史中家茂沒有妹妹，推测澄夜公主的原形應是家茂的正室--和宮。
德川定定（Tokugawa Sadasada）
配音：岐部公好〈第179話〉→土師孝也（日本）；張炳強（香港）
第13代將軍（茂茂的前任將軍），20年前接替因天人來襲病倒的第12代將軍，並重整岌岌可危的幕府。是第14代將軍德川茂茂和澄夜公主的伯父，早已從將軍之位退下，但仍有極高的權威。
《傾城篇》中透露，定定執行寬正大獄時肅清了大批的攘夷志士，坂田銀時、桂小太郎、高杉晉助的老師吉田松陽也在當時因聚集教導小孩子念書而被視為隨意組織黨派而被肅清，但定定本人並不記得此事。
而後雖已從將軍之位退下，但定定為了鞏固自己的地位，派刺客於幕府中暗殺異己，後來更在坂田銀時等人在將軍府的期間，派人刺傷異三郎並企圖嫁禍於銀時，後來更動手砍斷六轉舞藏右臂。
銀時等人在獄中，從薇薇公主口中得知定定過去將鈴蘭作為自己奪權的道具，利用完畢後就將她囚禁於吉原，而期間還因發現六轉五藏與鈴蘭的戀情和約定，而斬斷五藏的左臂等過去的種種劣行後，便決定起身討伐他。在《傾城篇》的最後，定定被動員了幕府所有警察機構的茂茂討伐，被囚禁在監獄，而在獄中被想幫吉田松楊老師報仇的高杉給殺害。
角色源自於德川幕府的第十三代将军德川家定。
德川盛盛（Tokugawa Morimori）
配音：白石涼子（日本）；謝潔貞（香港）
將軍的侄子。小屎丸原來的主人，知道小屎丸和九兵衛的感情后將小屎丸送出。
一橋喜喜／德川喜喜
配音：浪川大輔（日本）；張方正（香港）
一橋派領袖。原本目的是推翻天導眾控制下的幕府，並希望建立一個不須要天人支持而可以與天人對抗的國家。一開始由於有著共同的敵人而與高杉及神威等結盟。麾下家臣深入幕府政權，定定死後在幕府裡已無大敵。
曾被神威、銀時、萬齋先後重拳击中面部。
《死神篇》最後遭池田夜右衛門背叛，對夜右衛門的背叛感到不解因而大怒並將其梟首。
《將軍暗殺篇》與高杉和神威設局在茂茂赴京途中進行暗殺。然而，為了報復不聽話又利用他的高杉和神威，又把二人出賣給天照院奈落。最後茂茂雖然沒死，但天導眾仍將喜喜任命為第15代將軍，繼承為德川宗家家督。其後，策劃了暗殺茂茂的計劃並成功。
《再見了真選組篇》裡把大權交給見迴組的佐佐木異三郎，下令拘捕真選組的松平和近籐。在黑繩島事件之後，發現被所有身邊人利用而感到非常憤怒。
《烙陽决战篇》因一時意氣追截銀時一眾結果反被擒住，眾叛親離之下意識到自己從來都是被人操控的棋子。在與范堺對戰時被坂本辰馬和陸奧所救，在與之結交的過程中心思有所改變，最後決定親自前去與解放大軍談判。
《銀之魂篇》透過談判成功暫緩了天人和地球人的爭鬥，但圓翔皇子的發難使談判再次破裂。追隨辰馬、桂和高杉殺入解放軍內部並見證眾人成功擊敗圓翔。當圓翔被部下射殺時，被貫穿其身體的子彈打中身亡，彌留之際勒令所有人停火，靈魂被茂茂接走。
角色源自於德川幕府的末代将军德川慶喜。

### 警察廳
松平片栗虎（MatsuDaira Katakuriko）
配音：若本規夫（日本）；黃天佑〈第一季其之壹〉→陳幼文〈第一季其之貳起、劇場版3〉（台灣）；陳曙光→林國雄→陳永信（香港）
演員：堤真一（台灣配音：曹冀魯）
9月9日出生，處女座。57歲。身高168cm，体重64kg。
直屬幕府的警察廳長官，為真選組的直屬上司。受將軍信賴，被組員尊稱為松平大叔。擊潰威脅江戶治安的存在的手段比恐怖分子更加激烈，素有「破壞神」的稱號，也因此受到包括桂在內的部分攘夷志士的敬重。總是帶著一把槍，一有不順心的事情皆以暴力解決。
常常叼根菸，戴著淺色墨鏡，外表冷酷，也常說出可怕的話，雖然讓人煩感，但其實是個很怕肉麻的好長官跟好爸爸。每當說「數到三就要xxx」的時候往往數完一就動手了，而且都是以「男人只要知道1跟就能活下去了。」一話帶過。
寵愛女兒栗子，對任何有意親近女兒栗子的男性，都會使用狙擊槍將其驅離。甚至不惜動用真選組人員。為酒店常客。經常带德川茂茂外出，与家臣相比更像是茂茂的损友大叔，但每次外出都导致茂茂被欺负。
《傾城篇》中奉茂茂之命率領全江戶的警察包圍江戶城，威脅城內的衛隊在三秒內清出一條路，不然就用大砲轟掉天守閣，想當然爾數到一就下令開砲了。
《將軍暗殺篇》裡帶領大批援軍在最後關頭來到，成功保下茂茂；在結束時跟茂茂去到京都，在他被襲擊後極力想救回他，但失敗。
在《再見了真選組篇》中，被喜喜辭官，與近藤遭到逮捕。之後在黑繩島之戰中，成功脫離包圍圈，乘坐飛船撤退。
《銀之魂篇》與真選組一起回到江戶對抗天人大軍；大戰之後回到政府輔助微微公主。
角色源自於幕末會津藩藩主兼任京都守護職的松平容保；名字「片栗虎」為太白粉的日文名稱「片栗粉」之諧音。

### 真選組
幕府反恐特殊部隊所屬的武裝警察，成員基本都是無背景的草根武士，8月18日設立。可以直接處置恐怖份子，組員須遵守內定的局中法度，有時被稱為「幕府的走狗」。屯所估計位於歌舞伎町。組織原型為新選組。
近藤勳（Kondō Isao）
日本配音：千葉進歩／國立幸（童年時期）／高橋智秋（性別轉換篇）
台灣配音：黃乾師
香港配音：陳廷軒、葉振聲（代配）→陳欣／吳羨婷（童年時期）／黃玉娟（性別轉換篇）
演員：中村勘九郎（台灣配音：曹冀魯）
生日：1827年9月4日（28岁〔動畫版29歲〕，處女座）、身高：1.84（6英尺1⁄2英寸）、體重：、血型：A型、出身地：武藏國、綽號：大猩猩。
真選組局長。外表特徵是留著深褐色上揚的頭髮，下巴蓄著些許鬍鬚，隐私部位毛髮尤其旺盛。經常相親失敗。雖然粗線條，但領導能力強，人格魅力大，很重義氣，深得隊員們信賴。據土方所言，真選組內有許多成員都是因為敬重近藤勳，才加入真選組。被土方形容為真選組的靈魂。
不時會全裸登場，認為男人就是要「坦蕩蕩」。是公認的「跟蹤狂」（和猿飛菖蒲对銀時一樣）。喜歡志村妙，常常會出沒在有志村妙場景的衣櫥或者桌子底下。一厢情愿將新八視為弟弟，並裝熟稱他為小舅子。
小時候不知何事而被趕出道場，後偷別人家的蘿蔔而被綁起來，被人稱是猴子的小孩。後神父（猿吉小僧）收留，但神父被捲入了高利貸而被奪走了小孩和神社的土地，他便率領剩下的小孩一起奪回來，不過神社卻也被燒光了。後來與門下生土方、總悟等鄉下武士嚮應松平的號召到江戶打拼，組成現今的真選組。
初登場時對妙死纏爛打，為了應付他妙只好著銀時假裝是她未婚夫。為了爭奪妙，近藤向銀時宣戰，但卻被銀時坑了。即使如此，他依然沒有放棄對妙的追求。
《九兵衛篇》為救志村妙聯同新八一起殺入柳生家發起挑戰，在廁所心理戰中突圍而出打贏東城步，但也力盡而倒下。救回妙之後他原本要被逼與女猩猩結婚，還是妙出手把他救走。
《真選組動亂篇》中沒有聽取土方的意見重用了伊東鴨太郎，結果果然被其出賣；在土方和沖田以其他忠於他的隊員努力之下保住性命，繼續出任真選組組長。
《歌舞伎町野貓篇》中桂、銀時與近藤勳在一座古廟的貓墓裡放出排泄物，被詛咒變成大猩猩，不知所措的情況下，只好跟著有歌舞伎町野貓王之稱的芳一；連場混戰之後，順利解除了詛咒。
《性轉換篇》變成與男兒身不同的金髮巨乳美女，說話語氣也變得委婉，但仍有隨地大小便的習慣。
《靈魂轉換篇》阿銀跟土方交換靈魂之後，真選組被土方（阿銀）搞成像《北斗神拳》的飛車爆走團，自身也成為莫西干男。
《傾城篇》裡偷偷放走了銀時一行人；後面跟隨茂茂的指揮之下殺入江戶城內，逼走定定。
《將軍暗殺篇》裡真選組接到密令，要護送將軍暫離江戶至京都；真選組大部分人留在京都保護其中一位假扮將軍的影武者，而留下近藤跟土方護著由銀時假扮的將軍。在途中合力收拾了叛變的藤林鎧門及其手下的伊賀忍者們。後高杉跟神威舉兵入侵伊賀的忍者村莊，近藤與土方聯同百地亂破為萬事屋和將軍斷後，阻擋春雨戰士的攻擊，身負重傷。
《再見了真選組篇》因護送前任將軍德川茂茂失敗，被現任將軍一橋喜喜革職，在與銀時喝完訣別酒後，被今井信女逮捕。在獄中與桂一同逃走，在黑繩島中大戰佐佐木異三郎。因為奈落的介入，聽從佐佐木的計謀假死並殺出一條血路。此事之後，真選組已等同於滅亡，桂小太郎勸他們盡早遠離江戶，以利日後東山再起，這時候志村妙對近藤的關係已經緩和。
《銀之魂篇》中銀時、新八、神樂、信女等陷入危機時，率領真選組出場救援四人，並參與和虛的大決戰之中。兩年之後原計劃與猩猩國公主和親但逃出時令其太空船撞向天導眾的太空船使之撞回江戶。回到地面後與真選組員們重聚，並再次指揮大隊支援萬事屋等人攻入能量塔。結局裡，他回到警局裡繼續任職。
角色源自於新撰組局長近藤勇。
土方十四郎（Hijikata Tōshirō）
日本配音：中井和哉
台灣配音：黃天佑（第一季其之壹）→梁興昌（劇場版1）→何志威（第一季其之貳起、劇場版2～3）
香港配音：黃榮璋→何承駿→關令翹
演員：柳樂優彌（台灣配音：何志威）
生日：1828年5月5日（27歲、金牛座）、身高：1.77（5英尺91⁄2英寸）、體重：、血型：A型
真選組副長，武藏國出身。有「鬼之副長」、「真選組的頭腦」之稱。
擅長應付組內各種大小問題，而且由於被迫經常夾在上司和部下之間，堪稱真選組裡的應付達人，在「文通篇」中被稱為「認衰方十四王（道方十四歉，フォロ方十四フォロー）」。近藤勳稱他為，期後神樂也这么叫。
自尊心極重但表面上十分冷酷，為了要保護的東西可以變得非常熱血。眼神兇狠，總是煙不離口，被形容為重度的尼古丁依存症。愛用蛋黃醬樽型的打火機。當在江戶發出禁煙令期間，專程遠赴抽煙。喜歡蛋黃醬，經常吃加了大量蛋黃醬的「土方特製茶泡飯」和「土方SPECIAL（香港又譯「土方士啤蘇」或「土方至愛」）」。害怕牙醫和幽靈。
是個私生子，母親死後由同父異母兄長土方為五郎視為親生兒子般扶養。11歲時家中被劫，為五郎為了保護他而雙眼受創，土方受其刺激，持刀殺傷暴徒，從此被害怕他的兄弟稱為「荊棘流氓」並離家出走。少年時期常打群架，也因此鍛練出優秀的直覺與反射神經，後被近藤勳所收留。與沖田總悟的姐姐沖田三葉互有好感，離開鄉下前，三葉曾向他告白，但認為出入於戰場上的自己無法帶給她幸福而拒絕了三葉的感情。一直將這段情緒壓抑着，直到轉海屋事件中才說出三葉是他心愛的女人，不過直到最後也沒有去見她最後一面。
喜歡看週刊少年《Magazine〔孖加煎〕》，遊戲方面則是辯天堂派。
與銀時結識是因為其贏了近藤，為了為其報仇挑戰銀時，但還是被擊敗。相處下來發覺二人其實多有相像，當共同抗敵時合作無間，但只要見面卻總在吵架。
《九兵衛篇》為了支持近藤而與萬事屋等人挑戰柳生一族，與九兵衛對決時感應到對方為女子而不想出刀。
《真選組動亂篇》動亂爆發前因舊刀磨損而去打磨，在鍛造處借替代用刀「村麻紗」，隨即被刀上附身的怨靈詛咒，人格異變，變成一個無心工作、愛好收集美少女模型、个性懦弱的秋葉原系御宅族宅十四，會在其他人的稱呼加上「～氏」。由於違反了多項真選組局中法度而被真選組停職。在意志被吞噬前拜託萬事屋保護真選組。後來因銀時等人的協助以自己的精神力壓制怨靈，回到真選組。然而，宅十四的人格仍舊存在且影響他的生活，直到《宅十四篇》後土方才成功從村麻紗的束縛中解放。
《薔薇流氓篇》協助佐佐木鐵之助融入真選組，並與銀時裡應外合，使佐佐木異三郎頗為狼狽。
《性轉換篇》中因為之前身為男性時攝取過量蛋黃醬，在變成女性時導致身體暴肥，被近藤和總悟稱做「豬排」。化名為「土方Ⅹ子」。基本上除了變得很胖、多了胸部及雙辮子之外跟原本沒有差別（包括聲線）。
《靈魂轉換篇》銀時跟土方交換靈魂之後，把銀時積欠的薪水和房租全部繳清，並對萬事屋實行紀律管教，甚至吸收了桂小太郎、以長谷川為首的遊民以及以猿飛為首的部分御庭番眾，成立「萬事屋番隊」，口號是「惡•即•斬！」。
《將軍暗殺篇》與近藤護送銀時一行人，與茂茂重遇後拼死保護其安全，並與百地亂破一起阻檔春雨和高杉合軍。
《再見了真選組篇》因近藤遭到逮捕，真選組名存實亡，而轉到捕快小錢形手下。後在眾人的鼓勵下繼續帶領真選組，跟銀時聯手前往黑繩島營救近藤和桂，跟見迴組打得不可開交，最後被奈落的軍隊突襲，傷亡慘重，兩方人馬不再戀戰退出戰場。最後與近藤一起徹出江戶。
《銀之魂篇》再次出場跟近藤阻檔天人的進攻，並參跟虛的大戰。地球保衛戰結束兩年後再次做回捕快，但實際上在暗中監視銀時等人。當天導眾太空船撞落地球後，與近藤匯合攻入能量塔，協助銀時等人打敗天導眾及虛。在結局裡，再次回到真選組任職。
與戰國BASARA中的伊達政宗同為中井和哉配音，常被他人以此戲弄。
角色源自於新選組的副長土方歲三。
沖田總悟（Okita Sōgo）
日本配音：鈴村健一／岡本奈美（童年時期）／伊藤靜（性別轉換篇）
台灣配音：黃乾師（電視版、劇場版1～2）→孟慶府（劇場版3）／郭怡心（童年時期）
香港配音：張裕東／何璐怡（童年時期）／凌晞（性別轉換篇）
演員：吉澤亮（台灣配音：魏德）
生日：1837年7月8日（18歲、巨蟹座）、身高：1.70（5英尺7英寸）、體重：、血型：B型
真選組一番隊隊長。組內首屈一指的天才劍術高手，但較常使用槍械及大炮。外表清秀，但為人陰險腹黑，為本作最標青的超級抖S；不過某程度上有相當強的正義感。武藏國出身。
覬覦副長之位，常做出惡搞乃至試圖殺害土方的舉動，譬如以大炮瞄準土方、或對其進行詛咒儀式，甚至栽贓土方等。對近藤他倒是極為忠誠。與姐姐沖田三葉相貌相似，感情很好。對從小失去雙親的他來說三葉有如母親一般的存在，對姐姐唯命是從。
自賞櫻大會後，每次和神樂見面就會吵架甚至大打出手，被神樂嘲諷：「這小子絕對喜歡我。」然而，當利害關係相同時還是會好好合作。
幼年時已經是天才，被道場的人喜愛。自從土方十四郎到來之後搶走所有人的目光，加上姊姊對土方懷有愛慕之情，令他覺得自己重要的東西都被土方搶走的感覺。面對土方拒絕三葉的表白，總悟雖然理性上知道土方的難處，但卻始終無法釋懷其冷酷無情。曾說近藤、土方和銀時都是他人生難得能遇上的損友。
《三葉篇》中拉攏銀時去騙自己姐姐三葉為自己好友，也要求土方可以對三葉的未婚夫網開一面，被拒絕。在結尾支援土方，並趕回來見證三葉的死亡。
《真選組動亂篇》時為了副長的位置投靠伊東一派，但當知道其想殺掉近藤時倒戈，一下子砍倒一車的叛黨，但也力氣用盡而倒下。
《六角篇》中在街上被少女突襲，為了保護她和其父聲譽而委託萬事屋插手事件，但結果真選組員們還是以個人身份支援，打倒了一眾亂來的攘夷志士。
《兩年後篇》被疣寄生，並成立了「神聖真選組帝國」，自稱總悟·抖S·沖田三世（真選組皇帝（カイザー）ソーゴ・ドS・オキタIII世），人稱笨帝（バカイザー）。
《薔薇流氓篇》裡與信女初遇便知道對方都是高手並也是一個抖S，在砍柱子的對決出勝出，但實際上沒有真正對她造成傷害。
《將軍暗殺篇》和神樂的哥哥神威有過一戰，二人招式上不相上下，但總悟還是身受重傷。最後還是成功與同在船上的微微公主平安脫困，並於最後與松平等人趕回去支援茂茂。
《再見了真選組篇》中在跟土方殺入黑繩島拯救松平和近藤。原本跟信女對決的他被神樂阻止，並遇上了虛更被其打成重傷。在眾人的努力下，撤出黑繩島，並與近藤等離開江戶。
在《銀之魂篇》裡回歸對抗天人聯軍，再次與虛對決。之後桂成功執政並下令總悟切腹，實際上是讓他隱藏並遲下裡應外合進作假暗殺之計。當天導眾殘黨的太空船降落至能量塔時，伙同真選組攻進能量塔。結局中，回到警局工作。
角色源自於新選組的一番隊組長沖田總司。
山崎退（Yamazaki Sagaru）
日本配音：太田哲治
台灣配音：賀宇傑（第一季、劇場版1）→馬國堯（第二季、劇場版2～3）
香港配音：李致林
演員：戶塚純貴（台灣配音：黃天佑）
生日：2月6日（32歲、水瓶座）、身高：1.69（5英尺61⁄2英寸）、體重：
真選組監察員，土方的直屬密探。興趣為打羽毛球和卡巴迪。有空檔便會打羽毛球而怠忽職守，因此常被土方毆打。
在一開始加入真選組時跟流氓沒有兩樣，自稱為「大山殺鬼」，但被近藤等人威懾之下屈服，性格也變得溫順。
外觀與行為樸素，有毅力，觀察細緻，能很容易融入環境中，因此很適合做探子或間諜的職位。進行監察工作時會只吃紅豆麵包和牛奶以祈求工作進行順利。
與新八同樣有奇怪的上司而相對比較投緣，在賞花大會決鬥中和新八一起兼任主持人。在一次監視銀時的行動中，喜歡上了住在銀時樓下的小玉。雖然知道小玉是機器人，為此萬事屋和真選組還曾幫兩人相親。
在《失憶篇》成功臥底Justaway的工廠找到銀時和近藤。
《真選組動亂篇》裡發現伊東一派的陰謀卻被河上萬齋重創，及後成功救回。
《人氣排名篇》中作為幕後黑手，引導各角色自相殘殺去拉高自己的人氣排名，雖最後被感化，但仍被眾人扔落大廈。
《再見了真選組篇》跟隨土方殺入黑繩島，被奈落的軍隊弄傷，後被新八救走。
在《銀之魂篇》被虚一擊打到重傷，但事後卻被眾人遺忘，本體被當成實驗對象保存，意識則傳輸到一具機器戰警上。兩年後，依然跟隨土方在捕快衙門工作，也參與了最後的大戰。在結局裡顯示肉體已甦醒，並生產出更多機器戰警。
角色源自於新選組的監察員山崎烝。
齊藤終（Saitō Shimaru）
配音：櫻井孝宏（日本）；李安邦（香港）
真選組三番隊隊長，也是目前三番隊中唯一的成員。是個被人稱為「爆炸狼」而被畏懼的男人。實力不俗，令總悟也敬重的人物，總悟稱為終哥。。以面罩遮住臉的下半部，有著一雙毫無生氣的死魚眼，頂著一頭蓬鬆的橙色爆炸頭。 外表冷酷，沉默寡言，幾乎不講話，進入真選組的前兩年唯一發出的聲音也只有打呼聲的Z音。然而實際上卻是個內心纖細而多愁善感的人，只是因為害怕講錯話才一直保持沉默，結果成了現在這樣不善於交際到了極點。常因為交際的壓力而跑廁所大便。笑容很恐怖，不但無法拉近與他人的距離，反而還會把對方嚇跑。
是過去與近藤等人一同從鄉下上京，在真選組成立之前就有交情的友人。在桂企圖用真選組的新人採用試驗來潛入臥底時，與桂對打了近一個小時也不落下風，後因近藤阻止而打成了平手。有寫日記的習慣，但每一句的句尾都有「Z」字。雖然因為對桂的爆炸頭與他重複感到不滿甚至想殺了他，但礙於三番隊人數太少所以作罷。有一本簡稱為「Z簿」的期望交友對象錄，會將想成為朋友的對象名字寫入其中。
因為他的沉默而被指派負責真選組的內部偵查，調查並處決背叛真選組的隊員。過去三番隊除了他以外的其他隊員都是違反局中法度或勾結攘夷志士的叛徒，所以全被他一手處決，變成了以屍體堆疊起來的部隊，也因此讓三番隊有了「沉默部隊」的稱號。實際上這些人會被發現全是因為誤會齊藤終想跟他們做朋友的行徑，而自己作賊心虛的露出馬腳。
《再見真選組篇》裡黑繩島之戰中，與伊莉莎白合作無間，打掉佐佐木的配槍，但被「虛」帶領的艦隊用光砲擊傷，最後安然撤出戰場並跟大隊離開江戶。隨後在《銀之魂篇》再次出場跟隊真選組作戰。
角色源自於新選組三番隊組長齋藤一。
原田右之助
配音：三宅健太（日本）；賀宇傑（台灣）；劉昭文、張錦江〈代配〉（香港）
演員：一之瀬亘（台灣配音：宋克軍）
真選組十番隊隊長，為一名光頭大漢。7月6日出生，身高180cm，體重90kg。
角色源自於新選組十番隊組長原田左之助。
伊東鴨太郎（Itou Kamotarō）
配音：真殿光昭、關山美沙紀〈童年時期〉（日本）；陳幼文（台灣）；劉奕希（香港）
演員：三浦春馬（台灣配音：黃天佑）
12月13日出生，22歲，身高175cm，體重68kg。原著第百五十八訓；動畫第101話初登場。
真選組參謀。為奪取真選組而背叛近藤並和鬼兵隊聯手，卻被鬼兵隊有機可趁藉此削弱真選組的勢力。與其兄鷹久為雙胞胎，但母親卻只疼愛體弱多病的鷹久，將他視為累贅，幼年時不被人所重視，導致其孤癖的性格和期望有所作為的慾望。頭腦相當聰明，自小被稱為神童。盡得「北斗一刀流」免許皆傳的人才。
一開始只是為了讓母親的目光轉移到自己身上，最後則是要在同儕之中備受矚目，卻只得到反效果。被近藤尊稱為老師，甚至近藤一度想让伊東接任真選組局長之位。仇視土方，甚至利用土方持得妖刀後的怪異表現進而迫使他離開真選組。尝试拉拢總悟未果。真正想法其實只是需要同伴，希望有人陪伴。在生命的最後一刻才真正知道自己一直在追求的夥伴一直在身邊。之後真選組組員為了不讓其背负叛徒汙名死去，決定用武士道的對決方式，由副長土方向伊東發起挑戰。最後在眾目睽睽之下被土方击败，但伊东也真正地了解了追求的東西其实一直都在身邊，只是自己的傲視遮住真實的世界。弥留之际被真選組成员重新承认為夥伴，在對他们道謝之後死去。
角色源自於新選組參謀伊東甲子太郎和新選組第一任局長芹澤鴨。
篠原進之進（Shinohara Shinnoshin）
配音：桑原敬一（日本）；江志倫（台灣）
真選組監察員，伊東派。12月22日出生，身高170cm，體重58kg。
角色源自於新選組的監察員篠原泰之進。
稻山（Inayama）
配音：平野俊隆（日本）；賀宇傑（台灣）；梁志達（香港）
真選組隊士。曾經在真選組屯所的納涼怪談大會，描述過有關「穿著紅色和服的女人」的怪談。
角色源自於日本的知名怪談專家稲川淳二。
隈無清藏（Kumanaku Seizō）
配音：楠大典（日本）；馬國堯（台灣）；梁志達（香港）
真選組一番隊隊士。額頭上有顆痣，有潔癖。曾為了廁所的事而跟總悟向土方要求改革。
神山五郎（Kamiyama Gorō）
配音：關俊彥（日本）；江志倫（台灣）；葉振聲（香港）
真選組一番隊隊士。曾參與二年前的六角事件，且與沖田隊長和四名同隊隊員聯合殺掉攘夷組織「創界黨」多數成員，是當年事件的唯二幸存者之一。對總悟很仰慕，甚至有些變態行為。
角色源自於新選組隊士平山五郎。
佐佐木鐵之助（Sasaki Tetsunosuke）
配音：伊藤健太郎（日本）；馬國堯（台灣）；劉奕希（香港）
來自幕府中人才輩出的名門佐佐木家，卻是位不務正業的紈绔子弟，《薔薇流氓篇》裡初登場被受不了的家人丟給真選組託管，擔任土方十四郎的小姓。拥有戴上墨镜就长出胡子、摘下墨镜失去胡子的特技，其墨镜之下是一双非常正太化的眼睛。行事採美式嘻哈風，喜歡以RAP方式來敘述或對決。從A Boy（Akiba Boy）進化成B Boy（Breakin' boy）再退化成C Boy（Cherry Boy）。一開始雖然不做正事，但在土方為自己與兄長佐佐木異三郎對峙時受到啟發而決定努力上進，讓自己能夠成為獨當一面的武士。在真選組之後的整體出場中都有露臉，並在《再見真選組篇》目睹異三郎墜下飛船；其後跟近藤離開江戶，並在《銀之魂篇》再次回歸。
角色源自於土方歲三的小姓市村鐵之助。

### 見迴組
幕府所屬的另一武裝警察隊，成員幾乎都是從名門的子女中精挑細選出來極度有才華之人，職權與真選組相當，與真選組管理的領地無重疊。組織源自於京都見迴組。
佐佐木異三郎（Sasaki Isaburō）
配音：森川智之（日本）；陳幼文（台灣）；潘文柏（香港）
見迴組局長，习惯自稱「小三郎」。名門佐佐木家長男，鐵之助同父異母的哥哥，有「三天的怪物」（拿劍如「二天」，拿筆如「天神」）之稱。戰鬥時使用一支手槍和一把刀，利用手槍射擊迫對方避開子彈，再用刀攻擊，令對方被迫避開子彈而無法避開刀的攻擊。
有嚴重的「短信依賴症」，在執行任務時會不斷傳短信，並且希望對方能快點回覆他。但在过去曾是个手机白痴，打字速度慢得惊人。
是首個提出把武士們收編作幕府用的人物，「真選組」的成立可以說跟他息息相關，當幕府想把真選組作為政治鬥爭犧牲掉時，其與松平片栗虎合作保下了真選組，卻導致天照院奈落派包括骸在内的一众刺客下來殺掉佐佐木異三郎及他的妻女。雖然悲痛莫名，作為精英的他敏銳地洞悉骸並沒有殺害自己妻女，反而試圖保護她們。事件之後收留了骸並成立見迴組，把原本給女兒的名字「信女」給了骸。
雖然在出場時被認為是真選組的敵人，實際上非常欣賞他們；基於之前的經歷對幕府的統治並沒有信心，認為要改變社會一定要所有東西都被重置，包括腐朽的幕府，以及在它上面天照院及天導眾。
明面上將弟弟視為累贅並將他送入真選組，因此與土方在《薔薇流氓篇》裡對立並發生衝突。
《傾城篇》中幫助銀時等人殺入幕府推翻德川定定的勢力。
前將軍德川茂茂遭暗殺身亡後，被現任將軍德川喜喜提拔為警察廳長官，取代了松平片栗虎的位置。《再見真選組篇》中故意安排桂和近藤共處同一監獄使二人俱能逃走，並帶領見迴組引出了幕後的大boss天照院奈落、天導眾和虛，並在關鍵時候與真選組化敵為友，共同抗敵。一行人從黑繩島撤退時，異三郎為了救信女和鐵之助從飛船墜落，死在黑繩島之役中。
角色源自於見迴組局長佐佐木只三郎。
今井信女（Imai Nobume）
配音：平野綾（日本）；郭怡心（台灣）；張頌欣（香港）
原見迴組副長，在佐佐木異三郎死後獨自行動。。生日：1835年10月2日（20歲、天秤座）、身高：1.65（5英尺5英寸）、血型：O型
黑髮（動畫是紺色）姬髮式暗紅色眼的少女，有著殺手眼神。其性格冷漠淡然，有著跟沖田總悟一樣的抖S性格，與神樂和微微公主被新八合稱為「抖S女子三人組」。攜帶長刀，其實是刀鞘尾端另藏一把刀，碰到難纏對手就會改為二刀流。
喜歡吃甜甜圈，曾被佐佐木異三郎用甜甜圈從廢墟中釣出。另外有著模仿他人聲音的特技。
曾為奈落的一員，過去是曾被稱為「死神的私生子」的神童，與朧並稱奈落三羽，代號為骸，後頸有八咫鳥的刺青。在擔任獄卒時曾拜松陽為師並且習字，是以對他其他學生頗有興趣。在刺客時期曾試圖援救異三郎妻女，但沒有趕上。之後異三郎沒有殺她，约定二人互相为仇敌并与仇敌活下去；信女的名字就來自於佐佐木為未出生的女兒所起的名字。自此，她對異三郎一直十分忠心。
《薔薇流氓篇》時曾和沖田在舊大樓中一對一單挑，並砍斷了許多水泥柱，但最後被其所打敗並埋在廢墟中，接著佐佐木異三郎將她從廢墟裡用甜甜圈釣出來。
《再見了真選組篇》逮捕了真選組局長近藤勳，在黑繩島大戰中再次受傷。在結束時親眼看見異三郎的消失而悲傷不已，在甲板上用手機寫下最後的簡訊後將手機朝天擲出，與慢一步到場的近藤與其他真選、見迴組傷員向異三郎敬禮致敬，眼中透出了未曾出現的光芒。（簡訊的內容為「異三郎，謝謝你給我這麼棒的名字。」）
《烙阳决战篇》找到銀時並告訴銀時一眾人很多關於銀時過去的老師吉田松陽（虛）的真實身份和真相，自稱亦是松陽的徒弟。带领來島又子求助万事屋一起去救援晉助。
在《銀之魂篇》中把公主交托給六轉舞藏之後加入戰鬥，對抗天人入侵。兩年之後成為新任警察廳長官，暗中保護真選組等人進入江戶，並在最後之戰中加入支援萬事屋的行列。
角色源自於曾參予殺害坂本龍馬的今井信郎，長相可能參考日本著名女演員栗山千明。

### 御庭番衆
過去服待將軍及幕府的忍者團隊「御庭番」。
服部全藏（Hattori Zenzō）
配音：藤原啓治〈電視動畫〉→森川智之〈劇場版3〉、熊井統子〈少年時代〉（日本）；賀宇傑〈第一季〉→陳幼文〈第二季〉→何志威〈劇場版3〉（台灣）；陳永信／黃麗芳〔童年〕（香港）
生日：8月22日（狮子座）　身高：1.75（5英尺9英寸）　體重：
被稱為「摩利支天」的忍者，原御庭番眾的精英，猿飛菖蒲的前同學及頭領。伊賀三大忍者家族中的服部家的現任當家。曾為幕府效力，現在是自由身，忍法在出過場的伊賀忍者裡數一數二。對自己的能力很有信心，同時認為自己作為忍者並沒有盡忠之人，為的只是利益。然而在後面當要在利益和情誼之間選擇時，其毫不猶豫地選擇了後者。
空知英秋原本計劃在《將軍暗殺篇》將他寫死，但後面又改變主意，稱是「因為猿飛太努力」之故。
父親號稱是「御庭番最強的男人」，亦是現在活躍於江戶的忍者之恩師，因為其貪玩的性格，令全藏覺得父親總是爲他人帶來麻煩。
超級漫畫迷，與銀時爭購JUMP而結下樑子，稱銀時為「Jump武士」。患有嚴重痔瘡，身受其苦，因此全藏的搞笑劇情多與痔瘡有關。被神樂稱為「痔瘡忍者」。喜歡醜女，曾說過:「比起高樓大廈（美女），我更喜歡廢墟（醜女）。」
小時候與德川茂茂和猿飛菖蒲等一同受訓，把對方都視為朋友。御庭番眾在幕府被天人控制後被逼解散，他成為自由業忍者後，接了不少奇怪的活，如替邪教教主服務，又或替幕府官員誘抓桂，以及保護天眼通阿國等等。當中他與銀時時而對決時而合作，因而與萬事屋等人逐漸熟絡。
《紅蜘蛛篇》中當銀時被地雷亞打成重傷丟進海裡之後將他救起送回吉原，並揭露地雷亞的真正身份。當銀時率眾前往營救月詠時，為其解決一大群小嘍囉。
《後宮篇》聯同一眾女角整蠱銀時，以逼使其立定決心去戒酒。
《眼鏡篇》中為了保護猿飛被萬事屋等人使用其屋子對抗忍者殺手們，但結果自己家也遭到不小的破壞。
《將軍暗殺篇》裡為了保護好友茂茂精心策劃了三重計謀：一早帶走茂茂往伊賀村並在江戶安插多個分身分薄對手兵力、在六轉舞藏前把自願的替死鬼影丸斬首扮作出賣茂茂、聯合百地亂破引出並殺死內奸。孤軍深入的他一人奮戰整隊鬼兵隊，擊倒多名敵人，但自己亦身受重傷。在快被鬼兵隊圍攻至死時，猿飛率領其他御庭番眾將之救下，並帶其去到出口。不過，在那裡二人被高杉及神威伏擊，猿飛被捅至重傷。危急之際全藏再次出手，救下猿飛之餘以苦無雨拖住眾人，並亮出了自己的最後王牌 - 「萬事屋三人組」。隨著喜喜出賣高杉和神威與天照院奈落大軍殺到，事情也已脫離他的計劃，不過茂茂還是安全地離開戰場回到京都。
《再見了真選組篇》得知茂茂之死後感到非常悲傷，認為自己愧對影丸以及茂茂，是一個罪人。因之前身受重傷全篇基本下線。
《銀之魂篇》裡再次出現保護微微公主，原想送她離開地球，卻被其留下的決心所影響，回到猿飛身邊與其一同率領御庭番眾對抗天人大軍。在地球保衛戰中作為戰力、打探情報並參與戰前計劃。此戰勝利之後，再次與眾人不辭而別。兩年後天導眾飛船下墜後，回到江戶與猿飛共同行動，攻入能量塔中支援銀時。
角色源自於安土桃山時代德川家康的家臣服部半藏。
猿飛菖蒲（Sarutobi Ayame）
配音：小林優、興津和幸〈性別轉換篇〉（日本）；郭馨雅、吳佳樺〈劇場版3〉（台灣）；曾秀清→陳皓宜、楊善諭（代配）、鄧港文〔性別轉換篇〕（香港）
演員：夏菜（台灣配音：傅其慧）
出生6月2日（雙子座）　身高：1.69（5英尺61⁄2英寸）　体重：
通稱（又译作）
紫色長直髮，右眼角有一顆淚痣。嚴重近視，沒有眼鏡就甚麼都看不清，但憑藉天份以及懂得運用其餘四感彌補先天不足，加上配戴的伊賀特製眼鏡，仍能成為江戶一流的女忍者。擁有令貧乳神樂羨慕的豐滿上圍，是本作中數一數二的巨乳眼鏡娘。亦是著名的殘念美女。
原御庭番眾的精英，現為自由身僱傭殺手。擅長使用自己愛吃的納豆進行攻擊，自創忍術“納豆束縛”。
任務中偶然闖入萬事屋，迷戀上坂田銀時，其跟蹤狂的程度絕對不亞於近藤对阿妙，經常可以在假天花﹑地板下﹑衣櫃，甚至電視機之內發現她的蹤影，坂田銀時等人對此亦已經習以為常。而潛藏的M屬性亦在遇上坂田銀時後隨之覺醒，每當面對坂田銀時便會不期然化身成「抖M」，因此會被對方稱作或「女色魔」﹑而本人對於這些稱呼亦相當受落，甚至還會以「母豬」自居。但跟坂田銀時和沖田總悟（♀）以外的人相處時則與普通正常人無異，甚至還會顯露出「抖S」的一面。視阿妙為情敵，兩人經常有惡言與肢體衝突。
雖然經常遭到銀時藐視，但緊急關頭還是非常相信她的能力。很在意月詠在人氣排名中位置比自己高，但與月詠似乎因同為忍者的关系而成為朋友。
《忍者篇》訓練萬事屋和桂等人去對抗自己之前的隊友，對決以全藏為首的五人組。
《眼鏡篇》中銀時因弄壞了她的眼鏡卻買了一副完全不適合她的眼鏡彌補結果任務出錯差點被忍者處理隊解決，但在全藏和萬事屋的幫助下化險為夷。
《人氣投票篇》中是眾主要女角色裡排名最低，但仍與妙、月詠、九兵衛等人組成Diamond Perfume隊伍以拉高自己排名。此隊伍在《HDZ48篇》再次登場幫助寺門通對抗天人偶像團。
《性轉換篇》變成與一個穩重冷靜的美男子（但在本質上仍是變態抖M），幫助銀子破壞攝影機與入侵凹凸教的根據地。
《靈魂轉換篇》銀時跟土方交換靈魂之後，被銀時(土方)嚴加管理，自身也成為「萬事屋五番隊隊長」，旗下成員皆為忍者。
《將軍暗殺篇》中率領御庭番眾保護將軍，救下全藏之後一直在奮戰之中，直至被高杉捅至重傷。大戰後成功安全回到江戶但仍改變不了茂茂被殺的命運。
《銀之魂篇》再次出場和全藏和其他忍者一起對抗天人聯軍。地球保衛戰之後因全藏又一次消失接管了御庭番眾並成為其首領，公器私用發動所有忍者找尋銀時，以求跟之結婚。兩年後當星芒教太空般又撞入能量塔時，再次協助萬事屋等人對抗虛。
姓氏源自於真田十勇士之一的忍者猿飛佐助。
全藏的父親
配音：西村知道（日本）；陳幼文（台灣）；林保全→張炳強（香港）
生日10月21日（天秤座）；身高157（515英尺1英寸）；體重。
動畫第48話初登場，已故。幕府裡最強的忍者。樣子總像在笑，性格樂天，生性貪玩，一年到頭都在處遊玩，曾為全藏帶來過不少麻煩。號稱是「庭番最強的男人」，亦是現在活躍於江戶的忍者之恩師。最喜歡玩踢罐遊戲，甚至在過世之時都以“靈體”形式與偶然路过的萬事屋一行玩了一次。
《紅蜘蛛篇》裡被全藏回憶，曾經以將軍的影武者身分擋下地雷亞的刺殺。
脇薰（Waki Kaoru）
配音：新井里美（日本）；曾允凡→吳佳樺（台灣）；許盈→謝潔貞（香港）
忍者，被稱為「辯財天」。本名瑪丹娜脇薰，講話惡毒，能使出咒縛旋花（凡是聞到毒玫瑰香味的人將無法動彈），但被猿飛菖蒲的納豆臭味破解，最後被猿飛菖蒲拿納豆砸臉而敗。有開一家花店。《暗殺將軍篇》中参与保護茂茂。
剛（Gō）
配音：羽多野渉（日本）；林協忠（台灣）；雷霆（香港）
忍者，被稱為「韋駄天」。會使出分身之術，但本尊的情況不會顯現在分身上，被新八看穿而打敗。《暗殺將軍篇》中参与保護茂茂。
修輪（Shuwa）
配音：江川央生（日本）；賀宇傑（台灣）；招世亮（香港）
忍者，被稱為「毘沙門天」。會使出怒品愚（能類似戶愚呂使肌肉膨脹），但鼓錯地方，被新八打敗。《暗殺將軍篇》中参与保護茂茂。
松尾（Matsuo）
配音：松尾貴司（日本）；黃乾師（台灣）；馮錦堂（香港）
忍者，被稱為「廣目天之松尾」。擅長計算，被新八跟桂打敗。名字取自于著名俳句大师松尾芭蕉。《暗殺將軍篇》中参与保護茂茂。
才藏（Saizō）
配音：大塚明夫（日本）；陳幼文（台灣）；潘文柏（香港）
4月9日出生，身高176cm，体重67kg。
忍者。對他而言，全藏就等於痔瘡的存在。在《天眼通篇》出場並被全藏打敗，之後便沒有再現身。
角色源自於著名忍者霧隱才藏。
影丸（Kagemaru）
配音：小野友樹（日本）
御庭番衆的一人，影武者，從小就與茂茂、全藏、小猿一同訓練，小時候被抓走幾乎被幕府犧牲掉，但在茂茂等人營救之下撿回一命。於《將軍暗殺篇》為了保護將軍而自愿被全藏給砍下首級，以欺騙天下將軍已死。

### 柳生家
代代侍奉幕府的名門家族，使用「柳生陳陰流」的劍術流派，有眾多門生前來習劍；而「柳生四天王」為柳生家服侍的門生裡面實力最強的四人。四人的名字都是參照《草莓100%》的四位女主角的名字。
柳生九兵衛（Yagyū Kyūbee）
配音：折笠富美子（日本）；郭馨雅（台灣）；陳凱婷→曾秀清→陸惠玲（香港）
4月20日出生，17歲。身高157cm，体重45kg。
侍奉幕府之名門劍豪柳生家的千金暨下任當家。因母親生產後去世，家族又習慣讓男孩當家，父親和祖父決定將她當成男孩扶養（若是續弦生了兒子，九兵衛為長女則在家族無法立足）。平時為綁著馬尾的男裝打扮，实际上是隐形巨乳。
童年時比較懦弱，並受到青梅竹馬阿妙的保護，因為保護阿妙且與前來志村家討債的流氓打架，導致左眼失明，之後一直佩帶眼罩，為此苦修劍術，劍術突飛猛進。被阿妙稱呼為「九仔」。
雖受男性教育，平時充滿男子性格，內心仍有女孩子個性的一面，會想玩家家酒、花繩、打扮、逛街，或是穿哥特蘿莉裝。
對人情世故很不熟悉，會做出很天真的行動。若有男性碰到她，會使用過肩摔甩出去，在作品裡除了家人，只有銀時可以偶爾免疫其過肩摔。討厭蕈類，原因純粹是覺得形狀噁心。
《九兵衛篇》中初登場想要將阿妙娶進柳生家，但後來因為新八、近藤等人的阻止而作罷，正視了自己的性別，但依然保持著對於阿妙的愛慕。
《尾美一篇》中雖對理論上的情敵近藤抱有殺意，但當阿妙的初戀尾美一出現時，兩人一度聯手合作。
《性轉換篇》因一時與非法新興宗教〈凹凸教〉的教主交集，在意見不一致下引發歌舞伎町性轉換事件，同時自己也成為真正的男兒身。後來以男兒身跟阿妙相處的過程裡感到猶豫，最後在銀子的促使下決定以原來的女兒身討伐凹凸教。
《人氣投票篇》中與其他女角色組成Diamond Perfume，並於《HDZ48篇》中登場幫助寺門通。
《銀之魂篇》中以協助者的身份參與兩次龍脈戰爭，結局中不時在妙的夜店裡兼職，希望可以減少對男性的抵觸。
角色源自於獨眼劍豪柳生十兵衛，因此作品設定為女性，故此「十」兵衛-「一」（男性生殖器官）=「九」為此名。
柳生敏木齋（Yagyū Binbokusai）
配音：龍田直樹（日本）；陳幼文（台灣）；黃子敬（香港）
5月30日出生，身高88cm，体重24kg。
柳生家前任當家，九兵衛的祖父。被譽為是柳生家歷代當家中最強的劍豪，也是九兵衛的劍術師父。能若無其事吃下阿妙做出的燒焦食物，但之後導致嚴重腹瀉。總是從別的地方撿垃圾回來，所以家裡出現了垃圾屋。
性格飄忽不定、難以捉摸，讓人不知道他的想法。非常珍視九兵衛。擅用身形瘦小特點的俐落行動，在擺佈敵人後再給予猛烈一擊。
《九兵衛篇》中與作為柳生家的大將決戰萬事屋等人，在廁所心理戰裡脫穎而出，但於最後大戰中被銀時和新八的合作打敗。
《銀之魂篇》中再次出場跟柳生一族對抗天人聯軍，大展身手。
角色源自於安土桃山時代的劍豪、柳生新陰流的開祖柳生石舟齋和「寒酸」（貧乏臭い）。
柳生輿矩（Yagyū Koshinori）
配音：黑田崇矢（日本）；何志威（台灣）；張炳強（香港）
5月10日出生，身高122cm，体重38kg。
柳生家現任當家，九兵衛的父親。執着於守護柳生之劍以及名流血統。寧可忍受過敏之苦也要抱著波斯貓，拼命地要表現出名流的模樣。在作品裡沒有展露過身手。
對九兵衛如何稱呼自己十分在意，常要求九兵衛叫較為西式的「爸爸大人」，而不是傳統的「父親大人」。
角色源自於德川家康的劍術師範柳生宗矩。
東城步（Tōjō Ayumu）
配音：遊佐浩二（日本）；江志倫（台灣）；劉昭文（香港）
1月14日出生，身高178cm，体重66kg。
柳生四天王之首，負責護衛及照顧九兵衛，有容易擔心的性格。因為將保護九兵衛視為一生的任務，為了不讓她遭遇任何危險而時常做出過火的保護行動，或是匪夷所思的變態行為。無視銀時等人和柳生家的死鬥等等發生於柳生家的重大事件，只顧寫著《少主成長記錄》，對九兵衛的愛和變態程度與日俱增。
實力次於九兵衛，在維持柳生一族的大小事務上深受器重。基本上只有遇到與九兵衛相關的事，才會拔刀。
平時總是瞇著眼睛，一旦怒氣到達最高點，就會從雙眼發射出光線。喜歡跟女孩子洗泡泡浴，是風俗店的常客。
一心朝著讓九兵衛喜歡上男人的方向努力，為達目的甚至會不將其他人的安危放在心上，對九兵衛適合穿哥特蘿莉裝堅信不疑。對九兵衛的狂熱絕對不亞於「近藤勳追求阿妙」和「猿飛菖蒲对銀時」。
主線裡在《九兵衛篇》中著名的廁所心理戰中敗北，一直到《銀之魂篇》中才再度出場帶領四天王對抗天人聯軍。然而，在日常搞笑裡基本只要九兵衛在他就會出場，比其他三人要多得多。
名字源自於《草莓100%》的女主角之一，東城綾。
北大路齋（Kitaōji Itsuki）
配音：浜田賢二（日本）；陳幼文（台灣）；翟耀輝（香港）
5月3日出生，身高175cm，体重65kg。
柳生四天王之一，實力次於東城。對道場劍術懷有驕傲，相信只要比有才能的人更加努力練習，就能在戰鬥中獲勝。因為這個緣故，大量食用原本最討厭的蕃茄，將蕃茄醬變成喜歡的東西，如此這般地在日常生活中也進行精神上的修煉。此外，還具備能馬上看出對手弱點的超群洞察力及冷靜判斷力，擅長出人意表的攻擊。因為生性冷漠，說話不留情面，經常出現和南戶鬥嘴的場面。透過鏡片是細長的眼睛，不載眼鏡時眼睛變成鯽魚眼。
名字源自於《草莓100%》的女主角之一，北大路五月。
西野摑（Nishino Tsukamu）
配音：園部好德（日本）；馬國堯（台灣）；朱子聰（香港）
9月16日出生，身高208cm，体重113kg。
柳生四天王之一。與劍術相較，更擅長肉搏戰。講話時都使用謙卑的代稱以稱呼自己。但是當南戶受傷用手機拍照來當作紀念時，又會一邊說「幼稚」一邊卻把提議者推開。擁有不遜於神樂的怪力。还有與他龐大的身軀不符合的特點：似乎喜歡兒童餐，若被吐嘈還會生氣。在《銀之魂篇》中與天人大戰時被砍掉一隻手臂退下火線。
名字源自於《草莓100%》的女主角之一，西野司。
南戶粹（Minamito Sui）
配音：綠川光（日本）；何志威（台灣）；馮錦堂（香港）
3月31日出生，身高173cm，体重63kg。
柳生四天王之一。對自己的外表相當有自信（自戀），以美男子自稱。穿著隨性再加上首飾，與其說是武士更像是個花花公子。似乎擅長對女人花言巧語，安慰了許多曾被阿瀧淩虐的女傭。在四天王中經常負責吐嘈，但每次只要吐嘈其他人，就被回敬「臉蛋像生殖器」。雖然帶著天下第一的柳生一門光環，但因為怠於鍛煉，劍術是四天王中最弱的。
名字源自於《草莓100%》的女主角之一，南戶唯。
瀧婆（Otaki）
配音：巴菁子（日本）；郭怡心（台灣）；雷碧娜（香港）
12月8日出生，身高124cm，体重28kg。
長年侍奉於柳生家，負責指導其他女傭。通稱「老太婆」（オババ）。擅長整人，只要是有她看不順眼的傭人，就會想盡辦法虐待對方至精神衰弱，不過對志村妙毫無辦法。
<簡稱>
配音：白石涼子（日本）；郭馨雅（台灣）
《壽限無篇》中登場，是微微公主為玩賞而飼養的母猴所生，之後送給了將軍的姪子德川盛盛。由於非常頑皮難以管教，因此交給柳生家訓練。好丟糞，尤其是往坂田銀時的臉上扔。頭腦似乎非常好。非常喜歡九兵衛。被盛盛起名叫悟空后悶悶不樂而失蹤。找到之後，盛盛將牠送給了九兵衛。。
名稱由來是來至落語的段子「寿限無」：一個和尚幫人家的小孩子取名字，眾人紛紛向他介紹吉祥的話語，結果把這些話全部串起來的一個故事。
全名為。

### 池田家
代代擔任幕府公儀處刑人的家族，專長於利落的斬斷首級。家主之位不是世襲，而是由家中選出劍法最為高強的人擔任。家主都會繼承夜右衛門之名。
池田朝右衛門（Ikeda Asaemon）
配音：井上麻里奈（日本）；吳佳樺（台灣）；曾秀清（香港）
帶著骷髏面具的少女，池田家斬首絕技「淨靈」的傳人。劍術高超，精通斷首連皮技巧而被稱為“死神”的處刑人。前代・池田夜右衛門的養女，具有優秀的劍術才華。從小與夜右衛門如兄妹般一起長大，兩人彼此競爭也彼此激勵，希望未來能夠一同守護池田家。
原是前代（第十七代）池田夜右衛門選定的繼任人，但因發生了前代私放罪犯，親手為前代介錯。後為向幕府隱瞞這件事，自己背上殺師奪位的汙名離開了池田家。對身為法律執行者的自己，卻殺死相當於自己法律的導師而感到迷惘。由於介錯時的猶豫，斬首時產生了失誤，認為是自己害了養父，讓他的靈魂不會安息。意志消沉下一心求死時遇上銀時，要求他為自己介錯。
親生父親是參與過攘夷戰爭的攘夷志士。在戰爭結束後為明哲保身，將同伴出賣給一橋派，甚至到最後還打算獻出自己的女兒。幸好這被路過的銀時出手阻止，並以束手就擒為代價保下其性命。後來成為池田家養女的朝右衛門遇到身在監獄中的銀時，在不知道其實是她救命恩人的情況下，跟銀時立下約定，當自己成為了不起的處刑人時，會親手讓他毫無痛苦的死去。所以，不同的角度來說，銀時既是朝右衛門的殺父仇人，也是救命恩人。
曾數次斬下銀時的乳頭。事件結束後表面上為負起事件責任而自殺，實際上繼承了池田家主之位，成為第十九代夜右衛門。原型為日本江戶時代公家御用的刀劍試斬者，山田家當家代代繼承的工作與名字山田淺右衛門。
池田夜右衛門（Ikeda Yaemon）
配音：千葉一伸、齋藤綾〈少年〉（日本）；麥皓豐（香港）
第十八代池田夜右衛門，前代・池田夜右衛門的親生兒子。劍術高超，與朝右衛門親如如兄妹般一起長大，但沒有血緣關係。深愛自己的家族和劍術，但只重技巧而沒有鍛煉心靈，被父親認為他的劍不能淨化人的靈魂而沒有傳位給他。不過，因前代被私下處決而朝右衛門離開，他也就成為了池田家的首領。
為了讓池田家在幕府獲得穩固的地位而投靠一橋派，暗中殺死過去在攘夷戰爭時令一橋派打敗仗的攘夷志士。在沖田和土方的攪局下，被銀時和朝右門衛合力擊敗，承認了自己的敗北。認為既然自己失敗的話，就必須讓朝右衛門活下來保護池田家，選擇獨自留下斷後，讓銀時和朝右門衛他們能順利撤離。為此，被到來的一橋喜喜給梟首。
前代・夜右衛門
配音：石田圭祐（日本）；黃子敬（香港）
前代池田家家主，朝右衛門與夜右衛門的父親。池田家斬首絕技「淨靈」的傳人。認為將罪惡深重的鬼在最後還原為人，是自己作為公儀處刑人的職責，絕不扭曲將犯人視為人類的信念。因私放囚犯而被池田家處決。而他之所以這麼做，是因為他認為那些人都是政治犧牲品，實際上並無過犯。在被他私放的犯人名單中，就包括銀時在內。

### 捕快
小錢形平次
配音：石塚運昇（日本）；陳幼文（台灣）；梁志達→李錦綸（香港）
生日：5月16日（金牛座）；身高1.83（6英尺0英寸）；體重。
自稱Hard Boiled捕快。總是戴着墨鏡、抽着雪茄，以一副十分能幹的樣子示人，可實際上辦事效率極差，常在當值期間到夜店或居酒屋消遣。在初登場篇章裡和萬事屋一同追捕著他視為勁敵的怪盜「狐狸」，及後真相大白後與其惺惺相惜。
在後面基本只在正篇中才偶爾出場，包括在《四天王篇》中以援軍身份助銀時對抗人妖和黑幫的聯軍。在《再見真選組篇》作為土方的現任上司，掩護他和真選組去黑繩島，並在大戰中受傷。於《銀之魂篇》中亦奮勇加入對抗天人大軍。
角色取材自錢形平次。
（Hadj）
配音：比嘉久美子（日本）；郭馨雅（台灣）；雷碧娜→何寶珊（香港）
生日：8月5日（獅子座）；身高1.63（5英尺4英寸）；體重。
捕快。小錢形的少女下屬兼搭檔，年紀比小錢形要小很多，但明顯更加可靠。在《四天王篇》、《再見真選組篇》和《銀之魂篇》都有跟隨小錢形出場。
角色取材自《錢形平次》的八五郎（阿八）。

### 幕府職官
六轉舞藏（Rotten Maizō）
配音：千葉繁、徳本英一郎〈年輕〉（日本）；陳曙光→朱子聰、鄧志堅〈年輕〉（香港）
過去是前任將軍德川定定的側眾，現任工作則是負責教育微微公主，雖然口氣嚴厲，但卻是個有著受虐癖的糟老頭，特別喜歡別人踢他的屁股，對此公主給他取個討厭爺(じいや)的綽號。因為茂茂和公主幼年失去雙親時是由他一手帶大的，所以很受兩兄妹的尊敬。雖然有衣物遮蔽而不明顯，於《傾城篇》初登場時他並沒有左臂。
是與花魁鈴蘭訂下約定的人，過去作為定定的部下時在櫻花樹下看見因被定定給利用而傷心落淚的鈴蘭，過去安慰她並最終與之相愛。然而，礙於身分的緣故兩人總是暗中私會，並約定好要在下一個滿月之日帶鈴蘭離開吉原。但此事被早已知曉二人关系的定定發現，砍下舞藏的左手臂做為懲戒並且以鈴蘭的命作為威脅嚴禁二人見面。舞藏也因為自身對於幕府的忠誠，所以與鈴蘭的約定一直無法兌現。
在定定嫁禍給銀時等人被以要求責任承擔為由，命令他切腹，但他並沒有跟從。定定因此給砍下其右臂，因失血過多差點喪命。事件結束後在茂茂及銀時等人的幫忙下回到吉原，並在當年櫻花樹種植的地方見到鈴蘭的最後一面。他也在櫻花飛舞的幻想中回到年輕的時期，抱著鈴蘭走向滿月。
《將軍暗殺篇》中與公主再次登場，後被服部全藏點穴，並在其面前殺掉影丸。因為自小與茂茂認識，舞藏在離開前便知道死去並非茂茂。與公主等人離開後，送重傷的沖田前往急救。在《再見了真選組篇》和《銀之魂篇》均留在公主身邊。
名字參考自《小天使》（海蒂）中克拉拉家裡的女管家羅曼亞。
禽夜（Kin'ya）
配音：坂口候一（日本）；黃乾師（台灣）
幕府的高官（官僚）。被真選組稱為「蛤蟆」。動畫中會在語尾加上「ケロ」。把地球人類當成垃圾般下賤，並嘲諷為「猴子」。電視動畫第66話再度登場。跟宇宙海盜「陀絡」勾結，協助非法藥物的買賣能順利進行，從中得到部分的收益。因而成為攘夷志士的暗殺目標，故需由真選組保護。但對於冒著生命危險保護自己的真選組，甚至是以身軀掩護自己而受傷的近藤，毫不感激。山崎私自行動於其大屋進行過各種調查，結果在倉庫找到大量「轉生香」。
遠山珍太郎（Tōyama Chintarō）
配音：渡部猛（日本）；林保全（香港）
南町奉行所的極悪奉行。為了拿下桂小太郎的人頭，從而鞏固自己在幕府裡的地位，因此故意製造出艾利撒比斯的棉花玩偶，並聘請服部全藏等人，引桂主動現身。
角色取名自《遠山的金先生》的遠山金四郎。
友之助
配音：山口惠（日本）
茂茂原家臣，因家人被抓取当人质而被迫刺杀茂茂，后立刻服毒自杀。

## 攘夷志士
攘夷志士在20年前因對抗天人的襲擊而聚集，是有排外思想的、因幕府受到天人的壓破而開國所以為此感到危機感的武士，也有一部分被称为攘夷浪士。攘夷志士從江戶時代起便蜂擁起事，轟轟烈烈地與天人戰鬥。攘夷戰爭戰敗後天人完全掌控了幕府政權，他们便被幕府當成恐怖份子。
- 「攘夷四傑」（JOY4），此四人在攘夷戰爭為抵抗天人入侵曾威震一時，是攘夷戰爭末的重要人物。這四人分別為：坂田銀時、桂小太郎、高杉晉助、坂本辰馬。

### 桂一派
於攘夷戰爭後期活躍的桂小太郎所領導的攘夷組織。過去屬於激進派，但期後桂認為應該用和平的方式來攘夷，因此在「紅櫻事件」後轉為穩健派。雖然桂常以「我們『攘夷黨』成員」稱呼，在漫畫公式書，其組織名稱為「桂一派」。
桂小太郎（Katsura kotarō）
日本配音：石田彰、甲斐田幸（少年時期）
台灣配音：黃天佑（第一季其之壹）→梁興昌（劇場版1）→何志威（第一季其之貳起、劇場版2～3）
香港配音：梁偉德、何承駿（代配）、謝潔貞（少年時期）
演員：岡田將生（台灣配音：何志威）
銀時以前的盟友，攘夷志士中的存活者之一。企劃討伐天人及幕府，重整腐敗的國家，建立武士之國。
从激進派逐步轉變為穩健派。口頭禪是「不是假髮，是桂！」（“假发”和“桂”日语发音相同）
人稱狂亂貴公子（狂亂の貴公子）或逃跑小太郎（逃げの小太郎）。
在《銀之魂篇》的最後當選為首任內閣總理大臣。
艾利撒比斯
日本配音：高松信司（第15～230話、劇場版1）→神谷明（劇場版2、銀之魂篇）／栗山千明（銀魂精選集第27話）
台灣配音：江志倫
香港配音：潘文柏
演員：山田孝之（配音）（台灣配音：魏德）
生日：9月7日（處女座），身高：1.80（5英尺11英寸），體重：
坂本辰馬送給桂小太郎的外星生物，是桂引以為傲的寵物，現已成為他的攘夷夥伴。形似全身白色的企鹅，外表與「宇宙怪獸史蒂芬」一樣。白色公仔服之內的臉從沒有給觀眾知道過，唯一不時外露的，就只有腿，上有長像大叔般的腳毛。
武力功底挺強，也有一定的決策能力，平時宛如桂一派二號領袖般的存在。動作十分敏捷，甚至可以把迎面而來的火箭砲踢回去。眼部可發射光線，嘴裡可伸出火箭炮、加農砲、鑽子等。當桂遇到緊急狀況時，能化身成降落傘協助對方逃脫。雖然都是以寫字板和人進行交流（举牌表达自己的意思十分像高桥留美子《亂馬1/2》主角早乙女乱马的父亲早乙女玄马的熊猫状态），但其實能說話。
身分分為正式與替班。替班的真實身分為來自蓮蓬族的江蓮，只在星期一過來代班。而正式真正身份則為央國星第一王子多拉公尼亞，在失憶後輾轉至此。動畫為了戲劇效果，有時衣服底下的真實身分為《銀魂》動畫版的導演高松信司（之後轉任監修）。
《春雨篇》裡因為桂暫時與萬事屋行動，被遺棄之後墮落成街頭乞丐。
《忍者篇》裡有傳被幕府官員抓走，當桂和萬事屋等去到後發覺是假情報。最終依然被桂所尋回。
《紅櫻篇》裡桂被攻擊後去找萬事屋幫忙尋人，但因為一直不肯開口說話，萬事屋成員花了好大勁才理解情況。後與新八行動被似藏襲擊，幸被銀時所救。回到桂一派之後，組織所有成員人前往鬼兵隊的船上拯救桂，當紅櫻被毁而春雨加入之後，把新八和神樂帶離現場。
《告解篇》中桂把失憶的德川茂茂招入攘夷志士之中，艾力撒比斯假裝被其吸引架空桂的權力，在推翻將軍失敗後跟隨桂撤退。
《再見了真選組篇》中與桂分開行動，帶領桂一派和真選組餘黨一同殺入黑繩島，最後成功營救桂離開。
《烙陽決戰篇》跟隨桂及辰馬去到烙陽星，大戰天照院奈落和被虛操控的春雨大軍，後跟桂一同留在辰馬的船上。
《銀之魂篇》與桂一同行動，後揭露真實身分是央國星的第一王子多拉公尼亞，因失憶才流落至地球，並與其兄弟紫雀提督及哈塔王子相認。在與圓翔皇子的決戰中，為保護桂而重傷。兩年之後依然跟隨桂行動。
江蓮
配音：古谷徹（日本）；江志倫（台灣）；潘文柏（香港）
幻之傭兵種族「蓮蓬」的諜報部隊隊長，因為在蓮蓬族的地球潛伏調查中有功而升格為將軍。另一個身分為「週一替班的伊麗莎白」，受桂的影響對人類產生感情反而對抗自己母星，最後離開眾人帶同剩下的族人開拓新的家鄉。

### 鬼兵隊
「鬼兵隊」（きへいたい）原本為攘夷志士的義勇軍之一，戰後重組為一個激進派的攘夷浪士恐怖组织。組織名稱參照高杉晉作率領的「奇兵隊」。
高杉晉助（Takasugi Shinsuke）
日本配音：子安武人、桑島法子（少年時期）
台灣配音：賀宇傑（第一季、劇場版1、劇場版3）；陳幼文（第二季起、劇場版2）
香港配音：馮錦堂、伍秀霞（少年時期）
演員：堂本剛（台灣配音：黃天佑）
鬼兵隊的首領。銀時以前的盟友，攘夷戰爭中的存活者之一。與銀時和桂自學生時代便認識的朋友，與銀時性格不合。
經常煽動、策劃或製造動亂，曾殺害多名幕吏，因而被稱為「攘夷浪士中最過激、最危險的男人」並遭到幕府通緝。曾說自己的心中有一隻蠢蠢欲動的黑色怪獸，多次與幕府的反動分子結盟，原想利用一橋喜喜推翻一切但最後被其出賣。
故事的最後，坂田銀時為阻止寄宿高杉晉助體內的虛被迫將其斬殺，最終死在銀時懷中。後來在松陽的力量下，以嬰兒的型態在某處龍穴中重生，被來島又子發現。
河上萬齊（Kawakami Bansai）
配音：山崎巧（日本）；賀宇傑〈第一季、劇場版1〉→陳幼文〈第215話〉→何志威〈第252話〉（台灣）；陳欣（香港）
演員：窪田正孝（台灣配音：何志威）
5月20日出生，身高179 ㎝，体重67 ㎏。
鬼兵隊的成員之一，人稱，鬼兵隊實質上的副手，也是隊上的穩健派。
稱呼高杉為「晉助」。自謙「在下」，經常戴著耳機、墨鏡，揹著三味線，語尾常附上，說話頗有古風。喜歡用「音樂」來形容一個人的靈魂。
另一個身份是著名音樂製作人，作風大膽，才華出眾，可以說是當今樂壇的教父。由他所創作的歌曲、監製的唱片一張比一張暢銷，常為寺門通作曲。
是《銀魂》本篇中少數較無喜劇成分的角色，但來島用暴力吐嘈武市時，萬齊會一同加入。
《紅櫻篇》作為鬼兵隊代表與春雨談判，成功與之聯盟。
在《真選組動亂篇》中參與由高杉所主持的針對真選組的內部瓦解作戰，對銀時與山崎退的「音樂」產生認同感，是以沒有殺死山崎，只是令他重傷。在篇章之末跟銀時一戰，使用琴弦攻擊但反被銀時利用而遭擊敗。
《將軍暗殺篇》追隨高杉，欲把茂茂的餘黨斬盡殺絕，但因被喜喜出賣鎩羽而歸。
《烙阳决战篇》神威反攻春雨慘遭大敗，第七師團與鬼兵隊的太空船盡毀，跟高杉等人失散，並被坂本救起。後來見證桂、坂本、銀時一行人的風采，成功擒住喜喜後向眾人分享鬼兵隊的祕密集合地 — 烙陽。
到達烙陽之後，與银时一起對付春雨。在混戰中，再次被銀時救起，隨後成功回歸鬼兵隊離開烙陽星。
在《銀之魂篇》與高杉等人攻入天人的母艦裡，孤身一人掩護高杉晉助等人離開，力戰而亡。
角色取材自幕末四大人斬之中的河上彥齋；藝名則源自於淳君。

配音：早水理沙（日本）；郭馨雅（台灣）；鄭麗麗（香港）
演員：菜菜緒（台灣配音：魏晶琦）
1月8日出生，身高165 ㎝，体重48 ㎏。
鬼兵隊的唯一女性幹部成員，有「紅色子彈」之稱的雙槍手。語尾常附上。被武市稱為「豬玀」，她則稱武市為「武市變態」或「蘿莉控」。服裝為迷你的和服。對高杉非常忠誠，並抱持著愛慕之情。實際上，攘夷戰爭後的新鬼兵隊的成立是以她為契機開展的。
《紅櫻篇》中與武市一同擒住神樂，但在紅櫻暴走後被其攻擊，最後與鬼兵隊一同離開。
《同學會篇》與武市一同設局欲抓走桂、坂本和銀時，但因黑子野的出現而失敗。
《烙陽決戰篇》裡因為鬼兵隊被春雨擊敗，跟武市逃回地球，在信女穿針引線下跟萬事屋相見。為了尋找高杉前往烙陽星，並帶上神樂同行。在重遇高杉後跟虛的部下大戰，最後跟隨高杉與朧相見。
《銀之魂篇》與高杉一同攻入天人太空船內，最後與高杉失散。在高杉與圓翔決戰時趕到並開槍保護高杉。地球保衛戰之後一直在尋找高杉，不果。最後決戰結束後，為了找尋有可能重生的高杉，走遍各個龍脈，並找到一個很像高杉的嬰兒。
角色取材自於幕末引發禁門之變的長州藩士來島又兵衛。
武市變平太（Takechi Henpeita）
配音：茶風林（日本）；何志威〈電視版〉／梁興昌〈劇場版1〉／馬國堯〈劇場版3〉（台灣）；李錦綸→葉振聲（香港）
演員：佐藤二朗（台灣配音：黃天佑）
9月27日出生，身高178 ㎝，体重68 ㎏。
鬼兵隊的策略家，綽號「怪人謀略家」。武力值不高。雖然自言「我不是「蘿莉控」，只是一個女權主義者」，被來島又子稱為「變態」或者「蘿莉控」。
過去擔任幕府的官職，且位階不低。但在關押高杉期間被其話語所感動，隨後便協助高杉、河上等攘夷志士脫逃。
對來島又子和蘿莉的神樂完全抱持兩種態度。曾指神樂「在兩三年後就會到達頂峰」。致力於反對「大江戶青少年健全育成條例修正案」。會擅自亂入他人的回憶或獨白，有時會裝扮得與高杉一樣，而被周圍的人暴力吐槽。
《紅櫻篇》中初出場，與來島合作擒下神樂，並推斷她是夜兔族人。決戰時對戰新八但非常狼狽，而似藏暴走時想阻止卻反被其擊暈。
《同學會篇》與來島設計坑害桂、坂本和銀時，但因黑子野的出現而失敗。
《將軍暗殺篇》和《烙陽決戰篇》俱在鬼兵隊作為後部指揮支援高杉。被虛和春雨擊潰後和來島一同回到地球求助於信女，在回到烙陽後跟高杉重聚。
《銀之魂篇》為了拖延大炮的發射與鬼兵隊小隊準備捨身撞向天人母艦，幸好因猩覺的行動而獲救。後找到與大隊失散的來島並將之救出，在圓翔與高杉的對決時趕到，但隨著母艦降落地球而再與高杉失散。兩年後繼續與鬼兵隊餘黨找尋高杉，並在其死後支援來島走訪各地龍穴。
角色取材自幕末的土佐勤王黨的盟主武市半平太。
岡田似藏（Okada Nizō）
配音：青山穰（日本）；林協忠〈第一季其之壹〉→陳幼文〈第一季其之貳、劇場版1〉（台灣）；潘文柏（香港）
演員：新井浩文（台灣配音：曹冀魯）
12月23日出生，身高180 ㎝，体重68 ㎏。
有之稱的失明劍士，由於失去視力而靠著嗅覺來砍人，愛用鼻孔清淨器來暢通鼻子。
《紅櫻篇》裡的主要反派，以村田鐵矢製作的機械武士刀「紅櫻」接連擊敗桂和銀時。持刀的手臂在河邊與銀時戰鬥時，被新八砍掉。回去鬼兵隊之後被眾人怪責鬧出太大動靜打草驚蛇之餘，亦令原本都是攘夷志士的桂一派與鬼兵隊對立。高杉曾想一刀解決他，但被紅櫻自動擋格，轉而下令其殺掉銀時和桂作為補償。在最後與銀時的大戰裡，他被紅櫻附身，意識亦被其吞噬，最終戰敗身亡。
角色取材自幕末四大人斬之中的岡田以藏。

### 其他攘夷志士
八留虎（HARUKO）
配音：檜山修之〈太郎〉、保村真〈次郎〉、羽多野涉〈三郎〉（日本）；李錦綸〈太郎〉、蘇強文〈次郎〉、張錦江〈三郎〉（香港）
八留虎三兄弟是不隸屬於任何派系的攘夷浪士，三人為了幫被真選組拘捕了的同伴報仇，同時在攘夷黨裡爭取更高地位，而計劃暗殺作為真選組大腦的土方十四郎，令失去大腦的真選組無力再與攘夷志士戰鬥。
田中古兵衛（Tanaka Kohē）
配音：勝杏里（日本）；陳永信（香港）
人稱『人斬古兵衛』。名字取自于幕末四大人斩之一的田中新兵卫。
天堂蒼達
配音：小西克幸（日本）；林協忠（台灣）；伍博民（香港）
創界黨的現任首領，激進派攘夷組織創界黨的已故首領紅達之弟。在二年前六角事件的發生時，因要執行暗殺將軍的計畫被真選組揭發，除了蒼達僥倖地躲避於櫥櫃中，其餘成員在旅店「六角屋」被真選組殲滅。為了報復沖田總悟殺掉兄長的仇恨及摧毀真選組，而讓創界黨再度重現。接著利用霧江作誘餌，但因她擅自對總悟行刺，遂決定把她和總悟一起處置。不過，因真選組和萬事屋等人的介入，造成計劃失敗。
楢崎幸
配音：大原沙耶香（日本）；陸惠玲（香港）
有一個身份為“兇惡的攘夷志士”名為鈍兵衛的弟弟，酒屋“飲兵衛”的女主人。四年前父親去世後一直經營守護者酒屋的孝女。在利用幸引出鈍兵衛作戰一環中被山崎退暗中監視保護。
楢崎鈍兵衛
某攘夷志士組織所屬的兇惡攘夷志士，楢崎幸的弟弟。以前是在街上擁有惡名的小混混，在姐姐繼承父親的酒屋後也是時常來向姐姐要錢。實際在與姐姐一起謀奪組織的資金意欲潛逃後被真選組和組織兩方追查。在姐姐忽悠了山崎退以及真選組之後和姐姐一起出逃，和姐姐一起被獨自潛追的山崎一網打盡。
厭魅眠藏
配音：園部好徳（日本）；陳欣（香港）
攘夷派「知恵空党」的首領。
黑子野太助（Kurokono tasuke）
配音：小野賢章（日本）；曹啟謙（香港）
於《同學會篇》中由桂及坂本提及，被二人稱之為「幻之第五人」，是銀時、高杉、桂、坂本等人在攘夷時期所認識的戰友。為人低調，雖然實力深不可測但在隊裡極為不顯眼，在背後刷了無數助攻。自認實力平庸，因而甘願擔當銀時等人的輔助并自稱為銀時等人的影子。曾向銀時約定只要大家有難便會回來保護眾人。從與銀時等人相識到分別，也僅有寥寥幾人記住了他，甚至在篇章開首時銀時也已忘記了他的存在。
然而，在武市變平太設下圈套幾乎成功除掉銀時等人時，黑子野太助再次登場，以劍術擊敗了整隊鬼兵隊並恫嚇來島真多子把桂和坂本等人放掉。雖然沒有畫出來，但有暗示他和銀時趁桂和坂本還在睡時相敍了一會。
名字是惡搞黑子的篮球的日文原名，角色原形則取材自該動畫的主角黑子哲也，動畫版聲優有特意选取黑子哲也的配音員小野賢章为该角色配音。
百夜叉
配音：檜山修之（日本）
是坂田銀時在攘夷時期的戰友，崇拜著銀時所以跟其服裝很相似。因為他不適合在前線打仗，銀時一直讓他在後勤部工作，戰爭完結後生還，並開起了各種小店。

## 吉原
紅燈區，原為鳳仙所建的地下遊廓。鳳仙死後名義上是由神威接手管轄，實際上已經沒有任何人在幕後操控吉原了。原型為吉原遊廓。
月詠（Tsukuyo）
配音：甲斐田裕子、星野貴紀〈性別轉換篇〉（日本）；郭馨雅、鄧瑋德〈劇場版3〉（台灣）；劉惠雲、李凱傑〈性別轉換篇〉（香港）
2月9日出生，身高170cm，体重52kg。
吉原民兵「百華」的現任首領，外號「死神太夫」，保護吉原的遊女不被騷擾及防止逃跑。以苦無和短刀為武器。
小時候被賣到吉原，並被日輪所救，繼而產生保護其的意願。經常會以冷酷的面容隱藏自己內心柔弱的一面。左臉和額頭上各有一道刀疤，若没有两刀刀疤，其容貌足以成為花魁。此刀疤實際上是地雷亞之命令以避免成為花魁。身著開高衩、裁去右袖的特製和服與過膝網襪，但基本上不把自己當女人看。面對銀時會使她的決心動搖，視晴太為自己的兒子照顧，並會當其家庭教師。相當體貼，容易看穿對方心思，並會為他們圓場。
喜歡銀時，但一直因害羞而無法正常表達心意（說白了就是傲嬌）。曾多次在意外中遭銀時碰觸胸部、臀部等吃豆腐行為，月詠雖然認為自己沒有女人的自覺而沒有關係，但是下場當然是銀時被揍。
初登場《吉原炎上篇》時屬於較為正經的角色，協助晴太找尋母親日輪並參與推翻鳳仙的大戰。在《蜘蛛篇》之後漸漸開始有了喜劇要素，並在《人氣投票篇》開始和萬事屋以外角色有所互動。和猿飛為擁有許多共通點的損友，亦於人氣投票篇被強行加入其和阿妙及九兵衛所組成的偶像組合「Diamond Perfume」，並於《HDZ48篇》再次以成員身份登場。酒量和酒品都極差，即使是含酒的巧克力也會醉，發酒瘋時極為恐怖，新八對此吐槽「從酒精中抽取未知的力量」、「简直和大叔没有区别」。
《後宮篇》為銀時六個後宮的其中一人，说自己赎身价為2亿日元。事後被指出她和喝醉的銀時一同破壞酒館。
《傾城篇》中為完成鈴蘭的心願，於是聯同萬事屋三人及信女對抗前將軍定定及奈落。被日輪說「你最近變得愈來愈像銀時」而臉紅。
《性轉換篇》變成相當英俊的完美硬漢。與變成男性的猿飛菖蒲聯手幫助大家破壞攝影機與入侵並凹凸教的根據地，因為身處地下基地裡面所以沒被凹凸教發射的光束影響，之後回歸正常生活，打算與變成男性的手下們一起將吉原拓展成牛郎帝國。
《愛染香篇》吸入愛染香的濃煙，因此對銀時產生瘋狂的愛意，但還是成功一同擊潰瑩利用愛染香的計劃。最後表示自己只要能在銀時身邊便會感到幸福。
《銀之魂篇》原本在吉原接收在地上的老弱婦孺到地下避難，後聽日輪及晴太勸勉後率領百華小隊到地面協助銀時，前往歌舞伎町對抗天人解放軍。地球保衛戰兩年後改外號為「天道太夫」，並接下日輪的工作，成為吉原的新領導人。
名字源自於日本神話中的月讀尊。
日輪（Hinowa）
配音：櫻井智→井上喜久子、仁後真耶子〈童年〉（日本）；林佑俽（台灣）；曾秀清→凌晞（香港）
1月8日出生，身高164cm，体重44kg。
《吉原炎上篇》出場，是吉原的第一花魁，如太陽一般的存在。年幼時即在吉原工作，總是對鳳仙說「叔叔的頭頂上一定也有能夠化開您冰冷的心的太陽」。為了保護晴太，被鳳仙威脅留下，為避免她逃走鳳仙甚至把其腳筋挑斷，以致後面日輪都需要以輪椅代步。
晴太的養母，個性帶有天然呆和略為腹黑的一面，但對其照顧無微不至。鳳仙死後現正在吉原擔任一家贩卖成人用品的茶屋的老闆娘。
《傾城篇》裡再次出場委託萬事屋幫助鈴蘭找尋當年的戀人，及後也在《銀之魂篇》再次關上吉原的天窗保護老弱婦孺，並著月詠到地面支援銀時。兩年後已經可以站起來用拐杖行走，依然與晴太生活在一起。
晴太（Seita）
配音：三瓶由布子（日本）；曾允凡（台灣）；黄玉娟（香港）
5月10日出生，8歲，身高133cm，体重21kg。
《吉原炎上篇》出場，為過去一位吉原妓女違反規定生下的孩子。其母亡故後，日輪试图收養，但出逃吉原计划失败。日輪为了保住晴太的性命无奈只能将他交給他人照顧，自己則被鳳仙禁錮。晴太為了去吉原只能變成小偷並結識了萬事屋，在其幫助下潛入吉原。在篇章的最後成功打開天窗，使鳳仙接觸陽光而實力大減。事件後與日輪及月詠同住，在吉原幫忙售賣成人玩具。生活自此之後變得舒心多了，但當然還是得面對這個年紀的男孩子會遇上的情況。
《銀之魂篇》裡和天人交戰結束後兩年已經能夠在街上找客人了，依然與日輪生活在一起。
鳳仙
配音：銀河万丈（日本）；陳幼文（台灣）；招世亮（香港）
8月10日出生，身高183cm，体重76kg。
來自宇宙最強的天人戰鬥民族夜兔族，春雨的幹部之一，綽號「夜王」。春雨第七師團的創始人，神威的師父。實力極為強大，只有同為夜兔的星海坊主才能打成平手。因夜兔體質無法接受日曬的關係，從而在地下建造了吉原桃源乡。曾對讓自己親近太陽的日輪有近乎病態的糾結感，並通過囚禁試圖讓日輪屈服自己。《吉原炎上篇》與銀時和百華眾展開激烈死鬥，以巨傘作為武器，是少數战力碾压銀時的角色之一，右眼在戰鬥中被銀時所傷。最後大家利用陽光對夜兔膚質之傷害，加上他已多年未接觸過陽光的弱點才將他擊敗，在日輪的懷抱裡安然逝去。
鈴蘭
配音：一龍斎貞友、內山夕實〈年輕時期〉（日本）；林丹鳳、吳羨婷〈年輕時期〉（香港）
有著「傾城鈴蘭」（けいせい すずらん）之稱的吉原前任花魁，喜歡六转舞藏，二人曾有段不為人知的約定，但她被前代將軍德川定定作為奪權、排除異己藉以登上將軍之位的道具利用。
地雷亞（Jiraia）
配音：屋良有作（日本）；陳幼文（台灣）；潘文柏（香港）
3月12日出生，身高180cm，体重68kg。
月詠的師父，初代百華首領，被眾人以為已命喪於兩年前的吉原大火。本名為鳶田段藏（鳶田 段蔵/とびた だんぞう）。被稱為「蜘蛛手地雷亞」，前御庭番眾成員，過去為幕府肅清大量異己。後來因意圖殺害將軍，與當時作為影武者的全藏父親交戰，在身受瀕死重傷的情況下躲過御庭番眾的追殺。對自己的獵物有無比的忠誠心，會給予飼食讓其壯大，然後在其最壯大時將其殺害。雖然似乎作惡多端，但是其實是一個因為天才而被命運忌妒的可憐人。
出生於伊賀，自懂事時才能出眾而被稱為神童。家世顯赫卻因遭到妒忌而惹來殺身之禍，在家族被滅的期間中只有自己和妹妹存活下來。由於妹妹被當作人質只能順從主人的命令，向最憎恨的滅族仇人宣示忠誠，其心智也從此時開始扭曲。妹妹結果無法繼續看著自己為她而受苦選擇跳崖自盡。此後，地雷亞便陷入扭曲之中，以自己最厭惡的方式來手刃自己作為無法保護妹妹的絕望，而獲得解脫。
後來跟月詠相遇並教導她忍術，甚至把其視為自己的藝術品，希望她成為一個不需要同伴的忍者。在打算把月詠信賴的銀時加以殺害前被月詠所殺，最後獲得其對自己的諒解，彷彿在她身上看到妹妹生前的微笑，最後對著一輪明月含笑死去。
角色源自於戰國時代的忍者加藤段藏（人稱「鳶加藤」），而名字则参照火影忍者中的自來也日文發音與《火影忍者》自來也（じらいゃ，Jiraiya）基本相同。

## 組織

### 快援隊
以主艦快臨丸與四艘護衛艦及一艘偵察艦所組成的宇宙超商船隊，大部分的成員都曾經是千鳥販賣的奴隸。為了能與某些巨大星人做生意，於是將船改造能合體成「宇宙超商船隊機甲－快援機器人」（頭頂附有小膿包）。
宇宙超級商人心得
- 商業的基本是營業，錢是要靠雙腳賺出來的，就算遭到客人無數的責罵批評也不要放棄，不要流淚，不要止步，在心靈達到商業之魂的境界之前，不停奔跑吧。
- 就算是深入內心的交涉，客人的心也不會輕易向你敞開，無論承受多少懷疑的目光，無論提案被否決多少次，不要放棄，不要流淚，不要封閉內心，答案就在那絕境之中，於狂風血雨之中，努力尋出一線光明吧。
- 如果想要打開別人的內心，首先要敞開自己的心胸，不是用寫字版，也不是用人造的繪畫劇，而是以自身真誠的言語。

原形為坂本龍馬所設立的「海援隊」。
坂本辰馬（Sakamoto Tatsuma）
日本配音：三木真一郎
台灣配音：黃天佑（第一季其之壹）→梁興昌（劇場版1）→何志威（第一季其之貳起、劇場版2）→馬國堯（劇場版3）
香港配音：陳廷軒→鄧志堅
11月15日出生，20多歲。身高181cm，体重70kg。
私設艦隊「快援隊」隊長，往來星球之間進行貿易，買賣貨品致富。銀時以前的盟友，攘夷志士中的存活者之一。人稱「桂濱之龍」（桂浜の龍）。因為說話聲音很大，曾被稱為「聲音很大的人」。
希望能通過貿易，給天人與地球人帶來利益，謀求雙方關係的調和。認為是因為銀時留在地球（支持自己），自己才能放心的出去宇宙闖出一番事業。因為自己熱衷宇宙的緣故，所以才成立了快援隊。且對開宇宙船也有極高的興趣，但是腦子卻出乎意料的空空如也，且十分沒有神經。雖然如此，在重要關頭卻是能言善辯，並且很懂得甚麼才是真正有價值的東西。
十分樂觀，無論遇到甚麼情況，都能哈哈大笑。戴着一副墨鏡。十分喜歡船，但很容易暈船，常嘔吐不止，在過去篇初次登場時曾因為暈船把正在爭執的銀時和高杉吐了滿身都是穢物。基本上，辰馬把工作都交給陸奧打理，伊利莎白就是坂本托陸奧送給桂的。經常記錯別人的名字，並稱「銀時」為「金時」（「ぎんとき」為日文中清音跟濁音之差別）。
因與銀時等人志同道合，加入攘夷大軍，並充當後勤部的主力。雖然外表看不出來，當年的劍術也很強，目前主要武器是手槍，槍法也相當好。之所以他再無法使用劍術，是因為是在過去攘夷戰爭中拯救敵方的傷員時遭被馬董從背後突襲被刺傷右手腕，以後已無法握劍。自此，他放眼於更遠的天空，並在戰爭結束前便離開了大伙。他離開銀時等人之後不久便被宇宙海盜擄走，但仍憑著個人魅力和言語技巧把海盜千鳥的副船長陸奧以及船上所有的奴隸都收為己用，並把原本的船長推翻，創立「快援隊」。
相較於銀時和桂與高杉反目成仇，坂本則認為高杉還是以前的高杉，並不認為他有何改變，並表示必要時會再一次調停銀時和高杉之間的關係。對志村妙所在的酒店中的一名陪酒女阿龍有好感但求婚總被拒。
《蓮蓬篇》中帶著桂和萬事屋一行人去和蓮蓬星人談判，並成功阻止他們侵略地球。
《同學會篇》裡跟桂一同出場相約銀時和高杉相會，卻回憶起當年可能弄死了黑子野太助；在去廁所時被鬼兵隊弄暈，第二天才醒轉過來。
《快援隊篇》交待了他和陸奧的認識經過以及創立快援隊的事情。
《烙陽決戰篇》使計扣下了喜喜，和春雨的決戰中戰勝范堺，並成功影響了喜喜的心態；後在《銀之魂篇》中與喜喜一起出席與紫雀提督的會談，在取得初步成果之後因圓翔皇子的發難使自己被扣留，但仍與桂和高杉一起擊倒圓翔奪回主船的控制權。兩年後協助神樂回到地球，並在太空船上幫助銀時攻入能量塔，以及在其被毁滅時協助疏散群眾及幫忙搜尋生還者。
名字是參照幕末土佐藩士兼著名志士「坂本龍馬」。
陸奧（Mutsu）
配音：渡邊明乃（日本）；郭馨雅（台灣）；張頌欣（香港）
7月7日出生，身高158cm，体重44kg。
坂本辰馬的女性副手。由於坂本經常不在艦隊到處鬼混，因而商隊面臨危機時快援隊大小事務皆由陸奧一人承擔，坂本捅出的婁子也基本都要陸奧去善後，常被下屬直接稱為艦長。
與神樂同樣出身自宇宙最強戰鬥民族—夜兔族，所以長年帶著防曬的斗笠，同其他夜兔一样具有極高的戰鬥能力，可以單手逼停太空船的巨大力量以及單槍匹馬解決一支部隊。同樣懼怕陽光，但是和其他夜兔不同，陸奧並不用傘遮擋太陽，而是帶戴著斗篷和斗笠；也不用傘來戰鬥，基本上使用手槍，《快援隊篇》改用左輪手槍。
沉默寡言，面相冷酷，少有表情，在大方針上對坂本的決定很服從。有土佐口音。為人處事穩重，經常給坂本辰馬的短線行為善後，在坂本犯傻的時候教訓坂本。精於算計，有傲嬌性格，略有暴力傾向，稍有不順就喜歡對人又踢又打，或者用槍威脅別人。有極高的辦事效率和超強的執行力，執行力強到完全瞞過坂本，自己制定方針計劃，然後執行到位。
曾是宇宙海賊「千鳥」的第二師團副團長，人稱「鑽石姬陸奧」，厭倦被作為一個海盜集團的繼承者來培養。自称在少女時期的梦想是当個去咖啡館和蛋糕店收保護費的不良少女，但是被作為千鳥海賊團提督的父親逼迫當了海賊。其父亲與星海坊主是老友的关系。
在《蓮蓬篇》中把快援隊的太空船變成可以合體的機械人，協助銀時等人戰勝米墮卿。
在《烙陽決戰篇》中追隨辰馬去烙陽並跟春雨展開決戰，被范堺控制了身體但仍保持清晰在重要關頭救下了辰馬，使之可以擊敗范堺。
在《銀之魂篇》為保護坂本辰馬而被圓翔皇子擊至重傷，後成功降落地球。之後因快援隊元氣大傷不得不做一些灰色地帶的勾當，暗中幫助神樂回到地球。
名字是參照曾經是海援隊隊員的日本著名外交家陸奧宗光。
老婆婆
配音：上田優子（日本）
快援隊的一員的老太婆。曾經是千鳥上待售的奴隸。在坂本和陸奧快被處刑時率領其他奴隸起義救出他們。

### 春雨
在銀魂的銀河系中，是個大規模的犯罪集團，共有十二個師團。
元老
配音：さかき孝輔、仗桐安（日本）
春雨的首領們，在虛的介入之下在《烙陽決戰篇》中遭到殺害。
阿呆提督
配音：星野充昭（日本）；陳幼文（台灣）；黃子敬（香港）
春雨中的元老院之一，微胖的中年天人。被其他人私下通稱。察覺到己身地位受到神威的威脅而和第八師團長勾狼計畫除掉第七師團、斬殺神威，並意圖利用鬼兵隊。計畫失敗後被神威擊敗。

#### 第七師團
由戰鬥部族「夜兔」為骨幹所組成的第七師團，是春雨中最精銳的部隊。曾因師團長鳳仙鋒芒太露而差點遭到剿滅。現時由春雨首屈一指的好戰派團長神威率領。
鳳仙（Hōsen）
春雨第七師團的前任團長。傭兵三大部族「夜兔族」之王。
神威（Kamui）
配音：日野聰、安濟知佳〈童年時期〉（日本）；賀宇傑〈第一季、劇場版1〉→何志威〈第二季〉／余宗翰〈劇場版3〉（台灣）；李致林、曾秀清〈童年時期〉（香港）
18歲，6月1日出生，身高170cm，体重55kg。
春雨第七師團的現任團長。星海坊主和江华的長子，神樂的哥哥。在《吉原炎上篇》中首次登場。雖然不怎麼顯露出來，但相當珍惜自己的家人。外貌為橘髮藍眼的少年，綁著長辮子，頭上有條呆毛。
在烙陽星出生，原本在幸福之下成長，但隨著神樂出生，江華的身體也一步步走向衰退。從此母親被周遭的天人稱之為病原體，使其感到相當氣憤，經常與人發生打鬥，卻被常年不在家的父親訓斥不可胡亂使用力量。自此便立志要為成為最強的人活在這世界上，對家庭、師徒、屬下等情誼均不屑一顧。因不理解父親的行動和告誡而對其很不滿，二人後來大打出手。在爭執之下他打斷星海坊主一臂，當快要被其殺害時被神樂勸止。神威隨即出逃投靠鳳仙，自此便沒有再回過家，是以對當年拋下重病的母親離開感到內疚。在加入春雨的一段時間後，因鳳仙把自己關在吉原，他便順理成章成為第七師團的團長。
非常喜歡打鬥，對好對手非常珍視，打架時常帶著笑容。由於女性有機會能夠生育實力強大的孩子，而孩子則有可能成長為實力強大的成年人，因此對婦孺和看順眼的人比較留手。是《銀魂》本篇中少數沒有喜劇成分的角色。
《吉原炎上篇》首次登場，見證了銀時的實力並期盼之後能與之打一場。在鳳仙死後名義上接管了吉原，但因他沒有興趣實際上吉原已完全自由。
《四天王篇》結束後將華陀拘捕，卻被春雨的元老們所猜忌欲聯合高杉將之清除。但因高杉更欣賞神威的能力和性格，便聯合神威把阿呆提督和勾狼等春雨高層擊倒。自此，神威便欠下高杉一個人情，並與之結盟。
《將軍暗殺篇》裡他與高杉想一舉消滅茂茂的勢力，先與沖田大戰一場，後趕到戰場與神樂對戰。然而，二人的決戰因喜喜的出賣被天照院和春雨的人中斷。神威很快便理解了情況並與神樂罷手，回到高杉身邊將他救走。
《烙陽決戰篇》裡提到，暗殺茂茂不果之後神威被虛所控制的春雨拋棄，遂率領第七師團反攻春雨總部。結果其中計並損傷大半，還遇上父親星海坊主，此後便下落不明。結果他在烙陽星再次出現，先救下高杉還其人情，後偷襲春雨第一师团长獅嶺。原本他想和星海坊主对决，卻先後被神樂和虛所中斷。當虛擊敗星海坊主之後，神威大怒原本欲把其殺害，但被趕到的銀時阻止。因為打不贏眾人結果其夜兔之血被激活，在阿伏兔、新八、銀時、神樂的聯手之下，依然佔據上風。最後和神樂對決中，神威終於清醒，最後一擊二人都沒有打中對方。反而，神威靜了下來，在神樂膝枕上睡去。
《銀之魂篇》在危急時刻出現幫助神樂，二人聯手打倒夜兔傭兵領袖孫老師，及後參與與虛的決戰，將他封在龍脈中。在神樂離開萬事屋找尋治好定春的方法時，教導了她如何像孫老師般控制身體。兩年之後，再次來到地球幫助對付天導眾餘黨。結局中，繼續當太空海盜之餘，仍不時會來地球找好東西吃。
小說《3年Z組銀八先生》中是夜兔工業高校的番長。穿著背面繍有文字的特攻服。與阿伏兔和云業被人合稱為「夜兔工三羽烏（三隻烏鴉之意）」。總會笑瞇瞇地說『我要殺了你』。
電視原創的短篇動畫《BE-BOP 神威君》，從春雨高校轉入與銀魂高校屬於同一校區的都立夜兔工業高校的3年Ω組。插班的第一天就稱霸整個三年級。特攻服背面的剌繍是。
角色取名自北海道的地名－神威岳。
阿伏兔（Abuto）
配音：大塚芳忠（日本）；何志威〈電視版〉／梁興昌〈劇場版1〉／孟慶府〈劇場版3〉（台灣）；古明華→陳永信→黃積權（香港）
32歲，2月10日出生，身高186cm，体重82kg。
春雨第七師團副團長。戰鬥時與所有夜兔一樣毫不留情，但是性格是個容易擔心的大叔。很為夜兔族的未來著想，認為族人的自相殘殺是可悲的宿命。空知英秋原本想把他寫死，但因後來越發喜歡這個角色，結果「饒其一命」。
《吉原炎上篇》初次出場，在神威與夜王開打後，與云業上前阻止。然而阿伏兔被夜王擊毀左臂，云業被神威的拳头穿过腹部身亡。對此阿伏兔的態度是「能阻止這兩人的開打，這點代價很值得」。吉原篇事件後裝上左臂機械義肢。在篇章中後段與神樂和新八相遇並開打，對與同是夜兔的神樂作戰曾表示很可惜；後在戰鬥過程中，試圖勸服神樂接受夜兔之血。戰鬥過程中曾一度佔據絕對優勢，後因神樂的夜兔之血暴走而被打敗，原本可以拖著神樂和新八一起從樓頂摔下去卻反而出手救了他們。
《四天王篇》後在神威離開艦隊之時，阿伏兔率領的艦船遭到春雨包圍偷襲。阿伏兔立刻猜出團長有難，全速趕去救神威。
《將軍暗殺篇》跟隨神威一同行動。《烙陽決戰篇》被春雨擊敗後與高杉一同回到烙陽，並被星海坊主所救。在虛來到的時候與之一戰，完全不夠打，後又以受傷之軀阻擋夜兔之血被激活的神威。決戰之後隨神威收拾春雨的殘部，繼續以海盜方式活躍。
《銀之魂篇》支援神威對抗孫老師，並率夜兔軍隊向天照院和虛發射有其他星球阿爾塔納成份的激光炮。地球保衛戰之後繼續跟隨神威，繼續當太空海盜。
短篇動畫《BE-BOP 神威君》中以都立夜兔工業高校的3年Ω組學生身份登場，是唯一一個在夜兔高中留級八年的學生，被形容為。〈1話〉本來在放學後找神威麻煩，卻反被對方問及乘數表中七的部分時難倒。〈3話〉與吉原商業高校發生爭鬥後重傷入院。
業（Ungyo）
配音：喜山茂雄（日本）；黃乾師（台灣）；陳卓智（香港）
2月10日出生，身高199cm，体重101kg。
春雨第七師團團員。頭髮只留著頭頂一段黑辮子。初登場時一擊重傷銀時的腹部。因介入神威與鳳仙的戰鬥而被神威所殺。
短篇動畫《BE-BOP 神威君》中就讀於夜兔工業高校3年Ω組，該班級除了班主任星海坊主、轉學生神威，以及留級生阿伏兔外的所有學生皆是云業。與銀魂高校的新八有著相似情況，在每話結束前都會慨嘆道「不如轉校吧」。

#### 其他師團長
獅嶺（Shirei）
配音：野川雅史（日本）
春雨第一師團團長。資歷最老、智勇雙全，是春雨的領軍人物。在與虛及奈洛等人將銀時和高杉等人團團包圍，认为只有星海坊主才配當自古支撐着春雨的第一師團團長的對手。部下搬運武器時，被神威用獅嶺自己的武器從背後偷襲一刀劈死。
馬董（Batō）
配音：關智一（日本）
春雨第二師團團長，與范堺跟猩覺等人被稱作春雨的「三凶星」，外號為「冥王星」。春雨的首席劍士，稱號「星芒劍王」。武力在春雨是最強級別，被譽為只要手里拿著劍便能匹敵第七師團長神威，擁有可以讀透人心之「眼」。曾在攘夷戰爭時代中大肆斬殺攘夷志士並且對上了阿銀的徒弟百夜叉，但實際上是跟阿銀在後面投向他的殺意作戰，可以說是因為阿銀的殺意干擾到覺眼，山寨叉才能保命。當時也重創了背著傷兵的辰馬，至今辰馬右手手腕仍有其疤痕，可見其功力。
《烙陽決戰篇》中登場，與坂田銀時再次對決，被銀時彻底利用自己覺眼的特性將計就計擊敗。《銀之魂篇》以地球人援軍的身份再次登場，但在解放軍母艦戰鬥時，因圓翔王子將船艦部份摧毀，受爆炸波及後死亡。
范堺（Hankai）
配音：山路和弘（日本）
春雨第三師團團長，與馬董跟猩覺等人被稱作春雨的「三凶星」，外號為「天王星」。而第三師團是唯一一個沒有士兵的師團，可是能將戰場上的所有士兵都能操縱自如的機械導師，但其能力可以說是軍師的等級。在烙陽星與坂本辰馬對決。《烙陽決戰篇》中登場，戰場是快援號，一度挟持并控制了德川喜喜和陸奧，辰馬苦戰之後將它擊毀。後幫助高杉等人破解天人聯軍母艦的大炮，拖延其發射。
猩覺（Shōkaku）
配音：小山力也（日本）
春雨現第四師團團長，與馬董跟范堺等人被稱作春雨的「三凶星」，外號為「海王星」。以春雨最強的臂力和機動能力著稱，組織中最厲害的殺手。《烙陽決戰篇》登場與桂小太郎進行激烈對決，最後被桂以鐵頭擊敗。《銀之魂篇》以地球人友援軍的身份再次登場，成功存活。
華陀（Kada）
配音：伊藤美紀（日本）；林佑俽（台灣）；袁淑珍→謝潔貞（香港）
8月16日出生，身高167cm，体重51kg。
人稱「孔雀姬」，歌舞伎町四天王之一，也是唯一的天人。來自宇宙三大傭兵種族之一的辰羅族。真實身分為前宇宙海賊春雨前第四師團長，曾被稱為「宇宙中盛開的一朵鮮花」。《四天王篇》前在派閥爭鬥中失去地位，帶走組織的錢捲款逃至歌舞伎町發展新勢力。
經營賭場，曾與銀時、長谷川和勘兵衛作死亡賭博，手下被銀時等人打败。在生意上是次郎長的對手，表面上要聯合登勢與西鄉之力抗衡勢力不斷擴張的次郎長，私底下卻與平子合作要剷除登勢和西鄉，讓自己與次郎長平分歌舞伎町。不過其真正目的是讓三天王彼此爭鬥以坐收漁翁之利，讓自己能獨佔歌舞伎町。《四天王篇》後，被高杉領導的「鬼兵隊」抓到，隨後囚禁於「春雨」中，精神陷入崩潰狀態。
名字源自於東漢末年的名醫華佗。

#### 末端組織
陀絡（Daraku）
配音：中尾隆聖（日本）；黃天佑（台灣）；馮錦堂（香港）
11月27日出生，身高181cm，体重69kg。
「春雨」的幹部之一。個人崇尚潔癖，故對於自己身上的穿著很注重乾淨。另外，看到別人身上有灰塵會十分在意。在第一次看到新八的時候，就擅自把灰塵清除，並當場也給他個忠告。由此可以知道，他的潔癖是多麼地嚴重。
起初他跟擔任幕府重要官員的天人禽夜勾結，而才大膽地進行販賣毒品「轉生鄉」的走私交易，並且把一些賺過來的利潤交給禽夜等人的手中。後來打聽到桂率領的攘夷志士在偷偷地調查這件事，導致他誤判新八和神樂為攘夷志士，而抓來當人質，又把偷聽到他們非法交易的銀時打飛到外面去。接著因為桂在銀時前往營救新八和神樂時，乘機破壞「轉生鄉」貨存，導致毒品走私交易無法進行，最後被銀時砍倒。

### 伊賀衆
服部全藏
伊賀三大忍者家族中的服部家的現任當家。
百地亂破
配音：佐藤利奈（日本）；詹健兒（香港）
伊賀三大忍者家族中的百地家的現任當家。外表是留有一雙黑色麻花辮、身穿女僕服的三無少女。言語行為幽默甚至有些脫線，精通傀儡術，常推著的輪椅上坐著的就是她的傀儡。不認識她的人都以為這個傀儡是百地亂破，其可以變為忍炮、巨大手裡劍、茶壺、馬桶等多種道具。另外，她還可以一次操縱上百名忍者屍體作戰線，這能力把敵人的屍體回收再利用。自稱是漫畫雜誌瑪格麗特(台版改成夢夢)派。
《將軍暗殺篇》中首度登場，被服部全藏把茂茂寄託在她處，使他能隱藏在忍者眾中，並在重要關頭反制藤林。及後把眾人帶到伊賀村，帶領著忍者們與守御高杉與神威的聯軍。事件之後繼續其工作保護微微公主。
角色源自於百地丹波。
藤林鎧門
配音：白熊寛嗣（日本）；盧國權（香港）
伊賀流忍者三大家族中的藤林族首領。勾結一橋派，最後被百地的傀儡內藏的忍砲（光束砲）灰飛煙滅。
角色源自於藤林長門守。

### 松下村塾
吉田松陽
配音：山寺宏一（日本）；陳幼文、宋克軍〈真人版〉（台灣）；張錦江（香港）
松下村塾的成立者，是銀時、高杉和桂少年時代的恩師，對三人影響非常大，給予銀時、高杉和桂他們「生存的世界」，也一直為他們所仰慕。其實力極為強大，僅憑言語就能嚇退一堆嘍囉，且擁有瞬間斬斷敵人刀劍的能耐。
實際上為「虛」的人格之一。在一次行動中把自己的血給予了朧，並在後面與朧一起逃離天照院奈落。朧離開之後從戰場中帶走了銀時，並創立松下村塾。後來吸納了桂和高杉等學生，漸漸擁有名氣。然而因德川定定的寬政大獄，松陽被幕府的人押走，並在獄中重遇了已回歸天照院的朧以及後來成為信女的骸。
攘夷戰爭失敗後，銀時、桂與高杉俱被擒，銀時選擇優先實行與松陽的約定，毅然把恩師斬首。自此，松陽作為虛的人格之一便沉寂了很久，直至《銀之魂篇》地球保衛戰中，虛被狛神和巫女等大為削弱之時，才於暗中阻止虛。保衛戰之後，松陽的人格又一次回歸，並以小孩的形象與銀時生活了一段時間，可惜還是被天導眾餘黨找到。千鈞一髮之間，為了阻止天導眾利用自己，他把自己的心臟挖了出來交托予銀時。
最後，天導眾企圖再次復活虛，可歸來的依然是松陽的人格。然而，因為其心臟已經被柩所摧毁，只要耗盡自身的阿爾塔納，他便會死亡。高杉找到松陽後，身體被潛伏已久的虛所控制，刺傷了松陽。不過在朧和高杉自己的努力之下，很快便奪回身體的控制。松陽離開後，準備用自身的能量對抗太空船內龐大能量以避免生靈塗炭，並著桂疏散眾人。銀時把高杉及虛殺死後，趕來會合松陽。在新八、神樂和定春的陪伴下，松陽對銀時的成長和現況感到非常欣慰，終耗盡自身能量，消散於空氣之中。
角色源自於幕末的思想家、教育家、兵學者「吉田松陰」。

### 天導眾
幹部
配音：高岡瓶瓶〈首領〉、小室正幸、烏丸祐一、太田哲治、杉田智和、鈴村健一、千葉進歩、小野友樹、伊原正明、綿貫竜之介、拝真之介（日本）；馬國堯〈首領〉、何志威、傅品晟（台灣）
幹部共12人。原為管理新型能源「阿爾塔納」所組成的天人集團，因為地球也蘊含豐富的阿爾塔納，使之成為幕府的實際掌權者。曾與虛交換條件，以不死之血讓他換取可以打開阿爾塔納能量塔的「門的鑰匙」，但因他們身體根本容不下虛的血，雖然不死卻逐漸潰爛。在乘船逃走時，不明原因他們的飛船墜落，被天人解放軍的幹部圓翔皇子找到，並關在培養膠囊中封印起來。
地球保衛戰之後，他們再次被拿去研究，並在兩年之間再次羽翼豐滿了起來，以星芒教的名義廣納教徒。他們從銀時身邊再次搶走了以小孩形象示人的虛(松陽人格)，才發現不論身心靈魂都已被虛所滲透，成為其意志之下的行屍走肉。在墜落地球之後，天導眾的餘黨基本都被地球上的聯軍消滅。而隨著虛的心臟被毁，其不死之血也已沒有用。

#### 天照院奈落
手臂上印有八咫烏圖案，自古以來就被掌政者利用來影響國家支配的暗殺集團，以虛為首領，曾為德川定定及天導眾所驅使。「天照」指的是天照大神，「奈落」則是指地獄。
虛（Utsuro）
配音：山寺宏一（日本）；陳幼文（台灣）
奈落「三羽」之一兼前任首領，擁有不死之身。據說「虛」這個人存在歷經500年、十三代，皆為同一人。是聚合星球之力「艾特納」（龍脈）而成的存在。因為阿爾塔納的力量，只要在地球上，虛能無限快速恢復身體，連頭被砍下來也不會死。
因為曾經被身邊的人視為怪物，被各個年代的人們百般虐待、歧視，但又一次次死而復生；認為自己的存在，已經沒有『死』的概念，其『生』是沒有意義的，於是他想要消滅自己這『虛無』的存在。是銀時等人的恩師「吉田松陽」的真面目，吉田松陽只是虛多次生生死死，因思想出現差異而誕生的一個異類。
再會了真選組篇黑繩島爆發衝突時，虛率領旗艦趕到現場，與信女、神樂、總悟三人同時交手仍佔盡上風，是讓總悟首次感覺到自己贏不了的人。虛的天狗面具在與銀時交戰中破裂，銀時被隨之顯現的恩師容貌所震驚。
烙陽決戰篇時信女證實了虛就是松陽的真實身份，並透露了奈落在處理松陽屍體時，虛的本尊人格突然復活，並且再度掌控天照院。籍著其強大的能力，虛消滅了春雨元老院並獲得統領權，爾後又得知銀時、桂、辰馬等人出走地球，隨即率領奈落與春雨艦隊追殺銀時等人並前往烙陽星。
烙陽星上，虛與神晃大戰，雖然神晃成功打斷其右手，並找到可以以其他星球的阿爾塔納結晶來制衡虛的策略，但依然不敵可以無限再生的虛。虛之後離開烙陽星，甚至把春雨的其他人都拋棄掉。因為之前與天導眾的多位成員做過以不死之血達成的交易，天導眾結果亦被虛所控制。虛奪取了天導眾的鑰匙後，把好幾個星球的阿爾塔納能量解封，令多個星球都被毁滅。殘存的天人們組成了大軍，向天導眾的母星地球攻去。籍此，虛希望地球可以滅亡，自己也可以隨著地球阿爾塔納的枯竭而死。
銀之魂篇原本坐看天人毁滅地球，但因喜喜等人成功與天人們達成協議，虛便著天照院的人扮作平民再次挑起兩者的矛盾，並把自己的血給予了多個手下，創造不死人軍隊。隨著地上再起戰事，地球聯軍仍成功把多個傭兵部族都收拾掉，但也造成了重大傷害。
虛此時才出場把地球的阿爾塔納聚於一處，希望使之與天人聯軍的大炮互抗，用兩股力量摧毁地球，乃至整個宇宙。眾人為了阻止與之大戰，但即使萬事屋、真選組、神晃神烕等夜兔族一同圍攻，還是沒能贏過他。不過，因銀時把附有阿爾塔納晶石的刀碎片注入其血液，加上定春和地球上所有人的一同壓制龍脈，虛結果在這場群毆中敗陣，再次墮進龍脈裡。
之後雖然他又一次重生，但回來的是松陽的人格。實際上，他一直籍自己之前的血在天導眾殘黨和高杉身上蟄伏，並借機在兩年後再次奪舍。隨著其心臟被毁再也不能重生，其作為天導眾的分身都被殺死。最後一個躲在高杉身內的分身，也不敵高杉和銀時的聯手，至此一直死不了的虛終於死亡。
手持的劍的護手為「卍」字形狀（史實中吉田松陰的家紋也是這個形狀），激似《BLEACH》主角黑崎一護的「天鎖斬月」。天照院奈落獨有絕招「發勁」。
朧（oboro）
配音：井上和彥、悠木碧〈童年〉（日本）；傅品晟（台灣）；蘇強文（香港）
天照院奈落「三羽」之一兼現任首領，天道眾稱其為「八咫鴉」。平時聽命於天道眾，奉命擔任德川定定的警衛。武功高強，擅長「發勁」，並以毒針點穴。過去作為定定的手下殺害不少攘夷志士以及被認定為有異端思想的人。有一頭白色波浪捲發，初登場時身著僧人裝，戴著念珠，攘夷戰爭中為黑色忍者裝。身高175cm。是沒有任何喜劇成份的角色之一。
武功高強，擅長多種武術，暗器、劍術、暗殺術以及中國武術，特點暗器的劇毒麻痺效果和能自由操控痙攣將勁發揮至最大和改變經脈位置避免要害被擊中，最後就是療傷功能。上代將軍定定評價朧與先代奈落首領虛實力不相上下。
實際上是銀時等人的大師兄，小時候全家都被天照院所殺，於心不忍的松陽以自己的血救活了朧。自此他便發誓效忠松陽，協助其離開天照院。可是當天照院等人殺過來時，他犠牲了自己讓松陽離開。然而，因為虛的血朧並沒有死，而是被天照院的人救回。因為松陽以為朧已經死亡，並沒有再去尋找。寬政大獄時在獄中重遇松陽，並押送其至刑場，見證銀時把松陽殺死，並刺瞎了高杉的左眼。當松陽以虛的人格再生時，朧向其表示忠心。
初登場於《傾城篇》，當萬事屋與月詠和信女殺入定定所在地時，以最後的保鑣現身，打敗銀時後護送定定離開。然而在茂茂的率領下，全城的警察都起來反抗定定。銀時在異三郎的幫助下亦成功解毒，與其再戰之下朧敗陣重傷。
《暗殺將軍篇》中一出場便刺傷高杉將之放倒，跟銀時高杉大戰時被刺瞎了左眼。事件之後與天照院撤退，並在《再見了真選組篇》再次登場與銀時一戰。隨著虛的出場眾人撤退，朧一直伴在虛左右。
《烙陽決戰篇》時因為自己不斷受傷，加上身體也已擁有了虛的血很久，已經逐漸散架。最後一戰中選擇了跟高杉打，不敵而亡。臨死前把虛和自己的故事，以及虛之後的計劃告訴了高杉，並把拯救老師的願望托付給他。高杉選擇原諒了朧，把其屍首燒了之後，把骨灰帶在身上。
《銀之魂篇》裡雖然已死，但因為其骨灰被高杉所吸收，在最後與虛的大戰中，喚醒了身體被虛所控制的高杉的靈魂，助其把虛擊敗。
骸（Mukuro）
天照院奈落「三羽」之一，前天照院成員。被稱做「死神的私生子」，擁有高超的殺人技巧的神童，已改名為「今井信女」並加入見迴組擔任副長。
柩
配音：菅原正志（日本）；孟慶府（台灣）
天照院奈落的「三羽」之一，接替被除名的「骸」（今井信女）。也吸收了虛的不死之血，與奈落一同襲擊銀時等人。在地球保衛戰中被銀時等人擊敗，而當虛墮進龍脈之後，他再次回到天照院並成為其領袖。兩年之後，為了讓虛得償所願，他與桂大戰並摧毁了虛的心臟。他的不死之血也隨即枯竭，死於能量塔之中。

### 阿爾塔納解放軍
紫雀
配音：津田健次郎、濱添伸也〈少年〉（日本）
解放軍盟主之一 ，眾人稱他為「紫雀提督」。真實身分為央國星「第二皇子·巴魯卡斯」。過去曾為了央國星的和平主動退出與哈達的王位之爭，並以新的身分投身於他國的戰場。曾和第15代將軍德川喜喜用屁股交涉，並簽訂停火協議。後被圓翔皇子出賣，與坂本龍馬和陸奧等一同被囚。在與哈達皇子通話時額頭露出觸角相認，並意外得知原本被認定已經死亡的大哥『九龍公子』多拉公尼亞還健在。之後與地球的朋友一起反抗圓翔，見證其死亡，並成功跟大伙降落地球。
地球保衛戰後，因為多拉公尼亞已經失去央國星的記憶，以及其與地球的羈絆不願回去，紫雀便與哈達王子共同治理央國星。當桂化名為假朗普成為江戶的第一任內閣大臣之後，與其交換有關天導眾餘黨的情報。
名字取自于四圣兽之一的朱雀。
圓翔（Enshō）
配音：梅原裕一郎〈第344-353話〉→前野智昭〈第356-358話〉（日本）
解放軍盟主之一，軍事大國武嶺的領袖，擁有「硝煙皇子」的稱號。有過人的戰力，武器為激光刀。
在他成為領袖之前，其兄一直是國家的王。因為圓翔喜歡了嫂嫂，在一次行動中故意對其見死不救，借此奪國搶妻。然而他之後便被罪惡感所煩擾，只能不斷投入戰場來逃避一切，也因此認識了紫雀提督。因突如其來暴走的阿爾塔納以致所愛的人都死去，充滿仇恨並已一無所有的他，即使尋得天導眾半死不活的身體，知曉地球人實際上是無辜的，依然毅然發動對地球的戰爭。
為此，他把主和派紫雀提督連同喜喜等人一同收監，破壞和約繼續令下屬攻打地球。在高杉、桂與坂本一群人努力下，圓翔被逼與他們交戰，並先後重創陸奧與伊利沙伯。連戰高杉、桂與坂本三人的他最終還是雙手俱被斬斷，無法再戰。最後他被紫雀提督說服，決定結束戰爭，卻被自己的部下射殺而死。
角色原型疑似為東漢末期反董卓聯合軍的盟主袁紹，源由於該角色名字與袁紹同音。
王蓋（Ougai）
配音：岩崎征實（日本）
解放軍中「荼吉尼族」傭兵團的首領，經驗豐富的老將。善使一把大鐵棒，臂力驚人，一振便摧毀了歌舞伎町的防衛門，以一人之力對抗柳生四天王還處於上風。在跟銀時與其他人對峙時一度被打斷中間的角而短暫昏厥，但醒來後馬上重創九兵衛。當部下逃跑時用氣勢把他們拉回來，不過剛好遇見當年將之重創的屁怒絽，被其擊飛後再起不能。
角色原型疑似為三國時期東吳的老將黃蓋。
蒼達（Soutatsu）
配音：加藤將之（日本）
解放軍中「辰羅族」傭兵團的首領，戰鬥方式為團戰。在王蓋與歌舞伎町戰鬥後出現，挾持過阿妙等人，最後被回歸的次郎長及銀時合力殺死。形象取自于阿凡达。
孫老師
配音：横島亘（日本）
解放軍中「夜兔族」傭兵團的首領，身材矮小。從古老時期存活至今的純種夜兔(約200年以上)，以氣功操縱自身肉體延長壽命。為解除源外老爹研發停止所有機械的系統而俘虜源外老爹，並得知解除的手段，期間遇上神樂和神威並與其交戰，以犧牲壽命解放純種夜兔之力，可以自由將身體縮小變大，但仍不敵兄妹二人。形象取自于演员袁小田饰演的高手苏乞儿。

## 其他天人

### 夜兔族
神晃（Kankō）／星海坊主（Umibōzu）
配音：速水獎（日本）；黃天佑〈第一季其之壹〉→何志威〈第一季其之貳起〉／馬國堯〈劇場版3〉（台灣）；梁志達→招世亮（香港）
7月20日出生，168公分，65公斤
神樂和神威的父親，現時被稱為「宇宙最強的異形獵人」星海坊主。專門清除外星怪物。本身頭已微禿，更被意識不清的神樂當成醋昆布一把扯光而成為全禿。年輕時則是蓄著黑色長髮，娶妻後綁成辮子。
左臂時被年輕時的神威砍斷，並裝上機械義肢，原本打算殺神威但因為神樂制止下收手。年輕時是夜兔族唯一敢站出來與「夜王」鳳仙對立的人，亦是唯一實力能與其抗衡的人，打鬥數天數夜的結果為不分勝負。和陸奧的父親是老友，原想其擔任陸奧小時候的老師，但陸奧認為其實力太過強大而主動撤回聘請。
在星球中四處旅行時去到夜兔族的母星「徨安」，結識了江華，並立即愛上了她。追求好一段時間之後，江華也受其感動而跟之離開徨安。雖然他們組成家庭之後定居於「烙陽」頗為幸福，但江華的身體也逐漸衰弱。為了找到能治愈江華的辦法，神晃遂常年行走於宇宙間也成為了星海坊主，但這並不被神威理解。 妻子病故時，他和神樂也在她身邊。
初登場是在《星海坊主篇》，他來到地球想盡父親的責任，接回神樂。但神樂與父親再度相見時，一度對父親抱持著反抗的態度，直至銀時放狠話才願意跟他走。 然而，因為突如其來的異型襲擊，神晃才理解神樂想留下的原因，亦對銀時頗為欣赏，便將神乐托付給萬事屋。
《吉原炎上篇》結尾再次出場，對鳳仙進行吊唁，並警告銀時因為他已經被神威看上了。
《聖誕老人篇》突然回到地球，裝成聖誕老人想給神樂一個驚喜，但卻遇上同樣裝束的銀時，結果在爭奪成為唯一聖誕老人的戰爭裡，弄的一片混亂。
《神樂男友篇》與銀時因為神樂所謂的男友弄的狼狽不堪，但當其欲強搶神樂時，便聯同銀時把巨人族弄的天翻地覆。
《烙陽決戰篇》中再次出場，被虛所利用進入神威的師團。後來到烙陽星，保護阿伏兔等人免受炸彈所傷。雖然被神威挑戰，但被虛所中斷。和虛的交戰中被斬斷左手，但他也成功打掉了虛的左手。在緊要關頭把右手持有徨安星阿爾塔納的結晶石，突破虛的身體，連同其的心臟一起捏爆，但虛用被砍掉的左手恢復身體，一刀又斬斷了他的右手。萬事屋等人趕到後，定春將之抬離戰場，在陸奧的治療之下康復。
《銀之魂篇》在虛來到地球後趕到，並帶來大量其他星球的阿爾塔納結晶炮，以及以其鑄成的劍，分發給銀時及神威的軍隊。在與虛的決戰中與眾人合作將之擊倒，戰爭完結之後離開地球。兩年之後天導眾卷土重來，他也來到地球支援。
江華（Kōka）
配音：釘宮理惠（日本）
星海坊主的妻子，徨安之主。與星海坊主奉子成婚生下神威與神樂；在神樂年紀還小時就因病去世。。有呆毛、麻花辮單馬尾的女性，馬尾處有一個和神樂一樣的髮飾，巨乳，抽煙袋。
和虛一樣與阿爾塔納有所關連。阿爾塔納的化身只要不離開原來的星球，就會永生不死，而且戰鬥力驚人；若離開便會因能量逐漸散失而死亡。當江華接受神晃告白並一起離開徨安後，身體便開始逐漸衰弱，終於在生下神樂後臥床不起。江華說自己在離開徨安之時就已做好覺悟，只要能陪伴在家人身邊就好，她對神晃、神威和神樂，都充滿愛意。

### 央國星
哈達王子（Hata ōji）
配音：坂口候一、雨澤祐貴【少年】（日本）；江志倫（台灣）；陳卓智、陳欣〔代配〕（香港）
生日：4月17日（白羊座）　身高：1.52（5英尺0英寸）　体重：
從央國星來的天人，通稱（又譯作「阿達王子」）。口頭禪是「Love and Peace」。
初登場時因為自己的寵物亂來還要求地球人為他善後，令長谷川泰三不勝其煩打了他一拳。長谷川泰三因此被革職，而哈達王子後面基本就只在日常篇出現。喜歡收藏各種珍禽異獸，曾企圖強行把定春據為己有。多次將地球以外的生物帶到地球，以致幾乎造成地球毀滅的不良記錄。頭上的觸角就算被拔掉了還是會再長出來。
《銀之魂篇》裡揭露雖然他是央國星的第三皇子，卻是該國實際上的領袖，而他一直都不願稱王。後來他與兩個哥哥相認，分別為紫雀提督及『九龍公子』多拉公尼亞。在長谷川的領導之下，哈達王子與地球人成為盟友，並阻止太空船母艦撞毁於地球。
名字源自於參照日本的小說家、隨筆家、生物學者畑正憲。外表類似《七龍珠》的魔人普烏。
管家叔（Jii）
配音：平野俊隆（日本）；黃天佑→陳幼文（台灣）；陳永信→黃子敬（香港）
生日：8月12日（狮子座）　身高：1.70（5英尺7英寸）　体重：
哈達王子身邊的管家，本名不詳，哈達王子稱呼他為「叔」。在哈達王子面前會尊稱對方為「王子殿下」，經常為他的愚蠢行為善後，看似是照顧哈達王子的忠誠僕人，實際上表裡不一，任意妄為，像人類般不可信任的狡猾老頭子。

### 蓮蓬族
富美子（Fumiko）
配音：田中敦子（日本）；郭怡心（台灣）；余欣沛（香港）
「蓮蓬族」的一人，江蓮的前女友。人形外表非常性感美丽，很像《鲁邦三世》的峰不二子，但為人似乎頗放蕩，且可能有被虐傾向。為了阻止米墮卿的計畫，和萬事屋、桂還有快援隊等一起潛入蓮蓬族的船艙。在大戰中獨身一人闖進SAGI的中樞，把之展示給眾人使之被破壞。最後成功存活，並回到地球。
角色源自於《鲁邦三世》的峰不二子。
米墮卿
配音：池田秀一（日本）；陳幼文（台灣）；周良鴻（香港）
蓮蓬族的領導者，有「闇將軍」之稱，是靠著不擇手段和聰明頭腦從一介小兵升為蓮蓬族的元帥，目的是為了侵略地球且重振蓮蓬族的雄風。真實身分為SAGI製造出來的代理人。
角色源自於《星球大戰》的達斯·維達。
SAGI
蓮蓬族母艦的中樞超級電腦，也是全族的真實領導者。角色源自於《新世紀福音戰士》的超級電腦MAGI System。

### 其他人物
噗利扎（ブリ－ザ）
配音：太田哲治（日本）；陳卓智（香港）
自稱宇宙帝王，並以一己之力破壞煙草原產地－哈美克星的元兇，後在超級賽亞人狀態下被土方擊敗，並要求交出香菸
角色源自於《七龍珠》的弗利沙
賽羅（セロ）
配音：杉田智和（日本）；張錦江（香港）
滑溜溜珠持有者，在尚未自我介紹完之時被正在尋找香煙的土方擊潰，在臨死之前曾要求土方幫他向神龍許願脫離處男，卻遭到土方婉拒
角色源自於《七龍珠》的賽魯

## 其他地球人

### 演藝圈相關者
寺門通（Terakado Tsuu）
配音：高橋美佳子（日本）；曾允凡（台灣）；林元春、陸惠玲〈代配〉（香港）
2月20日出生，身高165cm，体重47kg。，17歲。
當紅的創作歌手、偶像明星，新八的偶像。在情路上並不順利，但演藝事業卻越做越好。推出了多首單曲，歌詞內容大多都非常低級，在播出時常被嗶掉。其音樂製作人為以「淳蛋」為筆名進行創作的河上萬齊。
經常將「吃屎」、「便便」和「奇美臭臭」等字眼掛在嘴邊，稱為「阿通語」。例如「中」將「吉備屎丸」放在句子尾便是阿通語「謝謝」的意思。
初登場時因為其父親逃獄去看表演而被銀時所留意，後委託萬事屋調查恐嚇信事件而與萬事屋等人漸漸熟絡。曾經被近藤邀請當一天真選組局長，希望能夠改善真選組的大眾形象，寺門通因此也邀請了萬事屋等人充當吉祥物。曾經開過料理店，亦推出過零食和戰鬥卡等周邊，但銷情並不理想。
《宅十四篇》裡主持新八和宅十四的大戰，並與眾人一同玩情景劇。最後大戰中極力阻止二人打鬥，不果。
《HDZ48篇》與神樂組成組合對抗宇宙偶像團，於最後出場成功擄獲大眾歡心；後受神樂的影响染上了挖鼻孔的习惯。
《銀之魂篇》地球保衛戰之後兩年天導眾再次侵擾江戶，為了替大家打氣，熱情獻唱網球王子的主題曲。
名字參照幕末日本儒學家寺門静軒和《白鶴報恩》的主角「鶴」。
（Ketsuno Crystal）
配音：成田紗矢香（日本）；郭馨雅（台灣）；沈小蘭→余欣沛→陳皓宜（曾佩儀、楊善諭〈代配〉）（香港）
演員：古畑星夏
12月14日出生，身高163cm，体重45kg。
電視主播，通稱結野主播（結野アナ），銀時的偶像、梦中情人。在起床電視台的早晨天氣預報及星座占卜中很有人氣，銀時甚至擁有其手辦，但已被新八所摧毁。曾經閃電結婚但後來又離婚，事實上是政治婚姻。真實身分是出自陰陽師名門結野眾的陰陽師，運用天道的能力準確播報氣象，希望為了市井大眾的笑容而貢獻一己之力。使用的式神為外道丸。
《陰陽師篇》中偶遇銀時，使後者捲入結野和巳里野眾的對決，並派出自己的式神外道丸助銀時一臂之力。事件之後她回到電視台當主播，並借天氣預報向銀時道謝。
《銀之魂篇》再次出場，與陰陽師們共同支援歌舞伎町對抗天人聯軍。兩年後，再次和大家一同幫助松陽的弟子們殺入能量塔。
角色源自於日本的法日混血主播瀧川克里斯特爾。
名字「結野」（けつの）加上「主播」（アナ）音同日文中的「肛門」，此neta经常被銀時用于猥琐的用语。
寺門市
配音：勝生真沙子（日本）；林凱羚（台灣）；雷碧娜（香港）
寺門通的母親，也是她的經紀人。会根据银时自称的头衔不同而称银时为「坂田制作人」、「坂田经纪人」等。
在演唱會會場遇見逃獄的丈夫，要求他爲了女兒著想別再出現。多次委託萬事屋幫忙，如替她想歌詞，又或替HDZ48組合宣傳和對抗宇宙偶像團等等。
寺門通的父親
配音：中村秀利（日本）；黃天佑（台灣）；張炳強（香港）
寺門通的父親，因犯殺人罪而入獄，十三年前和通通約定會帶一百萬支玫瑰花去看她的首場演唱會，爲了守約而逃獄。中途巧遇銀時，在他的幫忙下順利去到演唱會會場。即使幪著面，依然被寺門通認出，並約定下次會堂堂正正地從正門進來。不久女兒收到恐嚇信和工作遇到一連串意外，因此建議女兒找萬事屋幫忙，激動得幾乎想再次逃獄。
五衛門（Goemon）
配音：諏訪部順一（日本）；李致林（香港）
10月8日出生，身高172cm，体重65kg。
偶像組合反侍的隊長，和寺門通傳出緋聞，事實上在玩弄她的感情，被新八得知真相，在出手教訓前已被嚇至失禁暈倒。不久傳出奉子承婚的消息（劇情並沒有交代對象是誰），因此被銀時批評道德淪亡。
角色源自於大盜石川五右衛門和GACKT。

### 寺門通親衛隊
寺門通的歌迷組成的團體，大多數成員是在寺門通出道前已經是她的支持者。有99條規則嚴格規管會員，是各個寺門通的歌迷會中最大的歌迷會。「宅十四篇」前夕會員大多離開親衛隊並加入「通選組」，目前正努力恢復勢力。
高屋八兵衛
配音：吉野裕行（日本）；黃天佑→江志倫（台灣）；伍博民、陳欣〔代配〕（香港）
4月10日生。身高167cm、體重57kg。16歲。
志村新八兒時的玩伴，綽號阿高（タカチン）。過去和新八鬧翻過，曾參與過暴走族，後來新八發現後便聯合銀時他們幫高屋脫離暴走族，現在為寺門通親衛隊忠實隊員之一。寺門通官方歌迷俱樂部選拔賽時的馬拉松初賽中，被乘座計程車的總悟撞傷昏迷，由銀時找小高汀來頂替。
小高汀
配音：喜山茂雄（日本）；黃天佑→江志倫（台灣）；伍博民（香港）
4月9日生。身高208cm、體重110kg。身材高大的外國人，非常喜歡法國麵包。在寺門通官方歌迷俱樂部選拔賽時被銀時找來頂替昏迷的高屋。經議價後的酬勞是「1小時一萬日幣、2小時兩萬、3小時三條法國麵包、4小時四條」。之後便沒出現過，但卻在OP和ED裡不時出現一下。
軍曹
配音：下山吉光→坂口候一（日本）；黃乾師（台灣）；潘文柏→李錦綸→張裕東（香港）
3月19日生。身高167cm、體重50kg。寺門通親衛隊的幹部，常常因為違反九十九條親衛隊規則而被新八處以「插鼻過肩摔」的懲罰。

### 機械相關者
平賀三郎
配音：羽多野涉（日本）；黃乾師（台灣）；雷霆（香港）
舊鬼兵隊的成員，江戶第一技師平賀源外的獨子。小時候非常喜歡機械，常與父親源外一同製作機械，攘夷戰爭時，源外製作武器失去了笑臉，使父子關係開始惡化。最後其離家加入高杉所率領的鬼兵隊。據高杉所述，他劍術極爛，但卻熱衷於製作機械而且三句不離父親。寬政大獄後，鬼兵隊被想極力討好天人的幕府肅清，源外親眼看到三郎的首級被擺在橋下示眾。
「地球防衛基地」的老闆娘
配音：恒松步（日本）；郭馨雅（台灣）；黃玉娟→沈小蘭→黃淑芬（香港）
10月20日出生，身高166cm，体重51kg。
本名不詳，經營二手雜貨回收商店「地球防衛基地」，是已故天才技師十德的女兒。因為守護著父親生前所製造的偽幣製造機「錢封機」而被惡徒盯上，最後一直買不到電風扇又無故捲入事端的銀時惱羞成怒之下替她收拾了惡徒，兩人因此成為好朋友，銀時偶爾也會光顧她的店。
芙蓉-壹-零號試作型（ふよう い ぜろごうしさくがた）

白血球王（はっけっきゅうおう）
配音：杉田智和（日本）；林協忠（台灣）；黃啟昌（香港）
8月21日出生，身高177cm，体重65kg。
小玉體內的最強防護程式。由於受到小玉的認知所影響，所以外表和聲線都與銀時相同，但二人性格差異還是挺大的。對小玉十分尊敬，稱呼其為「小玉大人」，把保護小玉視為自己的首要責任。《白血球王篇》初期以偽白血球王子的小狗「戰士波魯緹卡」登場，經過八之鏡映照後變回原有的模樣（惡搞勇者斗惡龍II的情節）。起初與銀時针锋相对，總是吵架，在與病毒獏戰鬥後成為同伴。事件後繼續為小玉效力。
獏大魔王
配音：梁田清之；張錦江（香港）
電腦病毒，嘗試佔領小玉，但被銀時和白血球王擊倒。
林流山
配音：堀之紀（日本）；陳幼文（台灣）；張炳強（香港）
1月23日出生，身高174cm，体重60kg。
江戶當紅機械女傭「悅子」的開發者，平賀源外的舊識，但二人理念並不相同。與熱衷研發粗曠機械的源外不同，專注於研究接近人類外表與內在的精緻機械人。最初是為了重病的女兒芙蓉而開始製作機械人，芙蓉過世後變得走火入魔。為了讓女兒復活而執行「芙蓉計畫」，意圖讓芙蓉的人格化為數據，再載入機器人之中，藉此擺脫病痛得到永恆的生命。最後以自己作為對象進行人體實驗，將自己人格編入機械人「伍丸貳號」中。被小玉點出，無論是想讓芙蓉獲得永恆的生命，還是意圖復活女兒，流山的出發點都不是為了芙蓉，而是為了不讓自己失去女兒而寂寞。
名字源自於日本江戶時期的儒學家林羅山。
伍丸貳號
配音：神谷浩史（日本）；賀宇傑（台灣）；李致林（香港）
1月23日製造，身高174cm，体重130kg
擁有流山博士人格的機械人，身上裝載的不滿1微米大小的積體電路，不管被破壞幾次，只要作為中樞的核心晶片沒有損壞都能再生復活。為了彌補失去女兒的傷痛，他做出許多女僕機器人，並打算以這些機械軍團支配全世界。最後因萬事屋的活躍而失敗，他也被銀時整個打入中樞能源中而消滅殆盡。
創作來源是參考《七龍珠》的沙魯。
林芙蓉
2月23日出生，身高166cm，体重52kg。
流山的女兒，因母親早逝而臥病在床。流山因此製作了芙蓉-壹-零號試作型（小玉）來陪伴她。最後受到人體實驗的影響，導致病情惡化死亡。
目黑博士
配音：斧篤志（日本）；何志威（台灣）；招世亮（香港）
9月9日出生，身高167cm，体重58kg。
「芙蓉計畫」的副主任。為了奪取芙蓉的人格種子，殺害了與他合作的流山，並將所有罪名都推給了零號(小玉)。他帶著流山製造的機械開始找尋零號的下落，最後被伍丸貳號殺死。
『芙蓉』似-参丸伍號
配音：倖月美和（日本）；曾允凡（台灣）；林元春（香港）
3月5日製造，身高162cm，体重125kg。
整個「芙蓉」系列裡面最先進的機械人家務助理。綽號是。搭載了戰鬥功能﹑打掃能力經強化後的機械女傭，擁有超級麻煩的潔癖，因此購買了這款機械的顧客都要求退貨。同時亦負責研究所的清楚工作，總以為小玉額頭的痣是垃圾，常常說要清除。實際上是看見什麼不順眼都會馬上視為垃圾清理掉，因此有之稱號。在追捕零號套回「神奇感情甘露」的過程中被銀時等人打壞，並作為零號臨時的身體來使用，芙蓉篇結尾為了替銀時等人阻止中樞能源失控，導致身體整個被消滅。
坂田金時（Sakata Kintoki）
配音：中村悠一、矢口麻美〈童年時〉（日本）；林筠翔、謝潔貞〈童年時〉（香港）
神樂和新八為了克服銀時種種缺點而跟源外訂做的機器/組裝模型，正式名稱為超合金製完全體 坂田銀時二號機。外表特徵與坂田銀時相反：為一頭金色離子燙，紫瞳，衣著一般是白色衣褲、外罩套到一半的黑底金色雲紋和服，愛用的木刀是「金閣寺」。
在《金魂篇》中首次登場，為該篇主要反派，甫開始便取代銀時成為主角。不僅如此，銀時身邊所有的朋友（阿妙、九兵衛、猿飛、月詠、日輪、登勢、桂……甚至新八和神樂）都失去了對銀時的記憶。
其創作緣起於銀時長期在外喝酒胡鬧不務正業，新八和神樂就拜託源外創造了一個集合了銀時所有優點、同時摒棄了他的所有缺點的完美的機器人去暫代其工作。原本這行之有效，但金時不久便不甘於只作別人替身，便使出了催眠電波把所有人記憶改變。因為電波對機械以及動物無效，所以只有小玉跟定春保有原來關於銀時的記憶。金時得知自己的底細被小玉洩露，而且眾人也因而信心動搖之後，便襲擊了小玉。
目的其實是為了摧毀《銀魂》這部漫畫，並成為下一部連載的主角。為了奪回主角的寶座，金銀二人相鬥。眾叛親離的金時最後還是不敵銀時，並被眾人在自己的動畫中奪走了主動權。被曉以大義之後，金時被感化並決定讓自己回爐重造，卻因新八、神樂和小玉的求情，被源外饒過一命。
在《銀之魂篇》再度登場，與小玉聯手利用自身提供能量，發射破壞機械武器的機械蜂，癱瘓了地球和太空所有機械（包括自身和小玉），使戰局轉為冷兵器的戰鬥。

### 陰陽師相關者
結野主播以外的角色皆首次登場於《陰陽師篇》。
結野
詳見結野克莉斯蒂
結野晴明（Ketsuno Seimei）
配音：綠川光、大原桃子〔童年〕（日本）；何志威、曾允凡〔童年〕（台灣）；關令翹、曾佩儀〔童年〕（香港）
2月21日出生，身高179cm，体重64kg。
結野水晶的哥哥，陰陽師「結野眾」的首領，也是結野眾歷代以來最強的陰陽師。極度疼愛妹妹。與巳厘野道滿在童年時期是朋友關係，曾和其約定要讓分裂的兩家和好，然而基於歷史原因二家仍然爭鬥不斷。為了讓兩家和好，晴明將妹妹嫁給道滿為妻。雖然水晶也同意，但嫁過去之後明顯並不開心，日漸消沉。晴明便擅自將妹妹從巳厘野家帶出來，兩家因此結下樑子，爭鬥不休。
《陰陽師篇》中因為萬事屋介入，成功把佔據道滿心靈的閻天丸驅走，兩家終於重修舊好，與道滿也破鏡重圓。
《銀之魂篇》重新出場，與道滿作法變出一大隊幻像疑兵，把天人和傭兵們驅出歌舞伎町。
角色源自於平安時代著名的陰陽師安倍晴明。
巳厘野道滿
配音：成田劍、山口享佑子〔童年〕（日本）；陳幼文、郭馨雅〔童年〕（台灣）；雷霆、陳琴雲〔童年〕（香港）
巳厘野眾的首領，與結野晴明是童年好友，喜歡結野克莉斯蒂，也是她的前夫。患有痔瘡，从小到大经常被結野主播赠送卫生巾。童年時，由於巳厘野與結野長久以來是世代仇家，二人的朋友關係不被道滿的父親所認同，並以斷絕父子關係要脅。道滿不得已找晴明決鬥，但晴明每次都贏，也令道滿心理不平衡，最後轉而投向邪道，讓過去被巳厘野和結野祖先所封印的最強鬼神閻天丸附身。最後在萬事屋與眾人的幫助下恢復，並再次與晴明重修舊好。後面當天人聯軍殺來時與晴明出場，變出一大隊幻像疑兵，把天人和傭兵們驅出歌舞伎町。
角色源自於平安時代著名的陰陽師蘆屋道滿。
外道丸
配音：川澄綾子（日本）；曾允凡（台灣）；鄭麗麗（香港）
12月6日出生，身高147cm，体重38kg。
結野的式神。外貌是位黑髮紅眼，身穿黑色和服的年幼少女。說話句尾會加上。
乍看之下殘忍冷酷，但其實很為其主人著想，奉結野主播的命令協助與保護銀時等人。原為惡鬼，頭上有雙角，平安時代曾在大江山作亂，被結野眾降伏後成為侍奉結野眾的式神。武器是一把巨大的狼牙棒，平時背於背上，曾經將銀時的睪丸給打碎。有變聲能力，可以一個人演飾多角演戲。在《陰陽師篇》輔助銀時，並於完結時認他為另一位重要的主人。之後曾與萬事屋一同購買禮物給結野水晶，也在《銀之魂篇》與其他陰陽師們一同登場對抗天人，並戰鬥後的晚上作為後勤工作。
角色源自於酒吞童子（乳名外道丸）。
葛葉
配音：宮本真利（日本）；郭馨雅（台灣）；朱妙蘭（香港）
結野晴明的式神。外貌是有著狐貍耳朵和尾巴的和服美女，擅長治癒術。
角色源自於安倍晴明的母親葛葉。

配音：能登麻美子（日本）；林佑俽（台灣）；曾佩儀（香港）
妖精的幼蟲，式神喜歡的食物，平常時有著非常噁心的臉，但能使人產生幻覺，如新八誤吻後變成美女的臉使之迷惑。有時簡稱為麵包（パン）。
名稱源自於萬魔殿。

### 其他人物
松平栗子（Matsudaira kuriko）
配音：齋藤千和（日本）；林佑俽（台灣）；鄭麗麗→劉惠雲→陳皓宜（香港）
9月4日出生，身高161cm，体重48kg。原著第六十五訓；動畫第35話初登場。
松平片栗虎的女兒，對父親的過度保護感到相當厭惡，但其實內心是相當在意父親。由於片栗虎看不慣栗子的男友而前來破壞約會，最後遭到土方阻止，結果栗子愛上了土方。是目前唯一覺得土方的蛋黃醬蓋飯很好吃的人。
沖田三葉（Okita Mitsuba）
配音：島本須美（日本）；郭馨雅（台灣）；曾秀清（香港）
演員：北乃綺（台灣配音：馮嘉德）
5月26日出生，身高168cm，体重43kg。。沖田總悟的姐姐，跟近藤勳與土方是舊識。自幼體弱多病，喜愛吃辣。從小與總悟相依為命，在其心中佔有著非常重要的地位。喜歡土方，在他們進江戶前表白，卻被其拒絕。後因緣際會下認識轉海屋老闆，成為其未婚妻；但轉海屋老闆卻只是利用她和總悟的關係。
《三葉篇》中登場，與銀時因總悟而認識，三人相聚一天，並在當天晚上碰見正在監視其未婚夫的土方和山崎。接著，其病情急轉直下，而轉海屋老版卻在和攘夷志士們進行交易。交易最後被真選組一行人阻止，而眾人趕回去時三葉已經在彌留之際。結果她在弟弟的陪伴下逝世，最後還沒能見到土方一面。
角色源自於沖田總司的大姐沖田光。
阿鯱
配音：三宅健太（日本）；賀宇傑〈第一季〉→何志威〈第二季起〉（台灣）；雷霆→張錦江（香港）
12月3日出生，身高179cm，体重68kg。
囚犯，外表非常恐怖，實際上非常容易害羞。擅長繪畫，與銀時組成漫畫組合「惡路木夢粹」，繪畫實力在銀時之上，但認為自己永遠比不上銀時。在監獄裡認識桂和銀時，並認銀時為大哥。
曾喜歡監獄中的女醫生，並向她用漫畫來告白，但以失敗收場。
總長（SōChō）
配音：濱田賢二（日本）；潘文柏（香港）
生日6月16日（雙子座）；身高1.73（5英尺8英寸）；體重。
舞流獨愚的總長（首領），主張「並非任何事都以武力解決」。由於年輕時經常電染頭髮而導致禿頭，雖然平日極力隱瞞自己戴假髮的事，但組織內的每一位成員其實早已知道。在八兵衛脫離組織的比賽中輸給新八後，反倒對新八的毅力十分讚許，並有意邀請對方加入其組織，最終在高屋極力勸說下才打消念頭。
蝮蛇蠻藏
配音：宇垣秀成（日本）；黃天佑（台灣）；張炳強（香港）
原為幕府資歷30年左右的捕快，有個叫太助的兒子。開設蝮蛇工場，收留失業或落難武士，主要為組裝Justaway，花費十年時間秘密研發"蝮蛇Z"大砲，威力非常強大，希望反擊幕府。在《失憶篇》中特別看得上銀時，希望他成為廠長接班人。在真選組和萬事屋等人的阻隢下，最終伏法。
角色源自於江戶時代幕臣鳥居耀藏。
Justaway（ジャスタウェイ）
炸彈。由攘夷志士蝮蛇的工廠製造出來，生產數量非常多，是既不偉大又不卑微的存在。雖然《失憶篇》之後便沒有它的事，但其造型卻常亂入在各個細節，曾被用來當鬧鐘、裝飾、關東煮等等。在劇中的各個角落都可以發現它的身影，其人氣排名甚至在頭二十名內，已經變成類似吉祥物的存在。
橋田賀兵衛（Hashida Kahē）
配音：矢田耕司（日本）；黃天佑（台灣）；陳曙光（香港）
江戶首屈一指的大財團—「橋田屋」的社長。堪太郎的父親，堪七郎的祖父，經常在暗中支助攘夷武士為自己辦事，擁有超出一般商人該有的權力。
過去在兒子堪太郎出生時因為體弱多病被醫師診斷能過人類年紀的三分之一，把之困在家中養病。堪太郎後與阿房私奔，被賀兵衛找到後把堪太郎帶走，並不讓阿房見最後一面。想讓堪七郎作為橋田屋的繼承人而逼迫阿房，但在銀時一行人的阻撓加上阿房的勸說才收手。曾雇用岡田似藏作為保鑣，但被銀時打敗。
角色源自於江戶時代的海商高田屋嘉兵衛。
橋田堪太郎（Hashida Kantarō）
配音：菅沼久義（日本）；黃乾師（台灣）；李致林（香港）
橋田賀兵衛的獨生子，堪七郎的父親，擁有跟坂田銀時相同的自然捲和「死魚眼」。
由於出生時天生體弱多病被醫師診斷只有一般人的三分之一壽命，被其父困在家裡，結果與專責照顧自己的女傭阿房相戀，最後與其私奔。然而，因為病重之故還是被父親發現並帶回，在尚未看見自己的兒子堪七郎的出生前離世。
阿房（Ofusa）
配音：七緒春日（日本）；郭馨雅（台灣）；楊善諭（香港）
堪七郎的母親。堪太郎的戀人。
過去原為受聘於橋田家，專責照顧堪太郎的女傭，後來與堪太郎相戀並且私奔但遭賀兵衛的阻撓，甚至在堪太郎去世的同時無法看他最後一眼。在生下堪七郎並且撫養他卻受到賀兵衛的迫害，在萬事屋的幫助下說服賀兵衛。
橋田堪七郎（Hashida Kanshichirō）
配音：木川絵理子（日本）
堪太郎和阿房的兒子，賀兵衛的孫子。不仅有天生的銀色自然捲及「死魚眼」，連舉止都與銀時相似而被誤以為是他的私生子。
天眼通的阿國
配音：清水愛（日本）；郭馨雅（台灣）；黃紫嫻（香港）
9月13日出生，身高116cm，体重21kg。
擁有天眼通的巫女。喜歡看週刊少年JUMP，因為週刊少年JUMP的發展是她唯一無法預知的；並且也喜歡吃披薩。擅長吐槽，對保護自己的全藏抱有好感。
其名來自日本歌舞伎始祖出雲阿國。
長五郎（Chōgorō）
配音：塚田正昭；陳曙光（香港）
10月1日出生。身高161㎝；体重49㎏。傳說的俠盜「狐火長五郎」，30年前是盜賊團『九尾』的成員之一。被小錢形平次稱為「野狐狸」，是對方多年以來一直想緝捕歸案的對象。本應金盤洗手並過著隱姓埋名的生活，但為了引出近來經常犯案的『九尾』餘黨，而對外高調宣稱將會偷取大江戶美術館的「純金炸腐皮像」。除了是小錢形的救命恩人，亦是教曉他Hard Boiled精神的人。
角色取材自池波正太郎筆下作品《鬼平犯科帳》中的義賊・狐火勇五郎。
狙擊手・龜
配音：杉山紀彰（日本）；陳幼文（台灣）；陳欣（香港）
5月6日出生，身高165cm，体重51kg。一人行動的膽小殺手，宛如烏龜般。飼有一隻名叫「龜吉」的雌龜。奉命暗殺帶狗到公園散步的松平，卻看到銀時以為他是幕府的同僚以致暗殺行動失敗。偶然之下救下想要自盡的女人，更獲得松平以警察廳長官身份頒發的感謝狀。動畫中感謝狀上的名字是。
魔死呂威下愚藏（Mashiroi Kaguzō）
配音：内海賢二（日本）；張炳強（香港）
生於3月14日（雙魚座）；身高1.57（5英尺2英寸）；體重。
暴力團體「魔死呂威組」的組長。鬱蔵的父親，京次郎的恩人。
過去曾收留孤依無靠的京次郎，甚至在京次郎為了保護鬱蔵受傷時關注他的情況。結果卻導致兒子鬱蔵誤以為自己很重視京次郎而離家出走，後來五年前為了找回兒子鬱蔵帶人到鬱蔵工作的服店找麻煩，導致兒子被解雇並關入自家倉庫中選擇上吊自盡。後來委託萬事屋說服兒子「鬱蔵」（實際為京次郎派來的人所偽裝）走出倉庫，但很快便病逝連兒子早已自盡也不知道。
魔死呂威鬱藏（Mashiroi Utsuzō）
配音：逢坂力、石川綾乃〈童年〉（日本）；張裕東、蔡惠萍〈童年〉（香港）
生於7月29日（獅子座）；身高1.56（5英尺11⁄2英寸）；體重。
下愚藏的兒子。京次郎的護衛對象
自懂事時受到京次郎的保護，當京次郎有一次為了保護自己受傷受到父親的關心因此誤會他而離家並且擔任和服設計師職位，但在五年前因為父親帶人到和服店找麻煩導致自己被解僱。因此更加確定自己的想法便在自家倉庫中上吊自盡。
中村京次郎（Nakamura Kyōjirō）
配音：松風雅也、須藤繪里花〈童年〉（日本）；陳卓智、張裕東〈童年〉（香港）
生於9月9日（處女座）；身高1.77（5英尺91⁄2英寸）；體重。原作第百八十四訓；動畫第107話登場。
魔死呂威組的少當家。外號「狛犬京次郎」。原本是鬱蔵的護衛。
幼時是孤兒，後來被下愚蔵給收養負責保護鬱藏。當鬱藏因為下愚蔵的介入而被解雇上吊自盡時深感自責，並且始終嘲自己是隻無能為力的看門狗。因此委託部下瞞著下愚蔵並且派人偽裝鬱藏，五年後因為銀時看破真相而謀害他不成，並在下愚蔵病逝後被自己手下謀害。看穿一切真鉬的銀時相助下，在臨死之際去到下愚蔵墓側，露出笑容安詳離去。
第2回角色人氣投票排名為30位，以客串角色而言是一個僅次於沖田三葉和伊東鴨太郎。
角色原型取材自幕末四大人斬之一的中村半次郎（桐野利秋）。
烏拉拉（Urara）
配音：豐口惠；曾佩儀（香港）
登場：原著漫畫第二百三訓至二百六訓；動畫126－128話。生日：3月4日（雙魚座）　身高：1.67（5英尺51⁄2英寸）　體重：
雙馬尾。基拉拉的妹妹，與姐姐完全相反，擁有著陽光外向的個性。代替姐姐跟自稱為志村新八的沖田總悟約會，兩人外出不久就被對方用頸圈和鐵鏈給馴服。
名字來源於日本女子二人偶像組合基拉拉和烏拉拉（キララとウララ）裡的烏拉拉（本名天野なぎさ）。
基拉拉（Kirara）
配音：後藤邑子；黃玉娟（香港）
登場：原著漫畫第二百三訓至二百六訓；動畫126－128話生日：12月24日（摩羯座）　身高：1.66（5英尺51⁄2英寸）　體重：
烏拉拉的姐姐，新八的筆友。長髮眼鏡娘。跟土方十四郎和近藤勳為同一血型。個性自卑﹑內向，害怕受到傷害而封閉自己，不願接觸他人。由於擔心會被志村新八拒絕而把妹妹的近照寄給對方。一方面擔心自己會不被喜歡的人重視，同時又擔心對方會被妹妹奪去。以往從未踏足江戶城，但與新八以書信來往後，竟然主動提出邀約。透過志村新八等人令她明白到「當放開自己為他人認想時，就可以成為真正的強者。」
直到揭露姓名前，動畫片尾的登場人物列表均以顯示。
名字來源於日本女子二人偶像組合基拉拉和烏拉拉（キララとウララ）裡的基拉拉（本名大谷香奈子）。
阿岩
配音：巴菁子（日本）；郭馨雅（台灣）；沈小蘭（香港）
6月9日出生，身高154cm，体重46kg。仙望鄉老闆娘，替身使者，登勢的老朋友。母親過世後開始能看到亡靈，自覺自己是被選中的人，所以與丈夫開設仙望鄉，為亡靈超渡。丈夫過世後發覺自己身邊什麼也沒有，所以將仙望鄉的亡靈留在自己身邊，阻止亡靈超渡。登勢將銀時借到仙望鄉工作十天，銀時被阿岩看上，準备將銀時作為仙望鄉繼承人。銀時不滿這工作並造反，最後打倒阿岩，才令其悔改。
角色源自《四谷怪談》的阿岩。
TAGOSAKU
配音：岡崎雅紘（日本）；陳幼文（台灣）；林國雄（香港）
3月9日出生，身高8米。仙望鄉最強的亡靈，阿岩使用的替身。十年前過世，死前是仙望鄉的老闆，阿岩的丈夫。決心保護阿岩和仙望鄉，這強大的怨念令其無法超渡，也因而成為最強的亡靈。在銀時打倒阿岩後，將山中生物的靈魂全數吸入體內，形成一個魔界，最後被阿岩的淚水感動而超渡。

配音：小林沙苗（日本）；曾允凡（台灣）；曾佩儀（香港）
3月18日出生，身高160cm。仙望鄉的女性亡靈，從業員。原本是孤兒，被阿岩給收養並到仙望鄉工作，死因未明。因覺得阿岩變了，由為亡靈超渡變了將亡靈留在身邊，想將阿岩拉回正軌，便聯合銀時叛亂，成為銀時的替身。為救阿岩而被TAGOSAKU吸入體內，在TAGOSAKU超渡後因為有「想幫他搓背的人（銀時）」為由繼續以留在仙望鄉工作。
織田信長
配音：坂口候一（日本）；梁志達（香港）
6月23日出生，身高173cm。仙望鄉的亡靈客人，之一，阿岩的部下。西洋迷，身穿西式內褲。戰國時代的大名，因被明智光秀背叛而死於本能寺，這件事令信長有怨念而無法超渡。最後成功超渡。
明智光秀
配音：川原慶久（日本）；古明華（香港）
7月2日出生，身高175cm。仙望鄉的亡靈客人，之一，阿岩的部下。因死前是信長的部下，所以也身穿西式內褲。戰國時代的武將，殺死信長後不久被豐臣秀吉殺死，因此無法超渡。最後成功超渡。
丰臣秀吉
配音：宮澤正（日本）；盧國權（香港）
3月17日出生，身高158cm。仙望鄉的亡靈客人，之一，阿岩的部下。因死前是信長的部下，所以也身穿西式內褲，但褲子裡面沾了一坨大便。戰國時代的大名，被信長稱為「猴子」而有怨念無法超渡，最後成功超渡。
德川家康
配音：杉崎亮（日本）；朱子聰（香港）
仙望鄉的亡靈客人，身穿拳擊褲。德川幕府的初代將軍，在江戶多處有其雕像。在銀時對阿岩的叛亂中被他給超渡。
方濟·沙勿略
4月7日出生，身高181cm。仙望鄉的亡靈客人，使用火繩槍。第一位到達日本的天主教傳教士，因他的髮型沒有流行為由而無法超渡，非常憎恨他的理髮師，會用火繩槍攻擊吵到他的人。在銀時的靈魂被TAGOSAKU吸出體外時搶走銀時的身體。
六角霧江
配音：木村亞希子（日本）；曾允凡（台灣）；曾秀清（香港）
六角宗春的女兒。被蒼達利用來進行擊潰真選組的計劃，在街上襲擊沖田總悟。之後，被蒼達以其為餌，綁走沖田和神樂。後被神樂救走，結局中也理解了事件全貌。
六角宗春
配音：岩田安宣（日本）；陳幼文（台灣）；張錦江（香港）
創界黨的已故黨員，旅店「六角屋」的老闆。霧江的親生父親。被當時的首領紅達等人強迫他把自己經營的「六角屋」作為創界黨的藏身之處，甚至奪其財產。為了保護妻子和女兒，而被迫答應且不讓妻兒知道。直到六角事件發生，已經發瘋的他想殺害神山，並死於神山的正當防衛。沖田為了隱瞞他的死因而故意改口，向外界宣布其死於攘夷浪人的手中。
本鄉尚（Hongō Hisashi）
配音：津村真琴；伍秀霞（香港）
初登場：漫畫273訓；動畫189B話。
每天早上均會提早十五分鐘到達歌舞伎町的廣場出席廣播體操活動，期間還認識了人生的第一個朋友神樂。由於身體孱弱，需要長期服藥，還要定期到醫院覆診，而且沒法像同齡人一樣上學，因此希望藉著每朝的廣播體操，從而達致強身健體。當自知自己已經時日無多時，希望自己最少能「有始有終地完成一件事」，於是跟神樂約定了每天都會風雨不改地參加廣播體操活動，連母親（お母さん，配音：和田みちる；謝潔貞（香港））及醫生也勸阻不到。在廣播操的指導員田中先生（配音：田久保修平；陳永信（香港））暑假外遊期間，神樂還請來了銀時﹑妙﹑桂﹑猿飛﹑長谷川和伊麗莎白等人，每天輪流暫代職務。 直至一場大雨把兩人堅持的努力沖走。
北大路大五郎（Kitaōji Daigorō）
配音：竹内順子；陳琴雲（香港）
初登場：原著漫畫274；動畫188話
江戸「寺小屋」3年1班的學生。父親曾因工傷而變得自暴自棄。雙親離異後，跟隨母親生活。暑假期間把在公園遇到的長谷川作為「觀察日記」的研究對象，寫了一本，成功感動全班包括老師，但最終被發現日記是由母親所寫。
後由於一份學校的校外功課，跟同班同學一起到萬事屋進行參觀，期間被神樂用製成的PATRIOT 導彈大力敲打頭部以洩心頭之憤後，突然變成另一個人格，並用與年齡不符的成熟口吻對萬事屋等人作出諷刺。
基於角色的配音员竹内順子與漩渦鳴人所用的同為一人，推测是官方有意恶搞，而经常安排大五郎以「鸣人模式（即漩渦鳴人的說話方式）」登場。另外，角色「五月」（日语： Satsuki）的日语发音與「佐助」（日语： Sasuke）相似，因此讓人不禁聯想空知英秋是有意安排這麼一個路人角色，並讓大五郎用「鳴人模式」呼喊出她的名字。
名字來源於《帶子狼》的主角拜一刀的飾演者北大路欣也，以及故事中拜一刀的獨子拜大五郎。
電腦天使藍光靈子（DennōUirusu Burūreiko）
配音：澤城美雪（日本）；郭馨雅（台灣）；成瑤孆（香港）
初登場：漫畫第343訓；動畫第224話。
被封印在阿銀換來的藍光播放機中的電腦天使(惡搞午夜兇鈴)。個性十分悲觀，有自殘傾向，動不動就想折斷自己的翅膀，全身綁滿繃帶，對自己的暖被桌異常關心。
原為宇宙中一個瘋狂科學家創作的城市侵略型藍光程式『詛咒的藍光』，但因創作者負債被拿去賣給二手商店，輾轉流落到地球。由於無家可歸，所以請求銀時讓自己寄宿在他的電視其中一個頻道。但是之後電視機的底色變了藍色，而藍光靈子更在多毛先生和賽馬等等多個頻道出現，銀時對此無法忍受，所以自費給源外，將藍光靈子轉移到電單車上的導航器。轉移到導航器上不單完全發揮不到其功能，而且經常引導銀時到死路。
藍靈之日文發音與藍光(blue-ray)諧音。形象参考自鬼片午夜凶铃里的女鬼贞子。

## 註解
1. ↑  由於譯者前後不同，有些譯者知道應正確譯為「無用男」，有些譯者卻不知前因後果，誤以為是人名，而套用漢字直譯為「又男」，造成前後譯名不一，且不易讓讀者理解笑點。
2. ↑  山崎考忍者執照的表格中住處一欄隱若可見地顯視「歌舞伎」，屯所正是真選組隊員起居飲食的地方，所以推測屯所位於歌舞伎町
3. ↑  公式104頁，集英社，2006年4月9日出版ISBN 4- 08-874086-6
4. ↑  《銀魂》漫畫第8訓；動畫第8話
5. ↑  （系完全恶搞《Code Geass 反叛的魯路修》）
6. ↑  原型為的，重點是代表開始的一和代表結束的終，只不過是把齊與齋順手給換了。
7. ↑  第228集起～
8. ↑  第151～181話。
9. ↑  第182話起～。
10. ↑  原型為的，敏木齋的發音與相同。另外這里為什麼不用齊，而用齋。石舟齋是柳生宗厳的號，就和拔刀齋是劍心的號一樣。○○ 齋在號的意思是精通，達人（PS：漱芳齋不是號）。敏木齋也是號並非本名，當然也可能是想突角色劍術高深莫測的而用○○齋的模式。
11. ↑  北大路斎（きたおおじいつき），他的名字是惡搞草莓100%「北大路さつき」發音而湊的漢字。不過「いつき」這個發音並不出現於名字中，而多用於古代日本神道教祭司的齋宮（いつきのみや），齋皇女（いつきのみこ）這個系統中。
12. ↑  這一特點可能是向實際也是以河上彥齋為原形的緋村劍心這個著名漫畫角色致敬（劍心的用語就是如此）
13. ↑  原型為人斬的。名字的惡搞點在彥與萬這兩個平假名上，齋與齊只是順手給改了。
14. ↑  原作中描敘虛因為艾特納的關係，自500年以來都是同一個人，據此推敲而判定
15. ↑   註: